# Giudizio universale (Michelangelo)
Il Giudizio universale è un affresco di Michelangelo Buonarroti, realizzato tra il 1536 e il 1541 su commissione di Papa Clemente VII per decorare la parete dietro l'altare della Cappella Sistina, una delle più grandiose rappresentazioni della parusia, ovvero dell'evento dell’ascesa al potere alla fine del mondo del Cristo per inaugurare il Regno di Dio, nonché uno dei più grandi capolavori dell'arte occidentale.
L'opera segnò la fine di un'epoca e costituì uno spartiacque della storia dell'arte e del pensiero umano: all'uomo forte e sicuro dell'Umanesimo e del primo Rinascimento, che Michelangelo stesso aveva esaltato negli Ignudi della volta, subentra una visione caotica e angosciata che investe tanto i dannati quanto i beati, nella totale mancanza di certezze che rispecchia la deriva e le insicurezze della nuova epoca.

## Storia

### Clemente VII
Nel 1533 Michelangelo lavorava a Firenze a vari progetti in San Lorenzo, per papa Clemente VII. Il 22 settembre di quell'anno l'artista si recò a San Miniato al Tedesco per incontrare il papa diretto in Francia e pare che proprio in quell'occasione il pontefice manifestò il desiderio di fargli affrescare la parete dietro l'altare della Sistina con un monumentale Giudizio universale, un tema che avrebbe degnamente concluso le storie bibliche, evangeliche e degli apostoli della Cappella.
Il desiderio di papa Clemente era dovuto in tutta probabilità alla volontà di legare anche il proprio nome all'impresa della Sistina, come avevano fatto i suoi maggiori predecessori: Sisto IV e le Storie di Mosè e di Cristo dei pittori fiorentini quattrocenteschi (1481-1482), Giulio II e la volta di Michelangelo stesso (1508-1512), Leone X e gli arazzi di Raffaello (1514-1519 circa). Pur di figurare in questo prestigioso elenco, Clemente VII era disposto a chiudere un occhio sulle opere fiorentine a cui Michelangelo stava lavorando, ormai sempre più stancamente e con un ricorso sempre maggiore di aiuti.
Non si sa quando l'artista accettò l'incarico ufficialmente, ma nel settembre del 1534 egli partì da Firenze per Roma per attendere alla nuova opera (e occuparsi anche di altri lavori precedenti, come la tomba di Giulio II). Una prima idea dell'artista per gli affreschi mostrava la cornice dell'immagine esistente su quella parete (l'Assunta con Sisto IV inginocchiato di Perugino) e alcune citazioni di essa nella posa di qualche personaggio, a testimoniare che Michelangelo non aveva nessuna intenzione di intaccare il lavoro del suo predecessore, che era anche la pala d'altare della cappella e quindi la rappresentazione più sacra in essa contenuta. Tuttavia apprese presto che Clemente aveva già fatto abbattere l'affresco di Perugino col ritratto del suo predecessore, fatto che è stato letto come una tardiva vendetta personale del papa, al secolo Giulio de' Medici, contro Sisto IV, responsabile dell'assassinio di suo padre Giuliano de' Medici nella congiura dei Pazzi.
Pochi giorni dopo il papa morì: pensando che la commissione fosse destinata a cadere nel vuoto, Michelangelo tralasciò il Giudizio e si dedicò ad altre cose.

### Paolo III

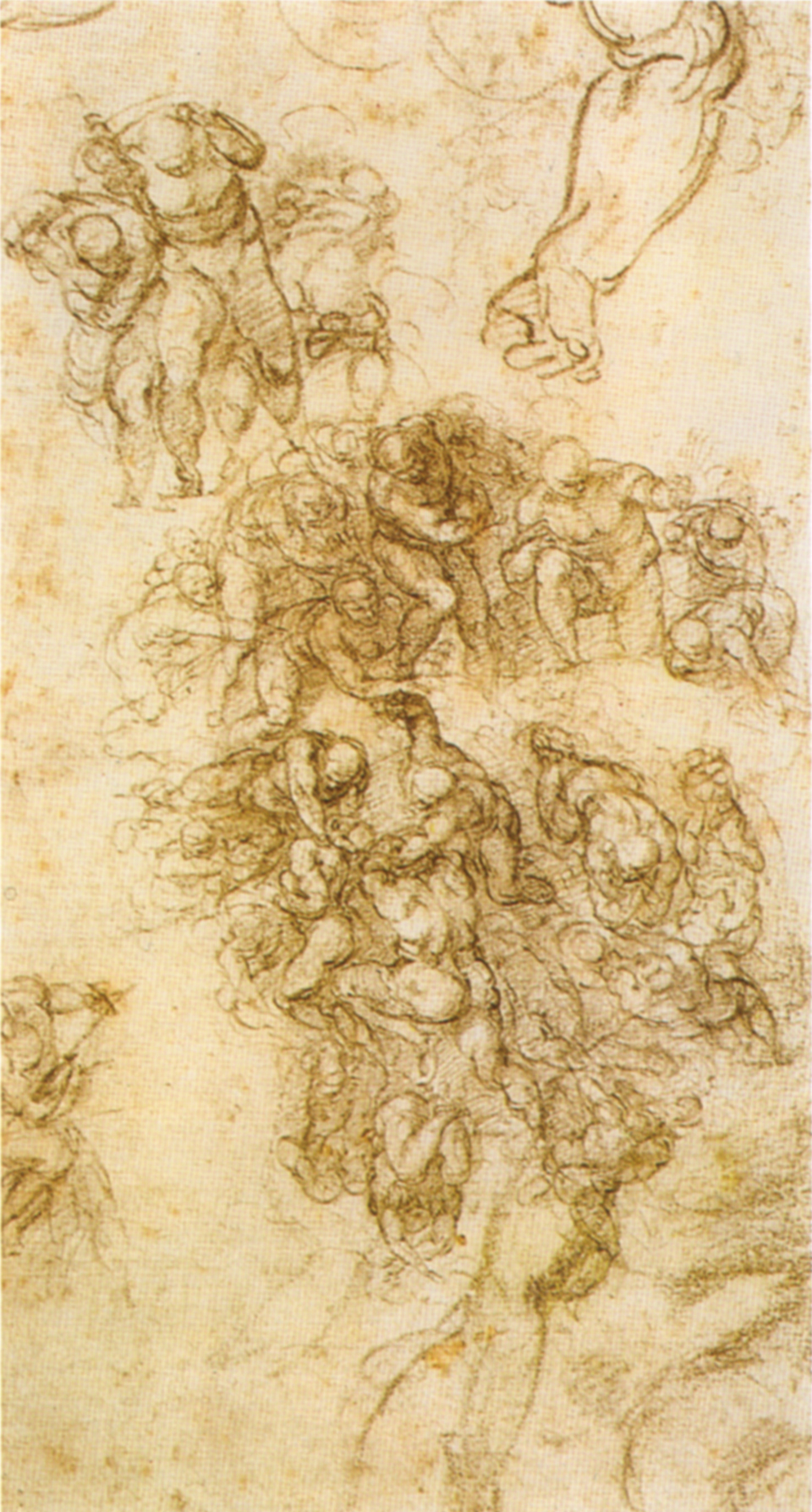
Disegno preparatorio al British Museum, matita, 38,5×25,3 cm

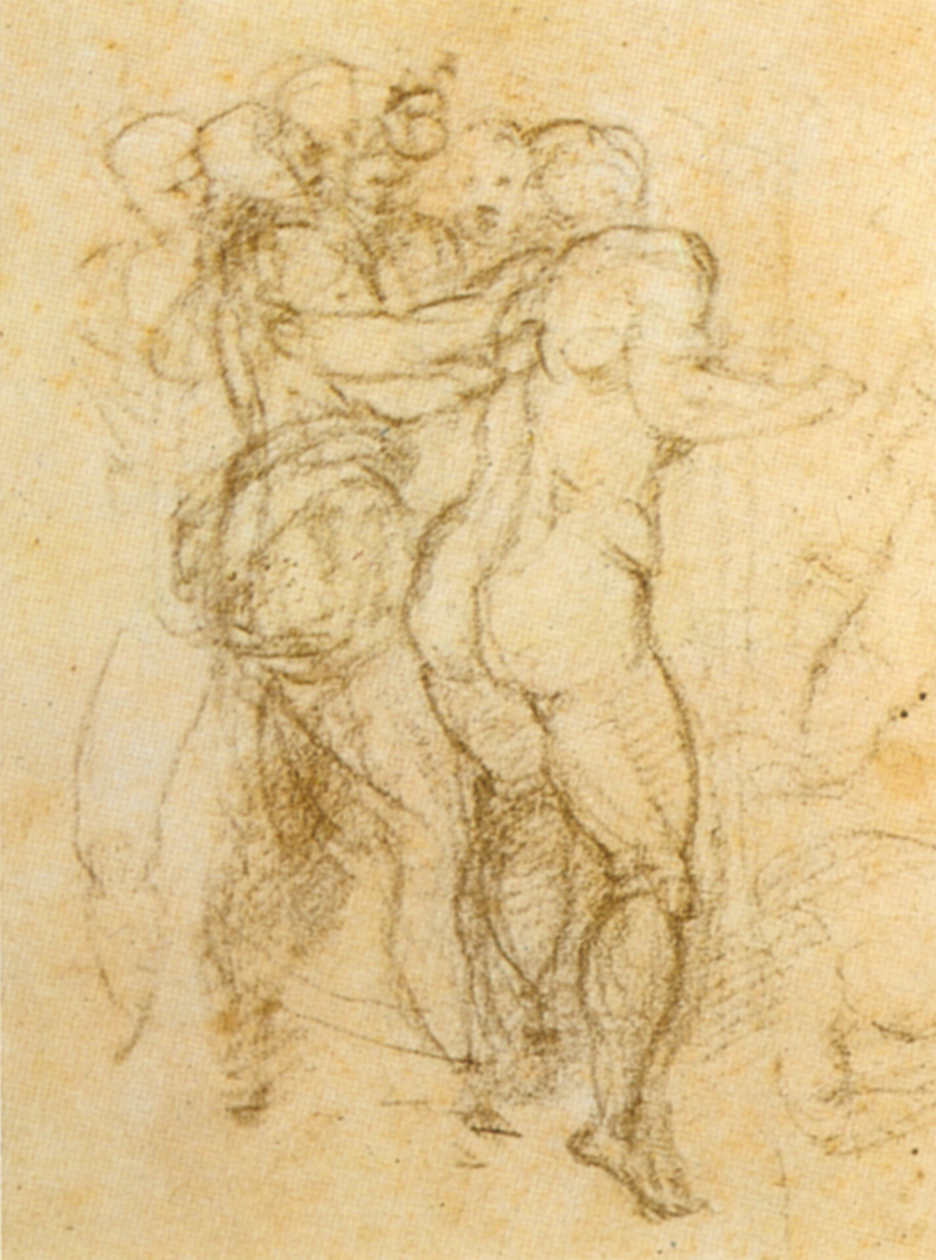
Studio al Museo Bonnat di Bayonne, matita, 17,9×23,9 cm

Il nuovo papa, Paolo III Farnese, confermò invece l'incarico a Michelangelo, il quale, incalzato dagli eredi di Giulio II affinché lavorasse alla sepoltura di quest'ultimo, cercò prima di distogliere il papa, pur di allontanare con ogni mezzo l'inizio dei lavori.
Intanto doveva essere sistemata la parete: dovevano essere tamponate due finestre e doveva essere costruita una "scarpa" di mattoni che fosse inclinata leggermente verso l'interno (si arriva a una pendenza di mezzo braccio alla sommità, circa 38 cm), in modo da creare un po' di pendenza che evitasse il depositarsi di polvere e altri inconvenienti in fase di dipintura. Il Giudizio rappresentò il primo intervento "distruttivo" nella storia della Cappella, stravolgendo l'originale impostazione spaziale e iconografica, che si era delineata nei precedenti apporti fino ad allora sostanzialmente coordinati: sulla parete si trovavano infatti tre affreschi quattrocenteschi di Perugino (Nascita e ritrovamento di Mosè, Assunta con Sisto IV inginocchiato e Natività di Cristo), alcuni Papi della serie tra le finestre, nonché due lunette dipinte da Michelangelo stesso più di vent'anni prima (Abramo, Isacco, Giacobbe, Giuda e Fares, Esrom e Aram). Di queste opere restano fonti iconografiche solo per le lunette e la pala centrale dell'Assunta sopra l'altare.
La distruzione dovette essere una decisione tormentata, come testimonia la presenza ancora delle cornici originarie nei primi disegni preparatori, ma alla fine necessaria per disporre interamente della parete e annullarla nell'astrattezza spaziale del cielo sconfinato.
Quando la superficie fu pronta scoppiò un'aspra controversia tra il Buonarroti e Sebastiano del Piombo, fino ad allora suo amico e collaboratore. Per ragioni di natura tecnica, ma soprattutto per preoccupazioni legate alla capacità dell'ormai sessantenne maestro di imbarcarsi nella difficile e fisicamente faticosa tecnica dell'affresco, Sebastiano, con l'appoggio del papa, aveva infatti fatto preparare un'"incrostatura" su cui dipingere a olio. Ma Michelangelo definì il colorire a olio "da donna e da persone agiate e infingarde come fra' Bastiano" e andò su tutte le furie rifiutandosi di dipingere se non a fresco. Fece così distruggere la preparazione già eseguita e rifare un arriccio adatto all'affresco. I documenti d'archivio confermano questi passaggi preparatori, tra il gennaio e il marzo del 1536. L'inizio del lavoro venne ulteriormente ritardato di qualche mese per l'acquisto di colori, in particolare il pregiato blu oltremarino, che soddisfacessero pienamente l'artista.
Alcuni schizzi (uno al Museo Bonnat di Bayonne, uno a Casa Buonarroti e uno al British Museum) chiariscono la genesi dell'opera. Michelangelo partì dallo studio di precedenti iconografici tradizionali distaccandosene rapidamente: il motivo dell'ascesa dei beati si sviluppò infatti in un groviglio di corpi come in una violenta lotta, simile alla zuffa dei dannati che, nella zona inferiore, vengono spediti in Inferno. Agli ordinati Giudizi della tradizione, egli oppose una composizione estremamente più dinamica, basata su moti concatenati o contrastanti, sia di singole figure che di gruppi. Ciò è evidenziato anche dalla decisione di eliminare le cornici e le partizioni che dominano il resto delle pareti, spalancando lo spazio dipinto verso una "seconda realtà" incommensurabilmente vasta.
Montati i ponteggi, Michelangelo vi salì nell'estate del 1536. Nel novembre di quell'anno il pontefice, per liberare Michelangelo dagli impegni con gli eredi Della Rovere, in particolare Guidobaldo d'Urbino, emise un motu proprio, che aveva efficacia per tutta la durata necessaria a completare il Giudizio. Nel 1540, una volta abbassati i ponteggi per dipingere la parte più bassa, Michelangelo cadde facendosi male e richiedendo un riposo di un mese per la guarigione.
Michelangelo lavorò all'intera opera da solo, con i semplici aiuti per i lavori manuali di preparazione dei colori e stesura dell'arriccio, nonché un solo fedele assistente, l'Urbino, che probabilmente si occupò di colorire lo sfondo. Come già sperimentato ai tempi della volta, egli non si fidava degli aiuti in pittura, preferendo lavorare da solo, come confermano anche i saggi critici che, a parte le aggiunte successive delle "braghe", non rilevano alcuna pennellata estranea al maestro. L'affresco richiese in tutto circa quattrocentocinquanta "giornate", svolte in ampie fasce orizzontali, dall'alto al basso come di consueto, che seguivano la forma dei ponteggi, via via abbassati.
L'opera venne terminata nel 1541 e scoperta la vigilia di Ognissanti, la stessa nottata in cui, nel 1512, erano stati rivelati gli affreschi della volta.

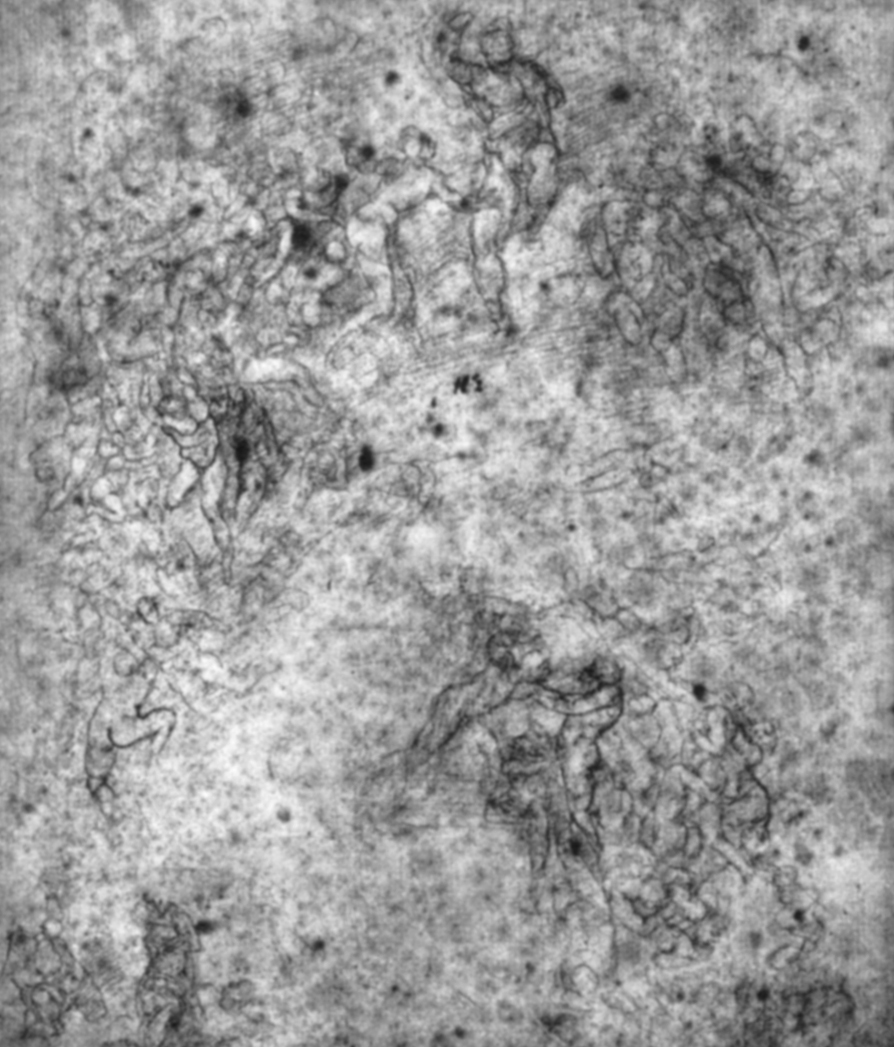
Studio a Casa Buonarroti, 41,8×28,8 cm. In basso si scorge ancora la cornice dell'Assunta del Perugino, che poi si decise di coprire
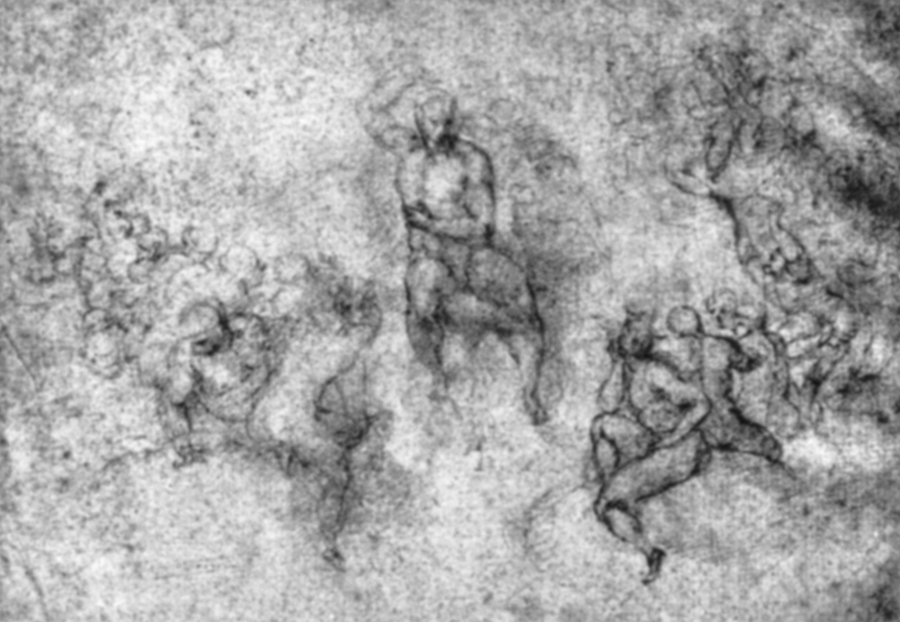
Studio al Museo Bonnat di Bayonne, matita, 34,5×29,1 cm
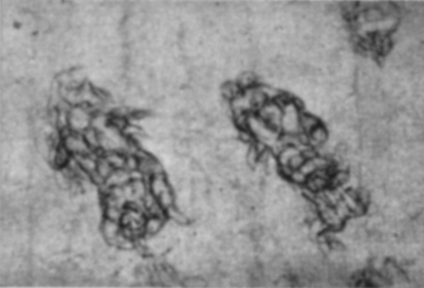
Studio per i risorgenti, Windsor Castle, matita, 27,7×41,9 cm

### Elogi e critiche
Ancora prima che l'affresco fosse completato iniziarono a registrarsi reazioni contrastanti: da una parte una sconfinata e incondizionata ammirazione, dall'altra bersaglio di aspre critiche, scandali e addirittura invettive, sia sul piano morale che formale.

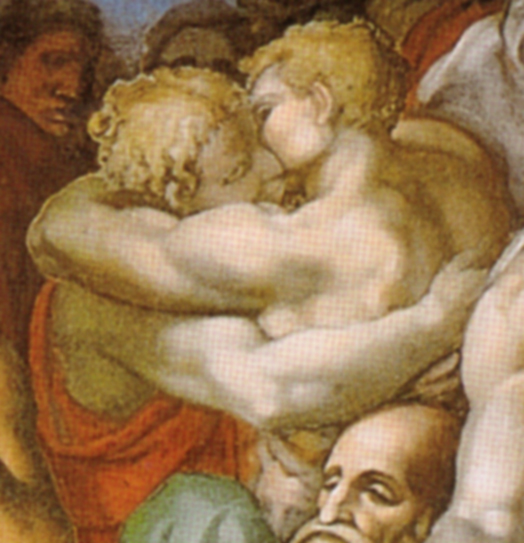
Un dettaglio

Le accuse di oscenità, di mancanza di decoro, di tradimento della verità evangelica, di errori dottrinali piovvero su Michelangelo sia dall'interno che dall'esterno della corte papale. In particolare si pronunciarono contro i "reverendissimi Chietini", il cerimoniere pontificio Biagio da Cesena, Pietro Aretino, Ambrogio Catarino, Andrea Gilio, nonché un numero imprecisato di accuse anonime. Ben presto si arrivò ad adombrare, in maniera più o meno scoperta e minacciosa, anche l'imputazione di eresia per l'artista, mentre ricorrevano istigazioni a distruggere l'affresco.
Finché fu in vita Paolo III, ma anche il suo successore Giulio III, le critiche non ebbero alcun effetto. Ma la situazione mutò ai tempi di Paolo IV e Pio IV quando il Buonarroti corse seriamente il rischio di finire davanti al Santo Uffizio.
Sul piano formale l'opera venne di volta in volta esaltata o criticata: Vasari, nella prima edizione de Le Vite (1550) la descrisse come «oltra a ogni bellezza straordinaria […], sì unitamente dipinta e condotta, […] e nel vero la moltitudine delle figure, la terribilità e grandezza dell'opera è tale, che non si può descrivere, essendo piena di tutti i possibili umani affetti et avendogli tutti maravigliosamente espressi.»; seguì poco dopo il Dialogo della Pittura di Ludovico Dolce (1557) che, facendo proprie le critiche mosse dall'Aretino e da ampi settori dell'ambiente artistico soprattutto veneto, definì l'opera del Buonarroti come mancante «di una certa temperata misura e certa considerata convenevolezza, senza la quale niuna cosa può aver grazia né istar bene», in contrapposizione con gli ideali di armonia, grazia e varietà della pittura di Raffaello.
La rappresentazione del corpo umano in movimento in infinite pose, per Vasari il massimo segno della "perfezzion dell'arte", veniva bollata come una monotona esibizione di virtuosismo anatomico: «Chi vede una figura di Michelangelo le vede tutte.».
Nella seconda edizione delle Vite (1568) Vasari allora rispose alle critiche, mettendo maggiormente in risalto la prepotente plasticità e la particolare visione dei moti e delle attitudini delle figure come in un'unitaria architettura di personaggi e sentimenti.

### Censura e restauro

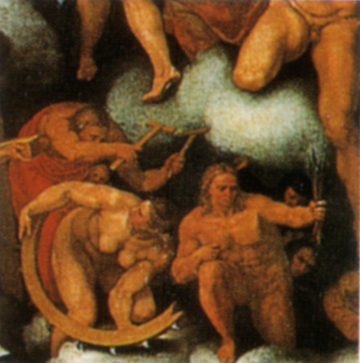
Marcello Venusti, dettaglio della copia del Giudizio universale prima della ridipintura di san Biagio e santa Caterina (1549), Napoli, Museo di Capodimonte

Il 21 gennaio 1564 la Congregazione del Concilio di Trento dispose infine la copertura di ogni oscenità nel Giudizio, compito che venne affidato a Daniele da Volterra che per l'occasione si guadagnò il soprannome di "Braghettone". Il suo intervento, che prese il via poco dopo la morte di Michelangelo nel 1565, fu massimamente discreto, quale grande ammiratore dell'arte del suo maestro, limitandosi a rivestire con panni svolazzanti le nudità di alcune figure, con la tecnica della tempera a secco. Unica eccezione fu la coppia di San Biagio e Santa Caterina d'Alessandria, oggetto delle critiche più scandalizzate poiché rappresentati in una posizione che poteva ricordare la copula. 
Scrisse il Gilio al papa: «Per meglio fare le persone ridere, l'ha fatta chinare [santa Caterina] dinanzi a san Biagio con atto poco onesto, il quale, standole sopra coi pettini, par che gli minacci che stia fissa, et ella si rivolta a lui in guisa che dice "che farai?" o simil cosa». Di essi Daniele rifece interamente, e a fresco scalpellando via l'originale, le vesti e la testa di Biagio, non più girata minacciosa verso la santa prona davanti a lui, ma rivolta verso il Salvatore. L'opera di censura venne poi continuata, dopo la morte di Daniele, da Girolamo da Fano e Domenico Carnevali. Gli interventi moralizzatori non esaurirono comunque le critiche, né le minacce di distruzione del Giudizio, che in seguito subì nuove e più drastiche censure, anche nel XVIII secolo ad opera di Stefano Pozzi (quando la superficie venne anche ripassata da una vernice a colla) e nel 1825.
Nel 1572-1585 l'affresco subì un accorciamento di circa 70 cm nella zona inferiore, per via dell'innalzamento del pavimento. Primi tentativi di restauro si registrarono nel 1903 e nel 1935-1936, quest'ultimo sotto la supervisione di Biagio Biagetti, direttore dei Musei Vaticani.
In occasione del restauro concluso nel 1994 dopo tre anni, tutte le "braghe" tarde sono state asportate, mentre sono state mantenute quelle cinquecentesche, testimonianza storica della Controriforma.
Con il termine dei lavori e la scoperta dello stupefacente risultato, finalmente privo dello sporco di secoli, Giovanni Paolo II disse, quasi a porre una pietra sopra le annose polemiche sui nudi rappresentati, che il Giudizio è «il santuario della teologia del corpo umano».

## Descrizione e stile
Il Giudizio, sebbene volutamente strutturato evitando la tradizionale composizione dell'immagine in ordini sovrapposti, è comunque divisibile, per comodità di trattazione, in tre zone fondamentali: 
1. Gli angeli con gli strumenti della Passione in alto nelle nuvolette
2. Il Cristo e la Vergine tra i beati.
3. La fine dei tempi, con gli angeli che suonano le trombe dell'Apocalisse, la resurrezione dei corpi, l'ascesa al cielo dei giusti e la caduta dei dannati all'Inferno.

Ci sono poco più di quattrocento figure, con altezze che variano dai 250 cm e più per i personaggi delle zone superiori, fino ai 155 per quelli delle zone inferiori.
La figura geometrica compositiva prevalente è l'ellisse, come la mandorla di luce in cui è inscritto il Cristo, i gruppi angelici o il risultato complessivo delle spinte di salita e di discesa, salvo alcune eccezioni, come lo schema piramidale dei santi ai piedi di Cristo giudice.
Dallo stile appare una visione grandiosa dell'umanità, un'idea di "uomo-eroe" che grandeggia anche nel peccato. Michelangelo si richiama quindi al concetto di antropocentrismo proprio del Rinascimento. A questo proposito nota Giulio Carlo Argan: "Il peccato ha rotto il sodalizio tra l'uomo ed il resto del creato; l'uomo è ormai solo nella sua impresa di riscatto; ma la causa della sua disgrazia, la superbia davanti a Dio (la ύβρις, [übris] classica) è anche la sua grandezza".

### Angeli con gli strumenti della Passione

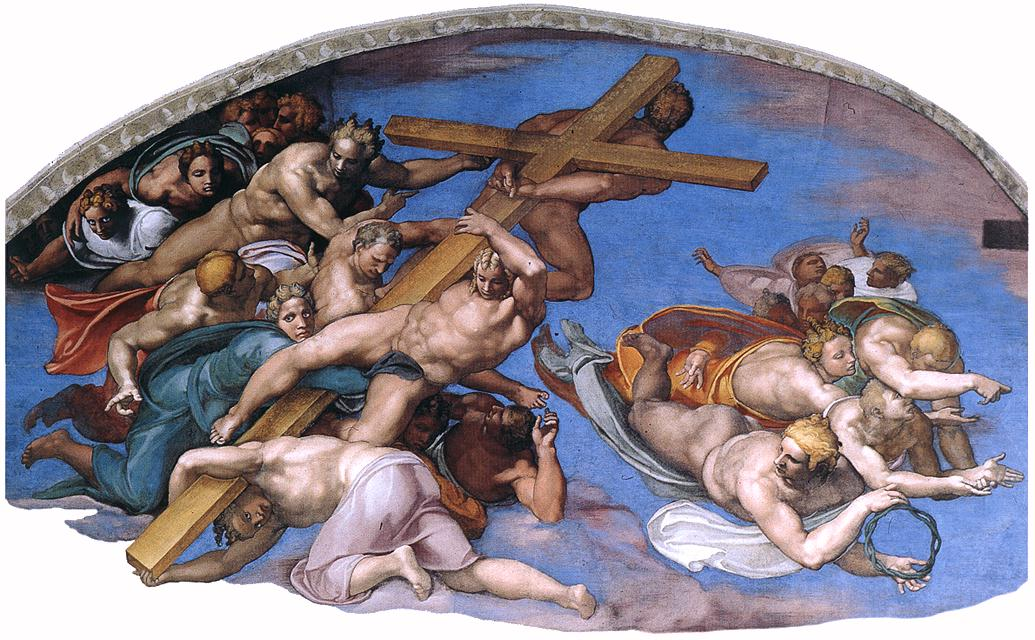
Angeli con gli strumenti della Passione, lunetta sinistra

Le due lunette superiori sono occupate da altri gruppi angelici che recano i simboli della Passione di Cristo, simboleggianti il suo sacrificio e il compiersi della redenzione umana. Essi marcano il punto di inizio della lettura dell'affresco e preannunciano i sentimenti che dominano l'intera scena.
Si tratta di angeli apteri, cioè senza ali, che il Vasari chiamò semplicemente «figure ignude», composti in scorci estremamente complessi, affiorando in primo piano sullo sfondo luminoso del cielo blu oltremarino. Gli scorci sono arditissimi, i contrasti luminosi accentuati. Gli angeli sono forse tra tutte le figure dell'affresco quelle più vicine agli ideali di bellezza, vigore anatomico e canone proporzionale delle sculture del maestro, nonché quelle che sembrano riuscire nella fusione tra la bellezza impareggiabile degli Ignudi della volta con l'impeto dei personaggi della Battaglia di Cascina. Nelle loro espressioni, ora tese nello sforzo, ora con gli occhi spalancati come quando si riceve una sconvolgente rivelazione, si anticipa uno dei motivi più nuovi e inquietanti della rappresentazione della fine dei tempi di Michelangelo: la compartecipazione dei beati all'ansia, alla turbata trepidazione, allo smarrimento interiore e opprimente dell'animo, così radicalmente diversa dalla tradizionale esultanza, quiete spirituale e radianza interiore delle raffigurazioni anteriori.
Da un lato le lunette, con la loro ineguagliabile vitalità, ricevettero grande ammirazione, dall'altro furono al centro di critiche per l'eccesso di virtuosismo nell'esibizione anatomica. Scrisse G.A. Gilio nel 1564: «Io non lodo gli sforzi che fanno gli angeli nel Giudizio di Michelagnolo, dico quelli che sostengono la Croce, la colonna e gli altri sacri misteri, i quali rappresentano piuttosto mattaccini e giocolieri che angeli».
Due figure opache assecondano il profilo del peduccio sotto Giona.

#### Lunetta sinistra

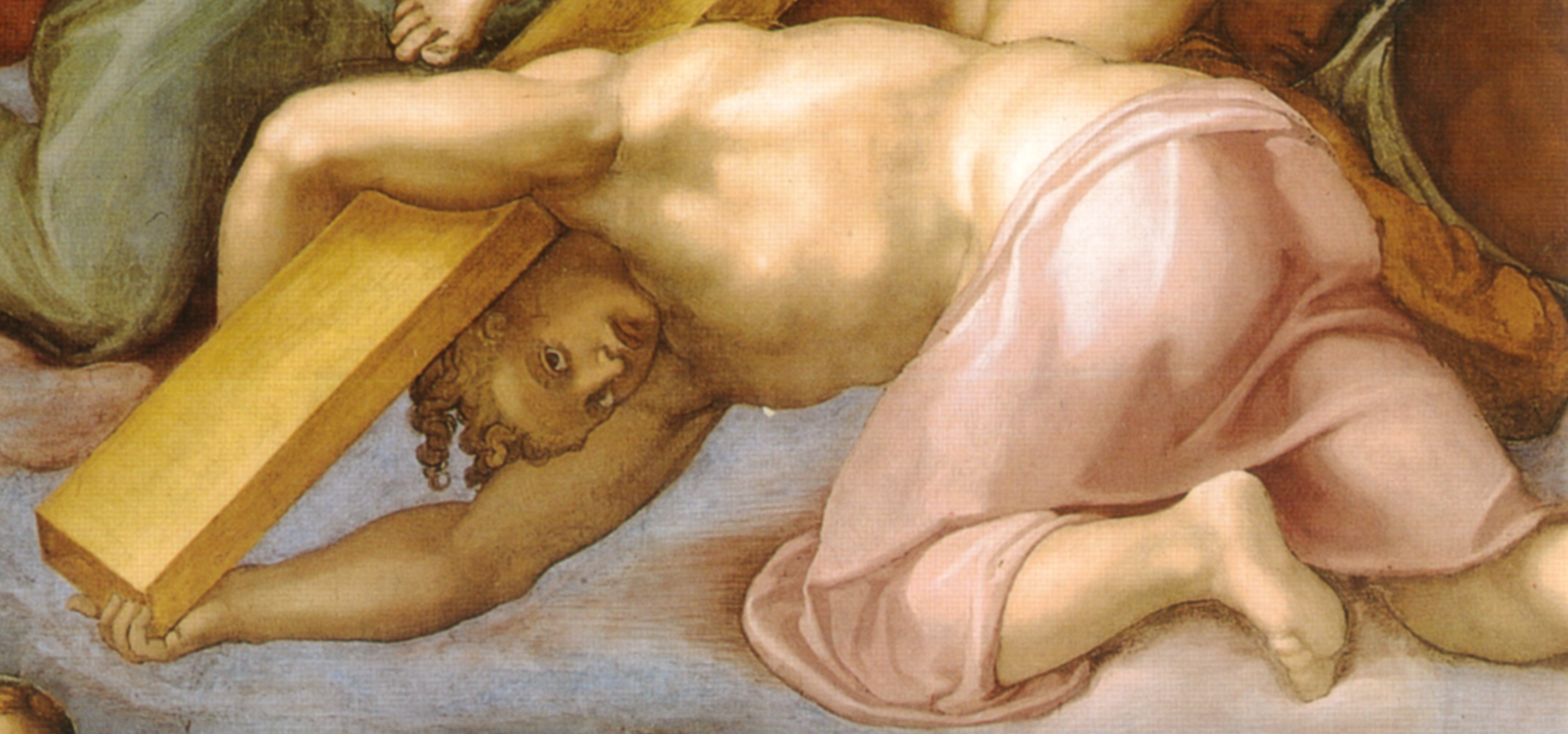
Dettaglio

La lunetta di sinistra, mostra il tradizionale motivo dell'innalzamento della Croce al cospetto di Cristo giudice, risolto come un groviglio di corpi atletici travolti da un'impetuosa bufera.
Spiccano, tra gli angeli che reggono fisicamente la Croce, quello di schiena, in alto, quello con il corpo nudo posto trasversalmente, in primo piano, e quello in basso, inginocchiato, con lo sguardo verso lo spettatore e la testa rovesciata; seguono poi per importanza un angelo biondo vestito di verde, che abbraccia il sacro legno, e uno concentratissimo poco sopra che sembra manifestare tutto lo sforzo del trasporto; dietro di questi due angeli sembrano dirigere il trasporto, dei quali spicca soprattutto quello dal corpo massiccio e nudo, rappresentato in tutta lunghezza; dietro ancora, verso l'estremità superiore, la luce si fa più incidente, regalando profili violentemente illuminati, tra cui quello di un ragazzo ricciuto dai brillanti occhi spalancati; altre sette tra figure e volti si intravedono nell'ombra, per un totale di sedici figure, a cui vanno aggiunte le quattro principali e cinque di contorno (undici), che a destra compongono una sorta di mandorla di panneggi gonfiati dal vento, occupati a trasportare la corona di spine, mentre altri tendono le mani in avanti come per raccogliere qualcosa che uno di loro sta per far cadere: si tratta, con tutta probabilità, dei chiodi della Passione o dei dadi con cui venne disputata la veste di Cristo.
Un gruppo di tre figure opache si trova a ridosso del peduccio.
Sul margine destro, dietro al portacroce, emerge una donna a figura intera, vestita di giallo - simbolo della capacità di discernimento - che bacia la traversa del legno. Tale figura è stata identificata con Maria Maddalena.

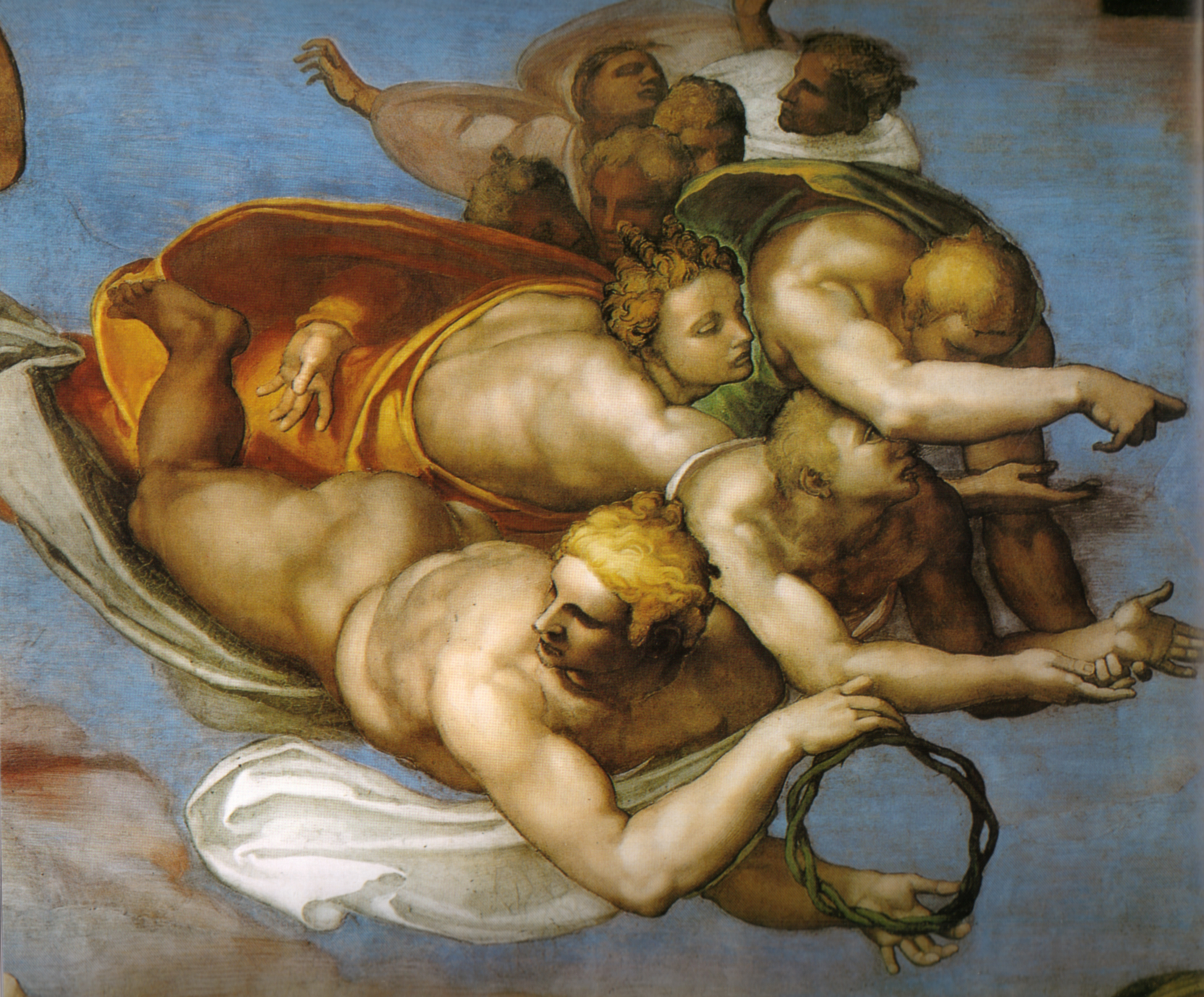
Dettaglio
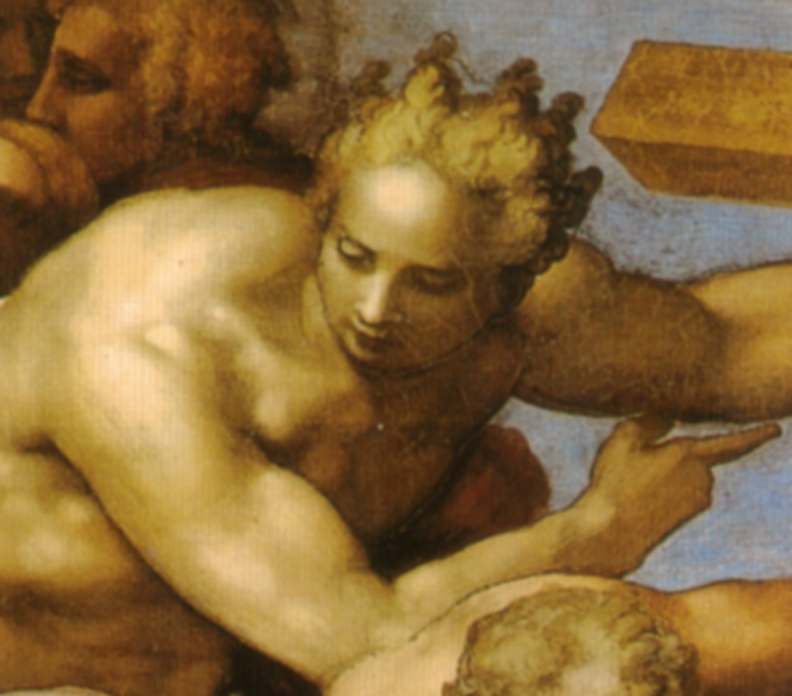
Dettaglio
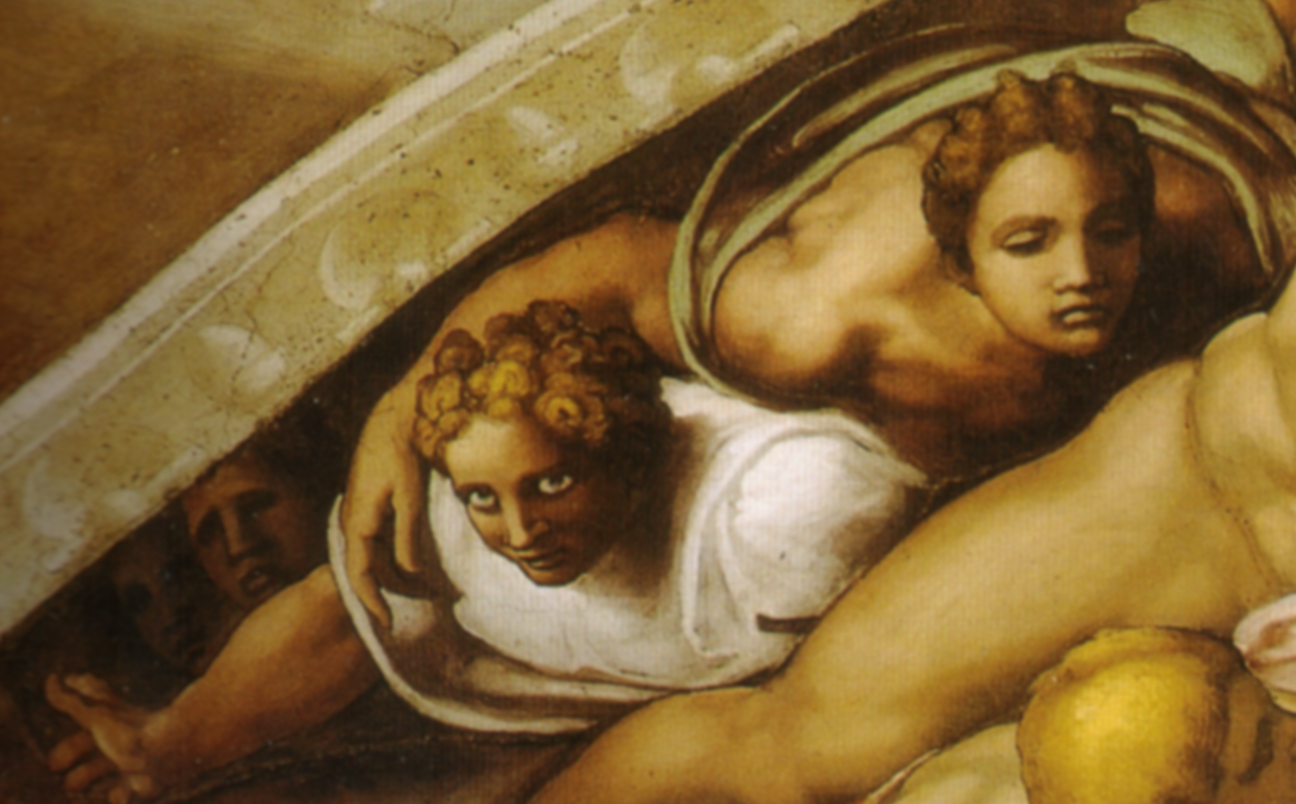
Dettaglio

#### Lunetta destra

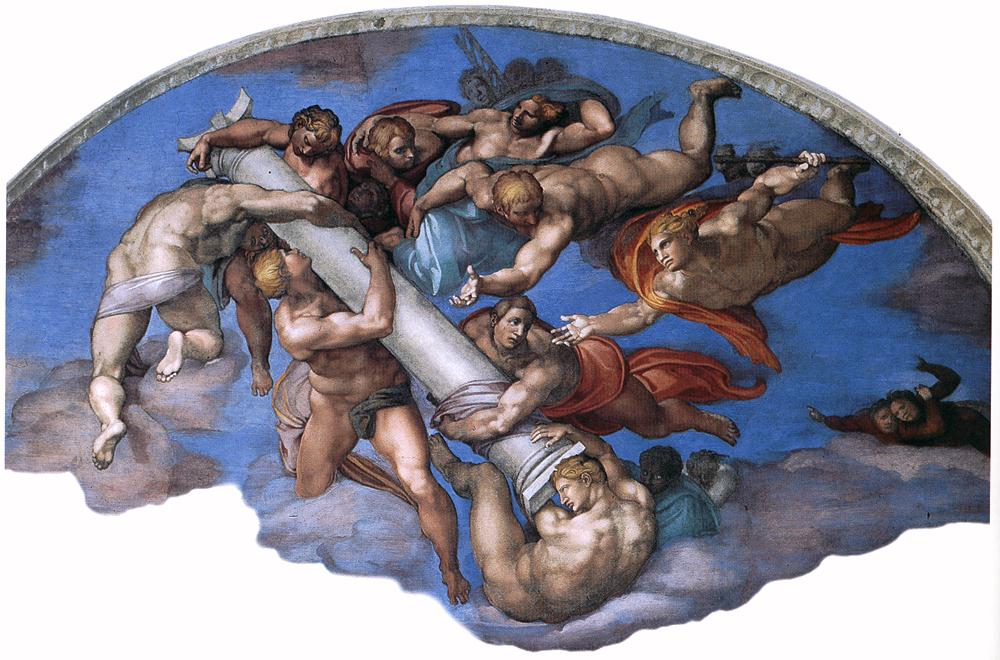
Angeli con gli strumenti della Passione, lunetta destra

Nella lunetta destra alcuni angeli tentano di innalzare la colonna della flagellazione, librandosi nel cielo solcato da qualche nube, in pose da acrobati, dinamicamente intrecciati, con un andamento simmetrico a quello della lunetta opposta. I principali attori del trasporto sono questa volta cinque, a cui si aggiungono alcune figure in ombra e altri angeli che stanno accorrendo in volo. Dall'alto si vedono un giovane che sembra seduto e che regge il capitello della colonna, accanto a uno che tiene il fusto in spalla, piegandosi di spalle e mostrando, nella penombra, un volto rovesciato dagli occhi spalancati. Segue un ragazzo biondo, dal fisico possente, che la abbraccia e uno, sulla destra, che la avvolge con un panno, mentre un ragazzo nudo, accovacciato poco sotto, ha il difficile compito di tenere la base.
A destra accorrono altri angeli, due avvolti da panneggi dagli sguardi intensi, e due nudi tra cui spicca quello biondo che appare sfolgorante reggendo il bastone in cui fu posta la spugna con l'aceto per Gesù. Più indietro si intravede la scala usata per deporre Cristo dalla Croce. In totale si contano dieci figure in primo piano, ben delineate, e almeno sette sfocate sullo sfondo, che si perdono in macchie dalla forma di teste.

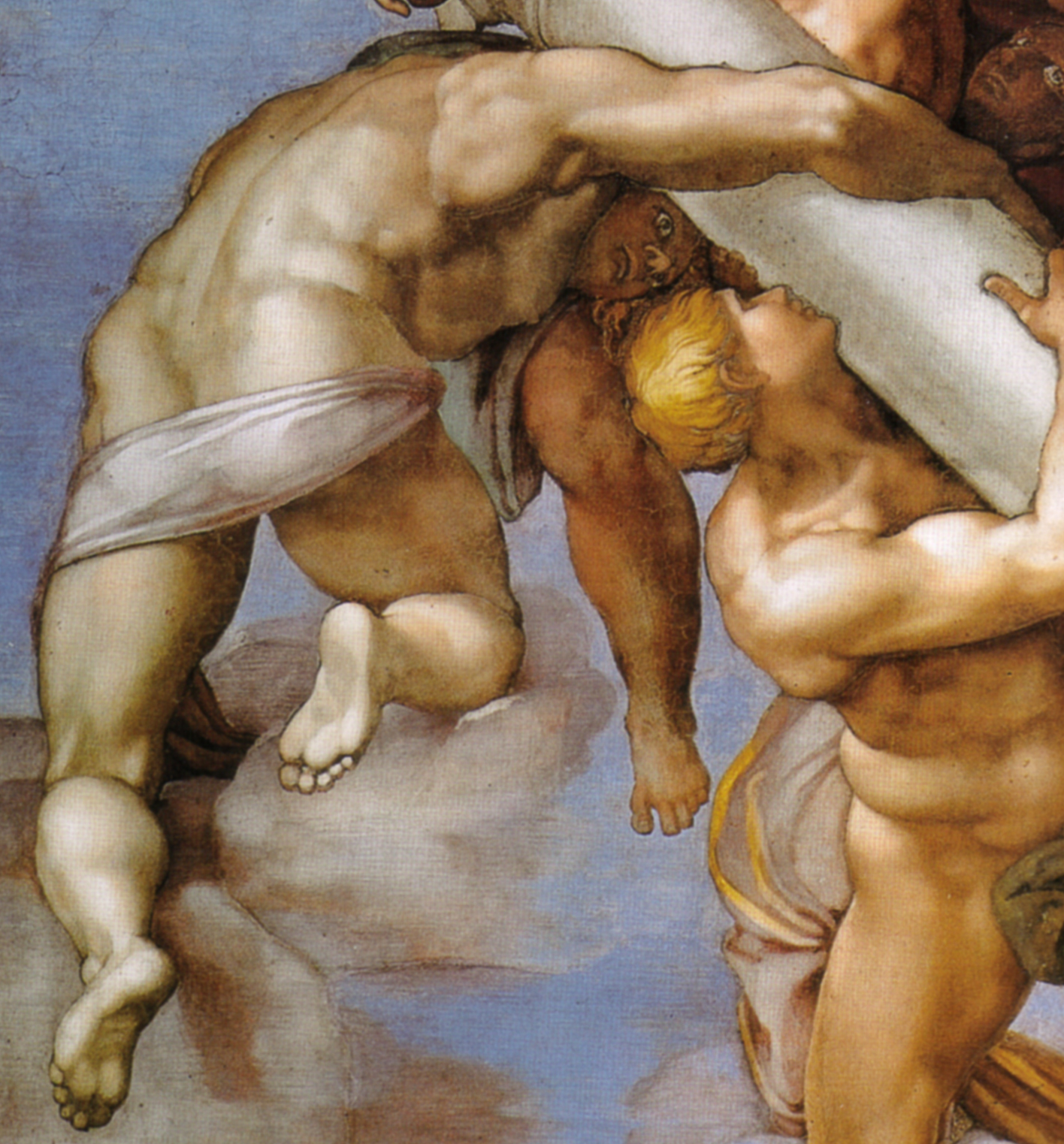
Dettaglio
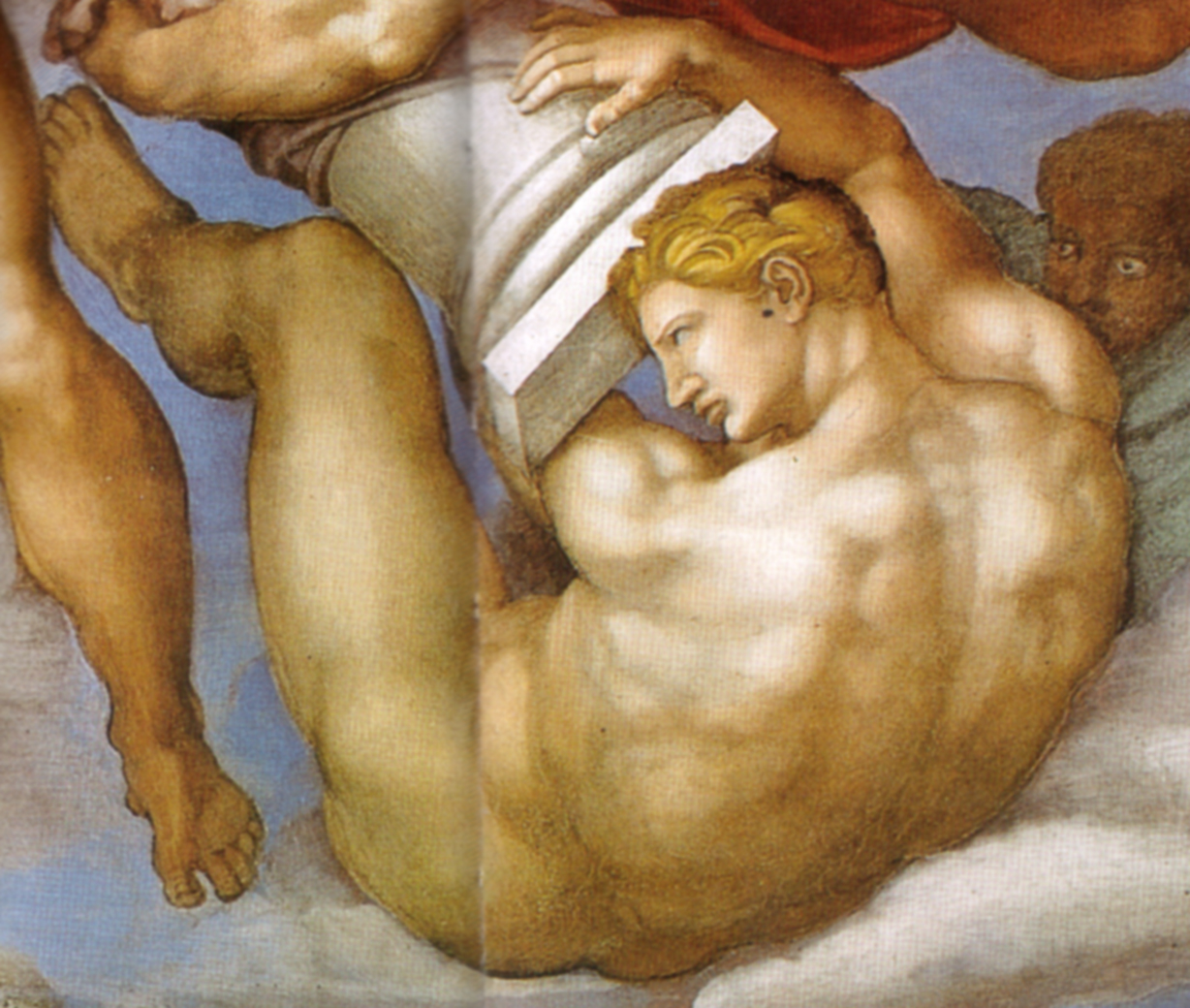
Dettaglio
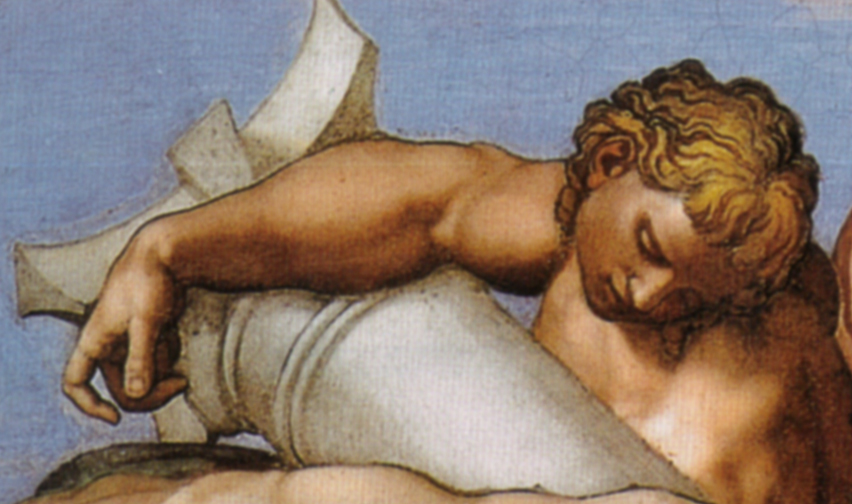
Dettaglio
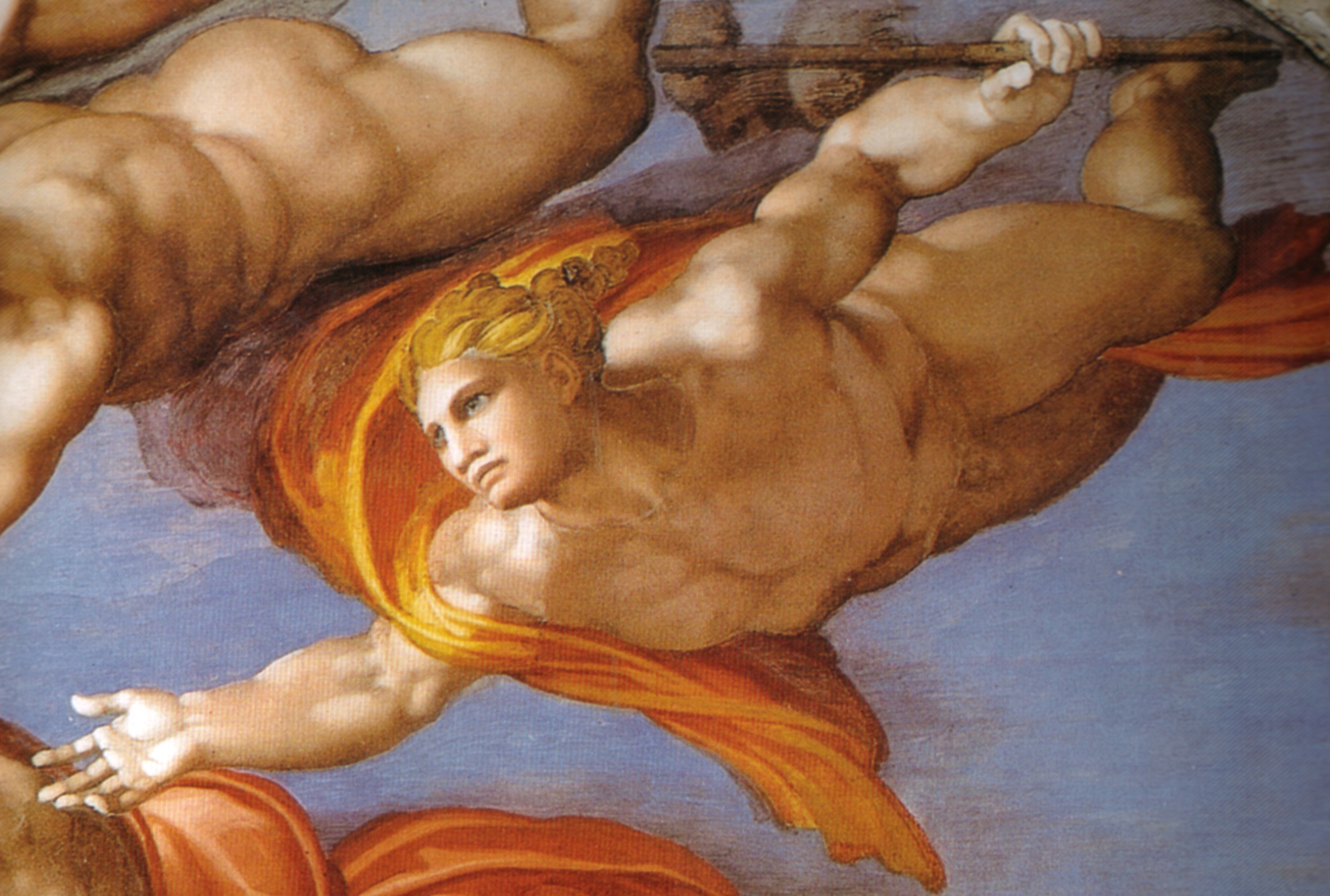
Dettaglio

### Cristo giudice

#### Cristo e Giona

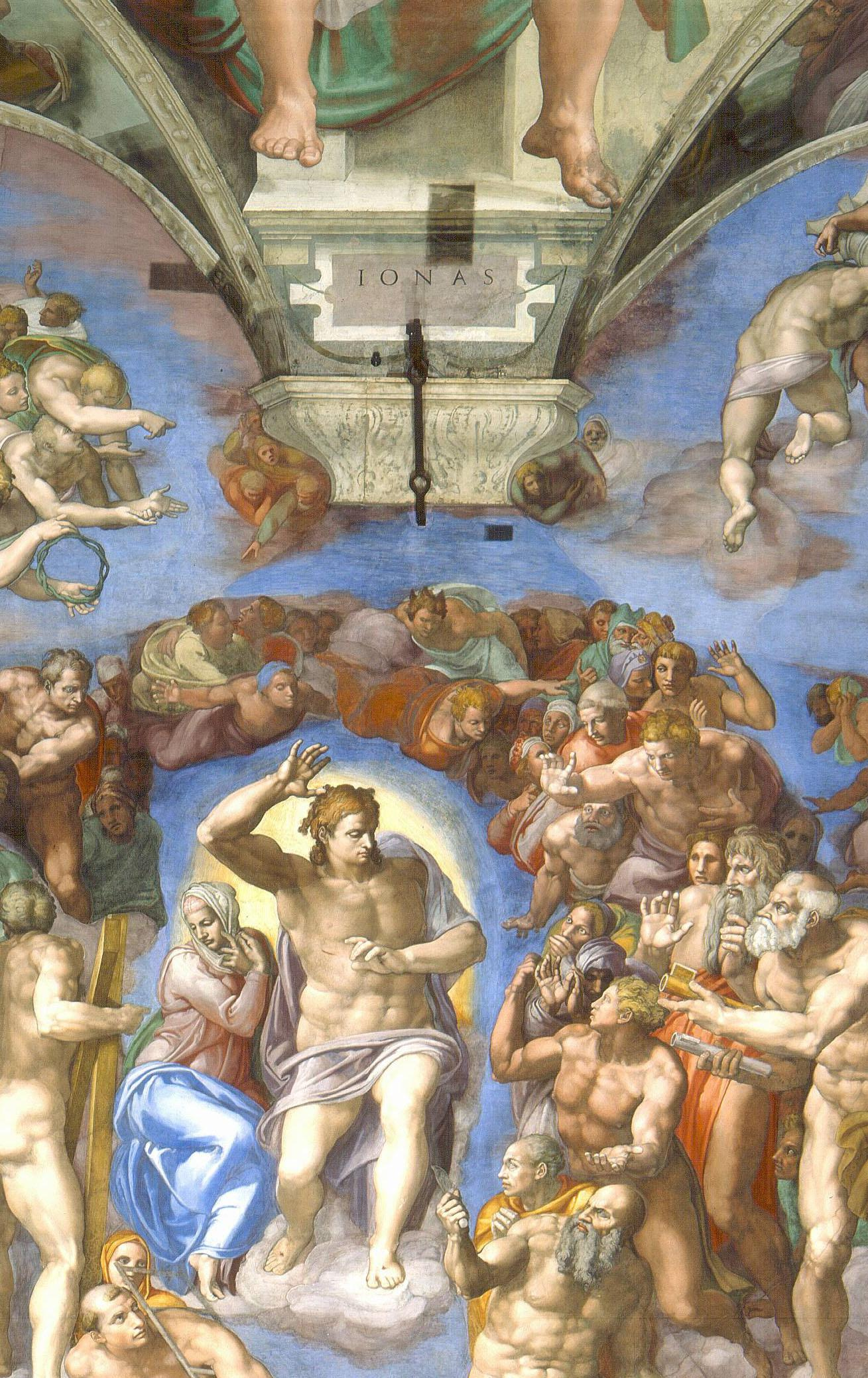
Giona ("IONAS") raffigurato sopra Gesù glorioso

Il fulcro dell'intera composizione è la figura di Cristo giudice con accanto la Vergine, rappresentato in un nimbo al centro di una folla di apostoli, profeti, patriarchi, sibille, eroine dell'Antico Testamento, martiri, vergini e santi che tutt'intorno formano una doppia e turbinosa corona di corpi.

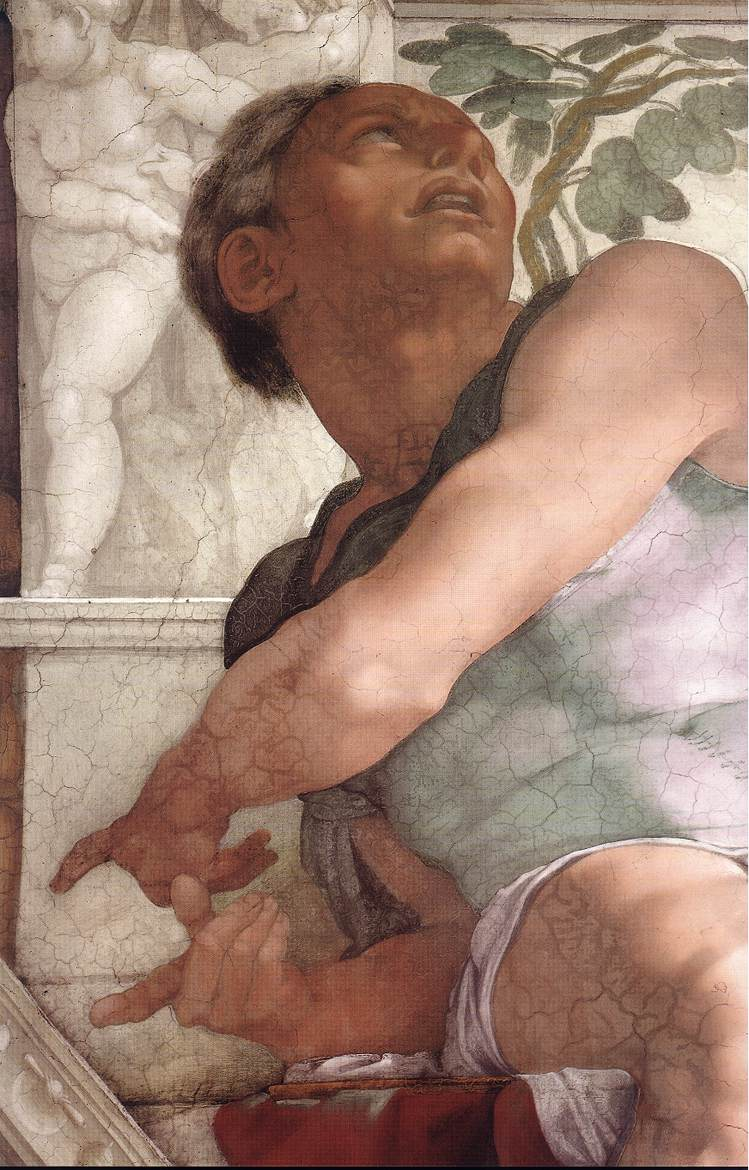
Giona, dettaglio

Sopra l'immagine di Cristo, nel punto dove inizia la volta della Cappella Sistina, è affrescato il profeta Giona su un ampio trono architettonico su peduccio. Il nesso tra volta e parete della Sistina corrisponde ai periodi storico-religiosi antecedente e successivo alla nascita di Gesù, e come miglior raccordo simbolico fra questi due periodi viene considerato Giona, prefiguratore della risurrezione di Gesù poiché come lui dopo tre giorni tornò alla vita fuoriuscendo dal ventre del pesce che l'aveva inghiottito. Ciò è anche detto esplicitamente nel Vangelo secondo Matteo (12, 38-40): «nessun segno le sarà dato [a questa generazione], se non il segno di Giona profeta. Come infatti Giona rimase tre giorni e tre notti nel ventre del pesce, così il Figlio dell'uomo resterà tre giorni e tre notti nel cuore della terra».
Già il Vasari e Ascanio Condivi ammirarono la straordinaria torsione corporea del personaggio di Giona: piegato all'indietro dal busto allo sguardo e additante Gesù glorioso, svolge la sua funzione di raccordo fra Antico e Nuovo Testamento anche iconograficamente, indicando alle figure dipinte sulla volta il loro ruolo di precursori di Cristo, del Cristianesimo e del cristocentrismo.

#### Cristo e Maria

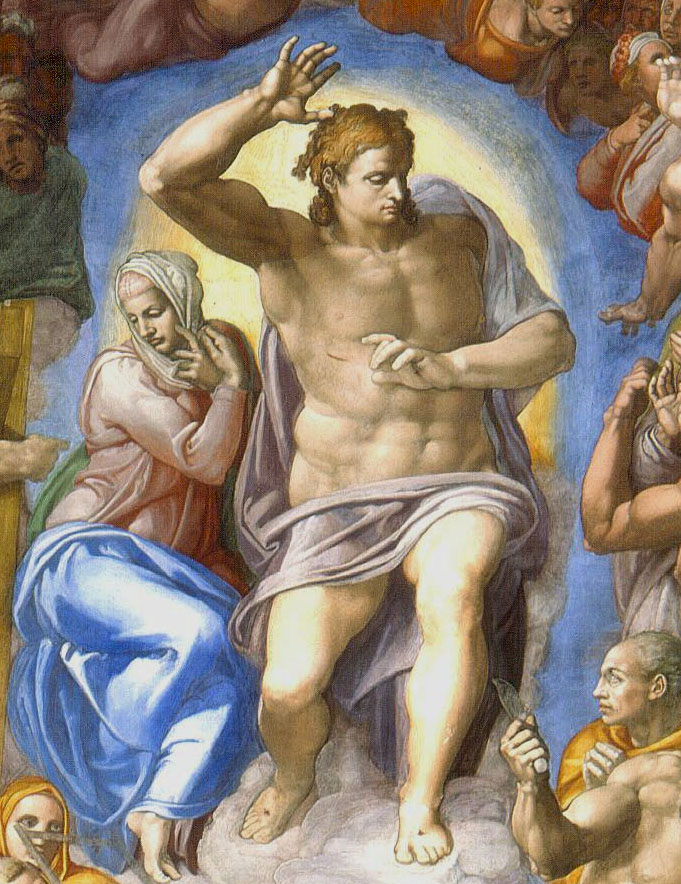
Cristo giudice e Maria

Nelle versioni tradizionali del Giudizio, Cristo veniva rappresentato su un trono, come riporta il Vangelo di Matteo, da cui dirigeva la separazione dei giusti dagli empi. Frequente, soprattutto nelle scene più vicine nel tempo al Giudizio di Michelangelo (come in Beato Angelico alla Cappella di San Brizio o in Melozzo da Forlì negli affreschi già in Santi Apostoli a Roma), è la disposizione sollevata del braccio destro oltre il capo, in segno d'imperio, oppure a significare la chiamata degli eletti (mano sollevata) e la condanna dei reprobi (mano abbassata), ma anche come stratagemma per mostrare le ferite della Passione. Michelangelo recuperò solo in parte questa iconografia, raffigurando Cristo sullo sfondo di nubi, non vestito da giudice divino ma seminudo e nell'atto di sorgere e avanzare. Alcuni vi hanno visto anche rimandi classici, come il tipo del Giove saettante o del Febo: nella sua figura traspare infatti la volontà del Buonarroti di gareggiare con i modelli antichi nella raffigurazione del nudo eroico, con la bellezza fisica che appare come manifestazione della gloria. Particolarmente scultoreo è il panneggio di Gesù: esso ricorda i panni tesi e elastici delle Pietà senili, come la Pietà Bandini o la Pietà di Palestrina.
Il suo gesto, imperioso e pacato, sembra al tempo stesso richiamare l'attenzione e placare l'agitazione circostante: esso dà avvio alla fine dei tempi e, da un punto di vista iconografico, all'ampio e lento movimento rotatorio in cui sono coinvolte tutte le figure. Ma può anche essere letto come un gesto minaccioso, sottolineato dal volto concentrato (sebbene impassibile, che non mostra ira o furore), come rilevò anche Vasari: «èvvi Cristo il quale sedendo con la faccia orribile e fiera ai dannati si volge maledicendoli».
La nudità di Cristo fu tra le più criticate della volta, nonché quella che richiese all'artista più tempo, ben dieci giornate d'affresco, con indizi di vari pentimenti. Inoltre fece discutere la fisionomia imberbe, che in numerose copie venne sostituita dal più tradizionale volto barbato.
Accanto a Cristo c'è la Vergine, che volge il capo in un gesto di rassegnazione: ella infatti non può più intervenire nella decisione, ma solo attendere l'esito del Giudizio. Maria osserva gli eletti al regno dei cieli, bilanciando la direzione dello sguardo di Cristo. Non c'è misericordia nel suo volto, né pietà verso i dannati o giubilo per i beati: la nuova venuta del Cristo si è compiuta, il tempo degli uomini e delle passioni è tramontato; le dinamiche del mondo mortale lasciano spazio al trionfo dell'eternità divina.

#### Il primo anello
(Giorgio Vasari, Vite de' più eccellenti pittori, scultori e architettori (1568), Vita di Michelagnolo Buonarruoti)

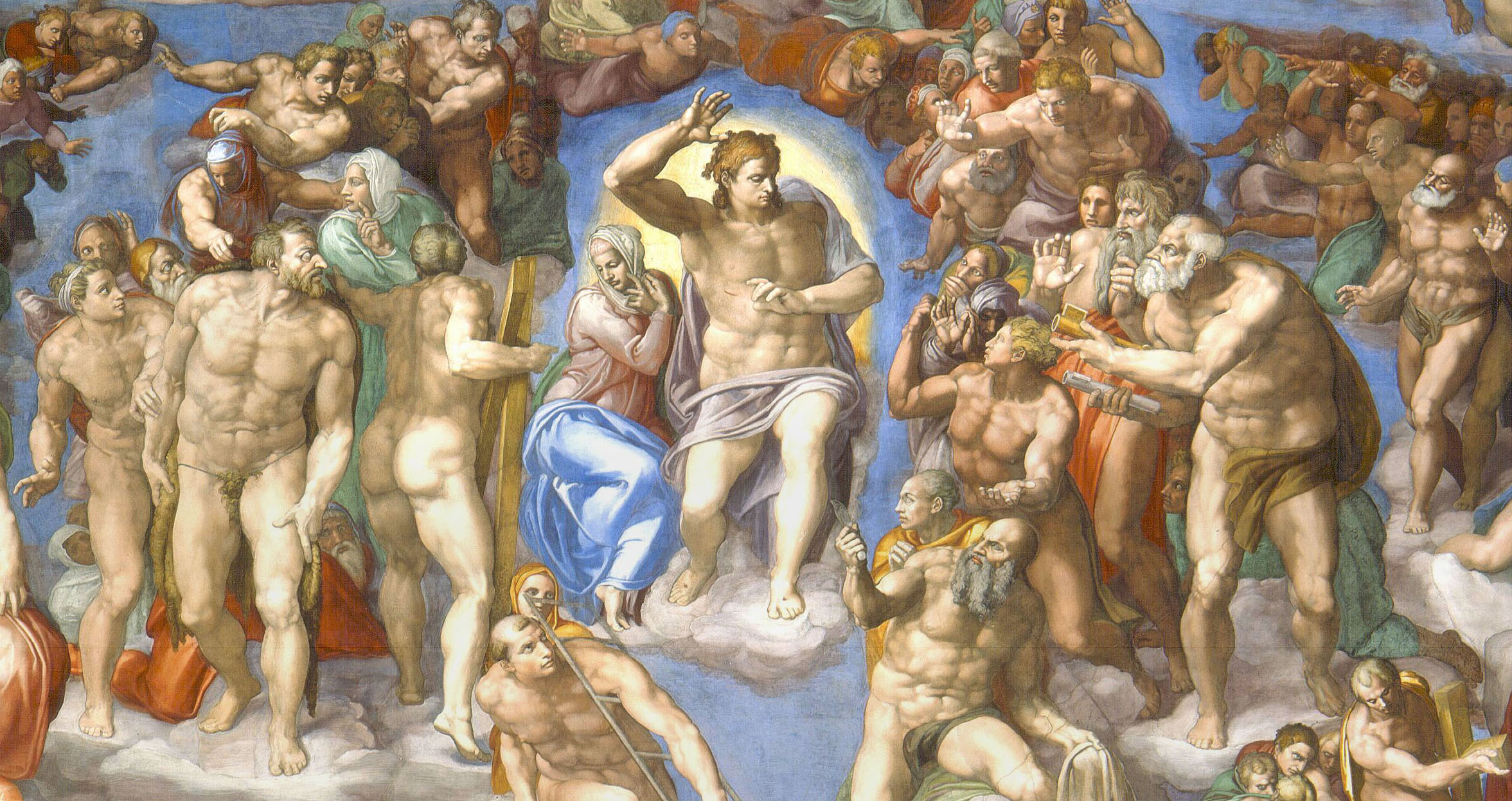
Il primo anello

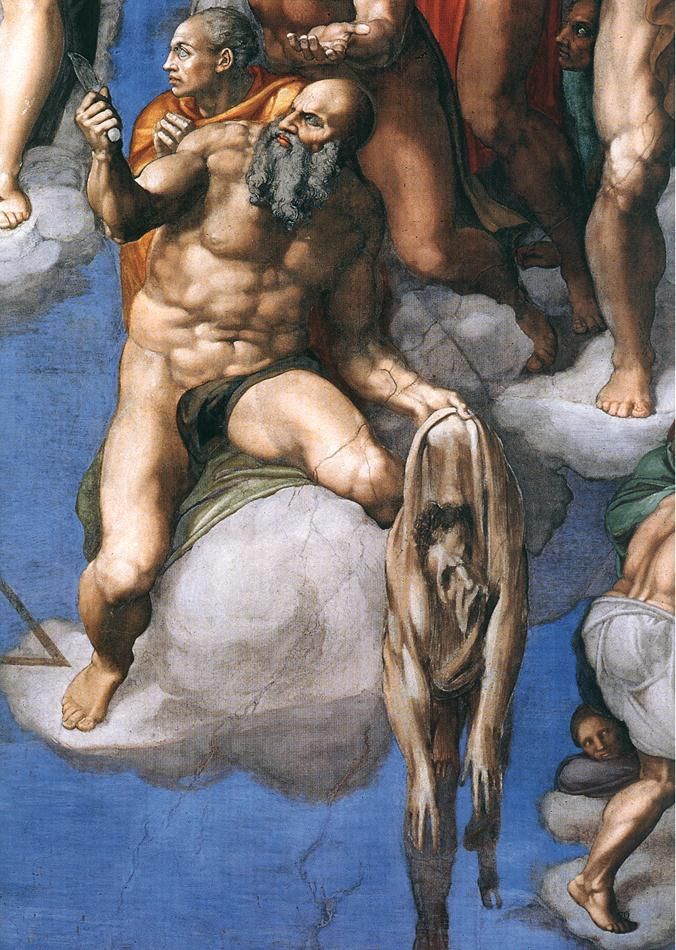
San Bartolomeo reca in mano la sua pelle: in essa è stato riconosciuto l'autoritratto anamorfico di Michelangelo

Sempre secondo l'iconografia tradizionale, l'anello di beati più vicino a Cristo era in genere riservato agli Apostoli sui troni delle dodici tribù di Israele, elemento eliminato da Michelangelo che sintetizzò anche la Deesis (la Vergine e san Giovanni che intercedono ai lati di Cristo) nella sola Vergine.
Attorno alle due figure centrali si dispone una prima, turbinosa corona di santi, patriarchi e apostoli, composta da innumerevoli figure che sono collegate l'un l'altra in una fitta sequenza di gesti e scorci, fino a perdersi in profondità nell'orizzonte. Non si tratta però di giustapposizioni casuali, ma tutto si ricollega a ritmi precisi, fatti di simmetrie interpretate con libertà e dinamismo.
Tutte le figure principali partecipano attivamente ed emotivamente al Giudizio, con le espressioni del volto, con gesti delle mani e delle braccia, che affiorano in primo piano ora per affermare o interrogare o implorare, oppure ripiegate al petto e al volto a manifestare angoscia, timore o sconvolgimento davanti al compiersi del destino dell'umanità, coinvolgendo sommamente lo spettatore all'immane catastrofe. Già Vasari annotò la ricchezza e la profondità delle espressioni dell'animo rappresentate, così come l'insuperabile talento nel rappresentare il corpo umano «negli strani e diversi gesti di giovani, vecchi, maschi e femmine».
Alcune figure lontane, non previste nei cartoni, vennero aggiunte a secco con uno stile rapido e compendiario, che crea semplici abbozzi, evidenziando la scansione spaziale delle figure: quelle più vicine sono investite dalla luce e quindi nitide, quelle più lontane sono invece scure e sfocate.
In posizione predominante, ai piedi di Cristo, si trovano san Lorenzo (con la graticola) e san Bartolomeo, forse in relazione al fatto che la cappella, oltre che all'Assunta, era dedicata anche a loro due. Bartolomeo in particolare, riconoscibile dal coltello, tiene in mano l'attributo della sua pelle, nel quale, grazie all'intuizione del medico e umanista Francesco La Cava, si è riconosciuto un autoritratto dell'artista: alcuni vi hanno letto un'allegoria della privazione del peccato. Il volto di Bartolomeo invece è stato indicato come un possibile ritratto di Pietro Aretino, nemico giurato di Michelangelo che tanto aveva detto male di lui per punirlo di non averlo accettato quale consulente nella realizzazione del Giudizio.
Tutt'intorno si vedono alcuni santi facilmente riconoscibili ed altri senza attributi su cui sono state fatte alcune ipotesi contrastanti che, come è facile intuire, non sono districabili.
A destra di Cristo si vedono sant'Andrea, nudo di spalle con la croce in mano, san Giovanni Battista, in posizione predominante riconoscibile dal manto di pelo di cammello nel cui materiale Daniele da Volterra dipinse anche il perizoma, vicino a un ragazzo di difficile identificazione e davanti a un vecchio barbuto sdraiato, forse un patriarca. Andrea, le cui natiche sono state liberate nel corso del restauro, dal panno che le copriva, si volta a coinvolgere una donna, difficilmente interpretabile, forse Rachele.
Nel gruppo di sinistra spicca san Pietro, con le due chiavi del Paradiso che vengono ripresentate al suo unico possessore (mentre nell'affresco del Perugino nella stessa cappella Sistina Cristo le aveva consegnate all'apostolo) perché non serviranno più ad aprire e chiudere le porte dei cieli. Accanto a lui l'altra figura dev'essere san Paolo, con un panno rosso, mentre è indistinguibile il giovane nudo più vicino a Gesù, in via ipotetica un apostolo, forse Giovanni evangelista. Spicca su questo lato la figura di un giovane che emerge e si sporge con la mano distesa come per attirare l'attenzione di Cristo e chiedergli qualcosa. La figura inginocchiata dietro Pietro, che sporge col viso all'altezza della coscia, è stata dubitativamente indicata come san Marco.
In tutta la corona sono contabili 53 teste, più la pelle di Bartolomeo.

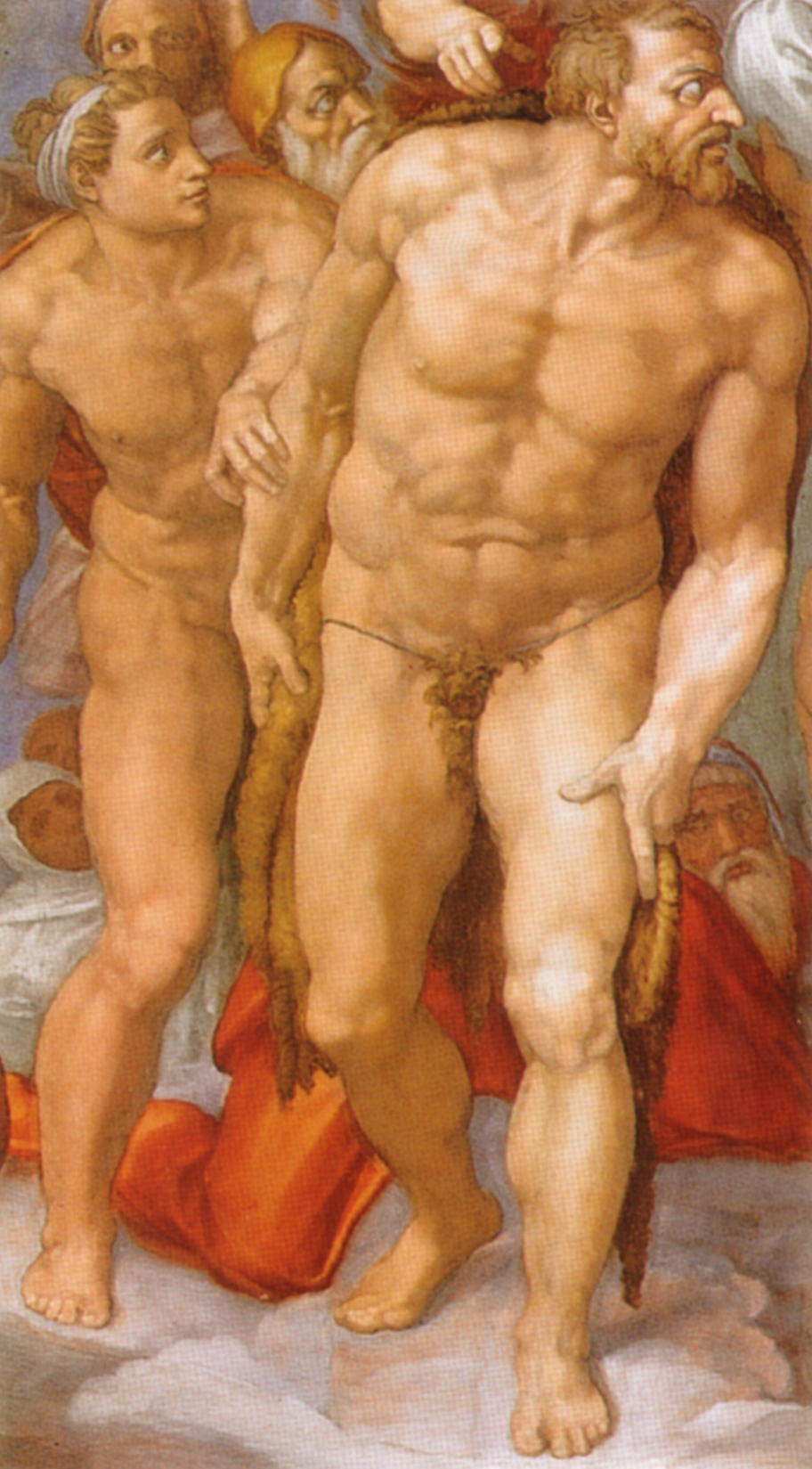
San Giovanni Battista
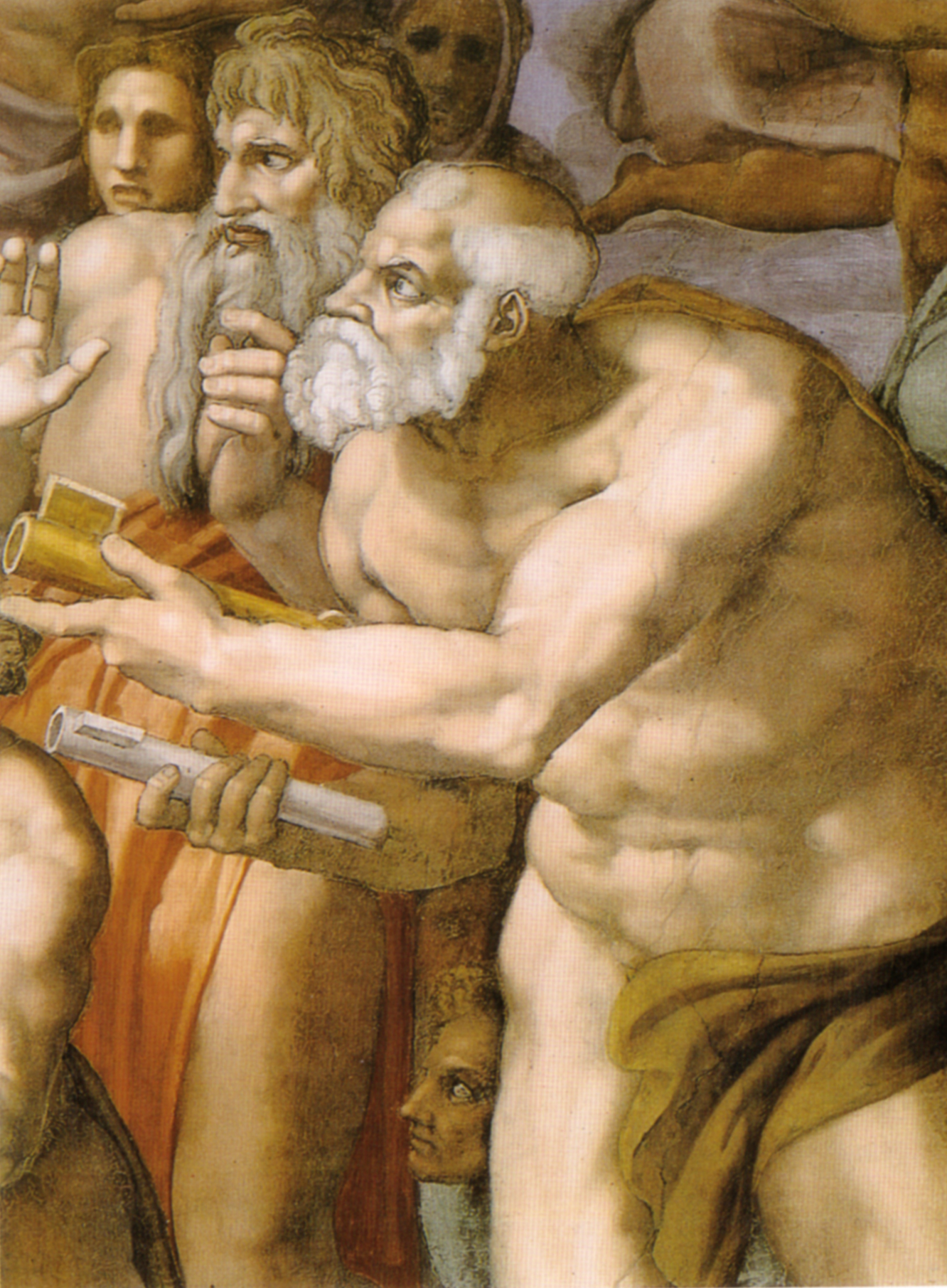
San Pietro
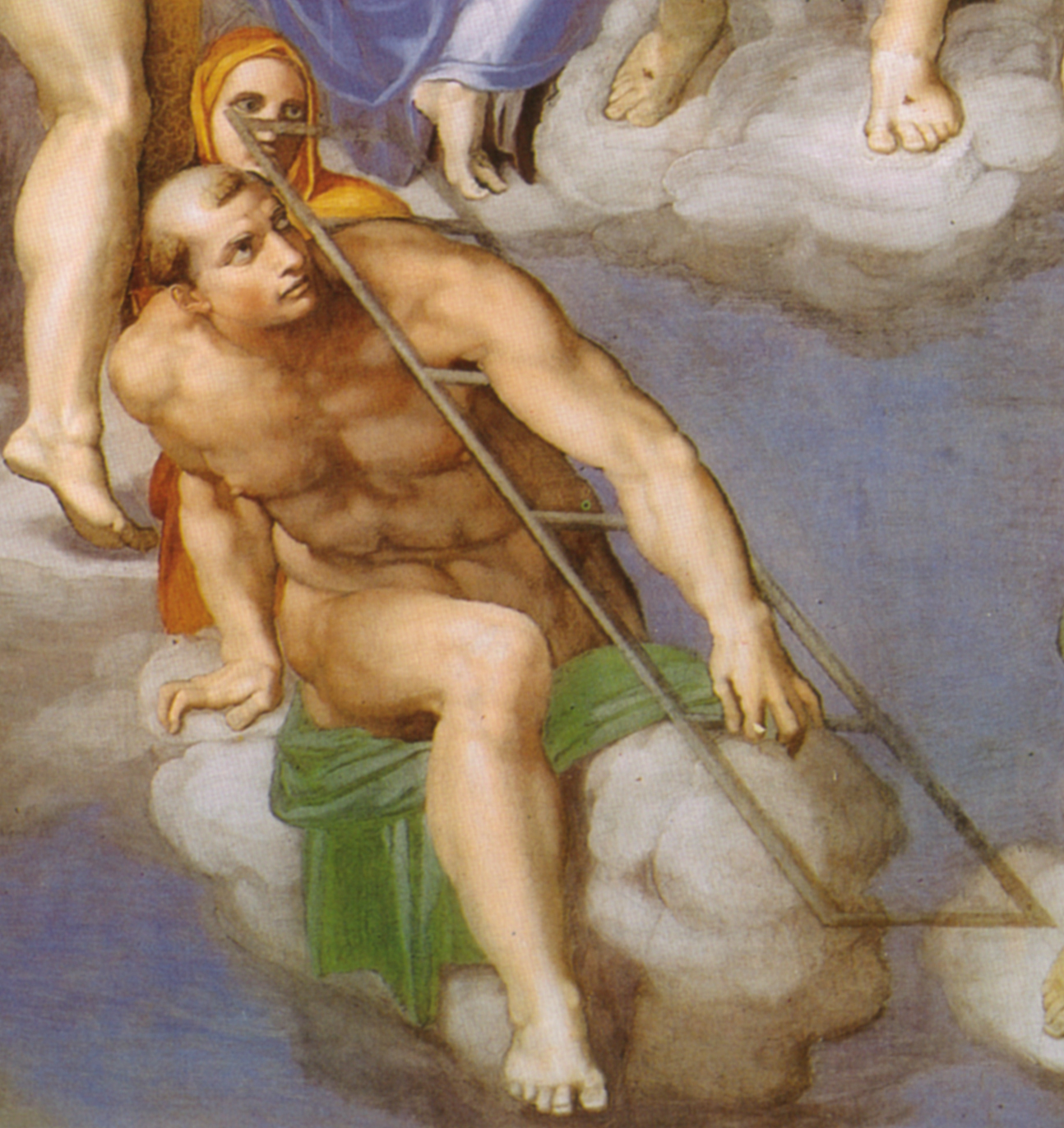
San Lorenzo

#### Il secondo anello a sinistra

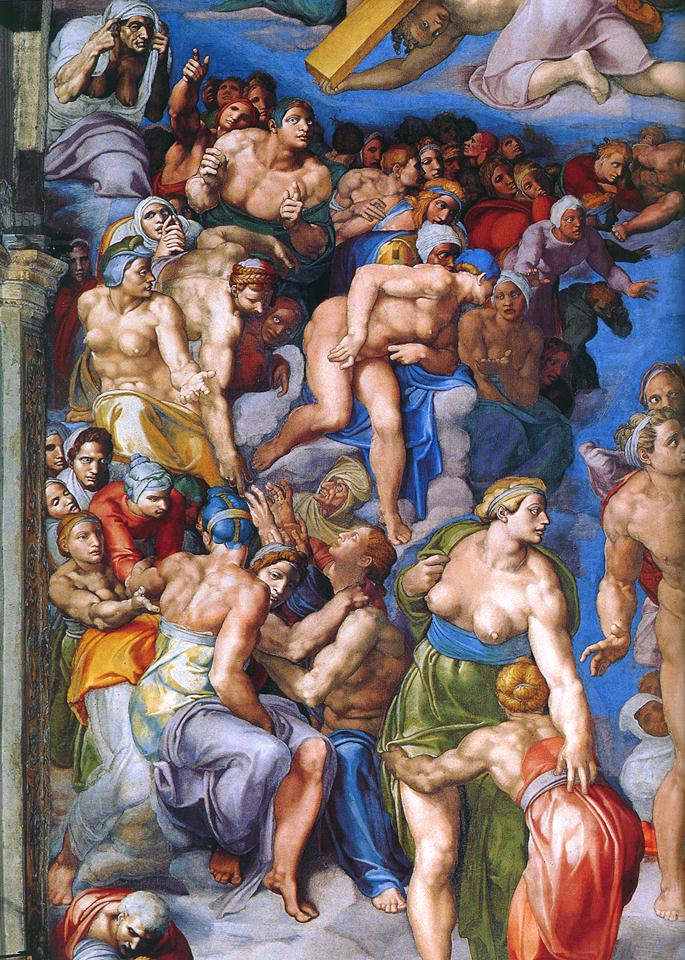
Il gruppo di sinistra

La seconda corona è composta da martiri, confessori della Chiesa, vergini e altri beati.
Nel gruppo di sinistra si vedono quasi esclusivamente donne, le vergini, le sibille e le eroine dell'Antico Testamento. Spicca la monumentale donna in primo piano col seno scoperto, che ha un gesto protettivo verso un'altra che le si avvicina abbracciandole i fianchi; esse sono state identificate come la personificazione della Chiesa misericordiosa e una devota. Tra le numerose figure di questa schiera sono scarse e poco documentabili le proposte di identificazione. Si coglie soprattutto un senso dinamico delle figure, con alcune della fascia inferiore che vengono aiutate a salire in quella superiore, proseguendo quel moto ascensionale che, nella fascia inferiore, riguarda da questo lato i beati. I volti sono caratterizzati intensamente, mentre i gesti e le attitudini mostrano un'eccitazione ben maggiore rispetto alle figure della corona centrale.
Tra le migliori figure, quelle di donne nude al centro, tra cui una rivolta indietro a conversare, e quella della vecchia, in alto a sinistra, che si copre il capo con un velo che lascia invece scoperti i seni avvizziti e cadenti.
In tutto si possono contare in questa sezione cinquanta teste.

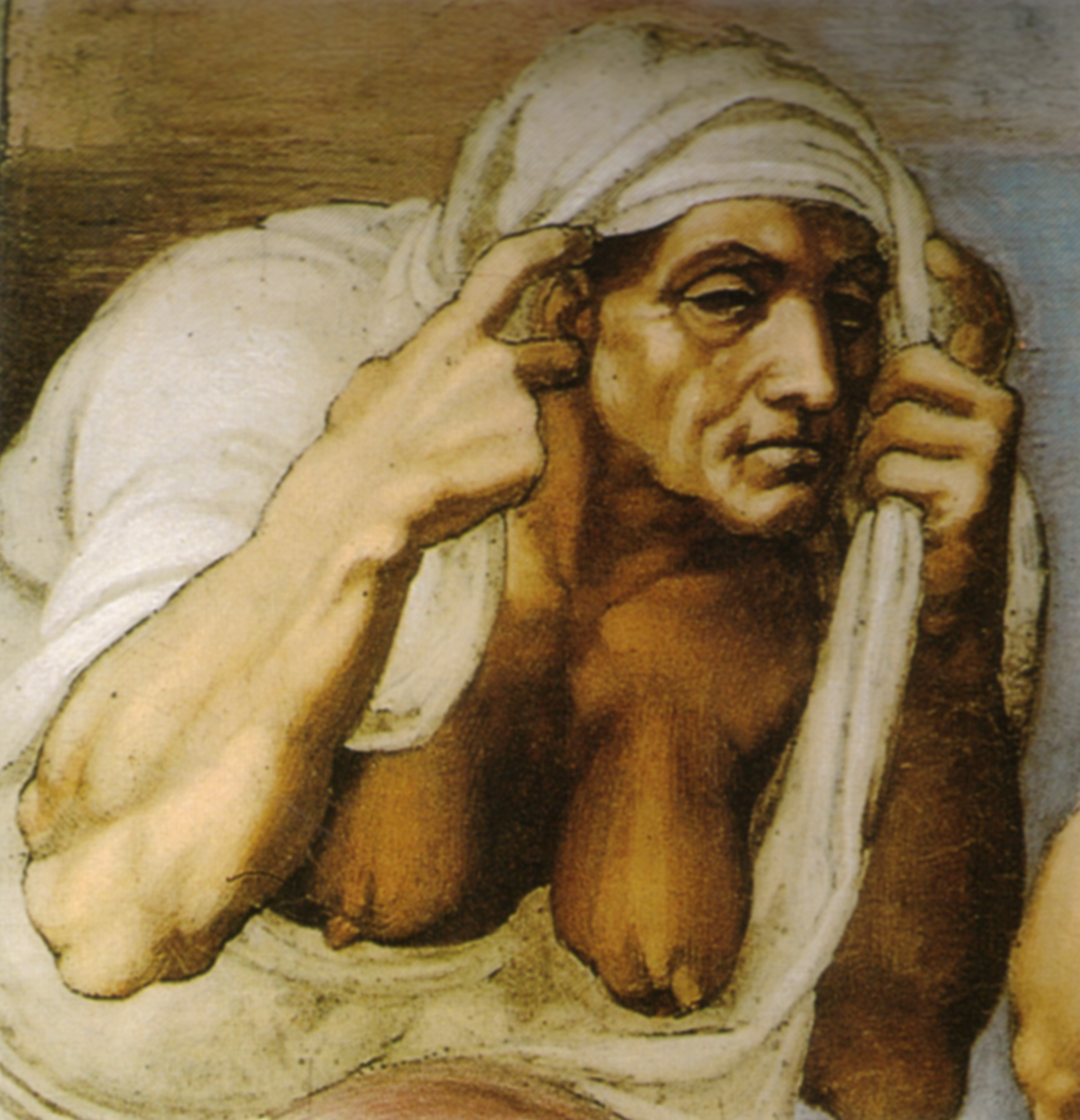
Dettaglio
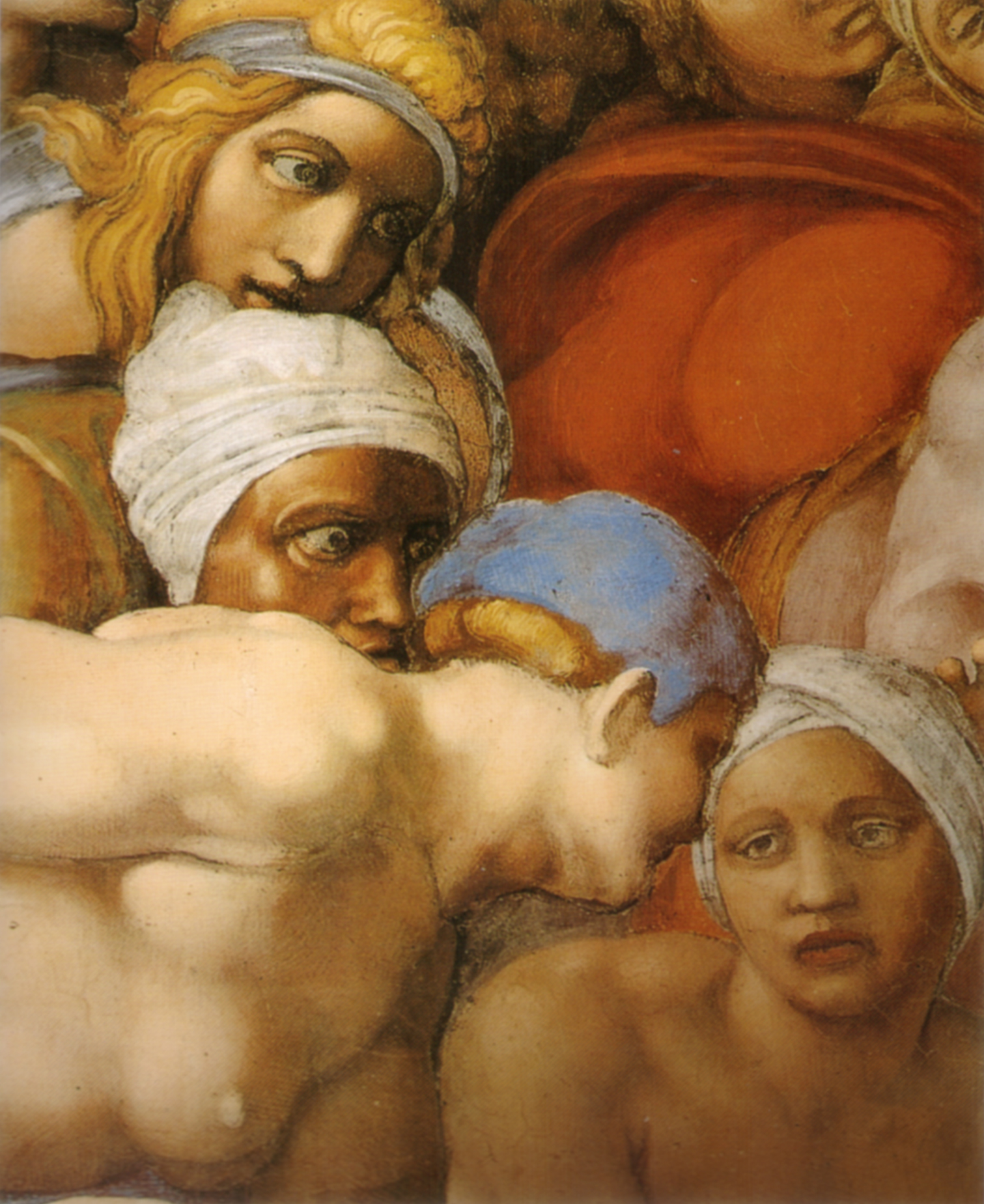
Dettaglio
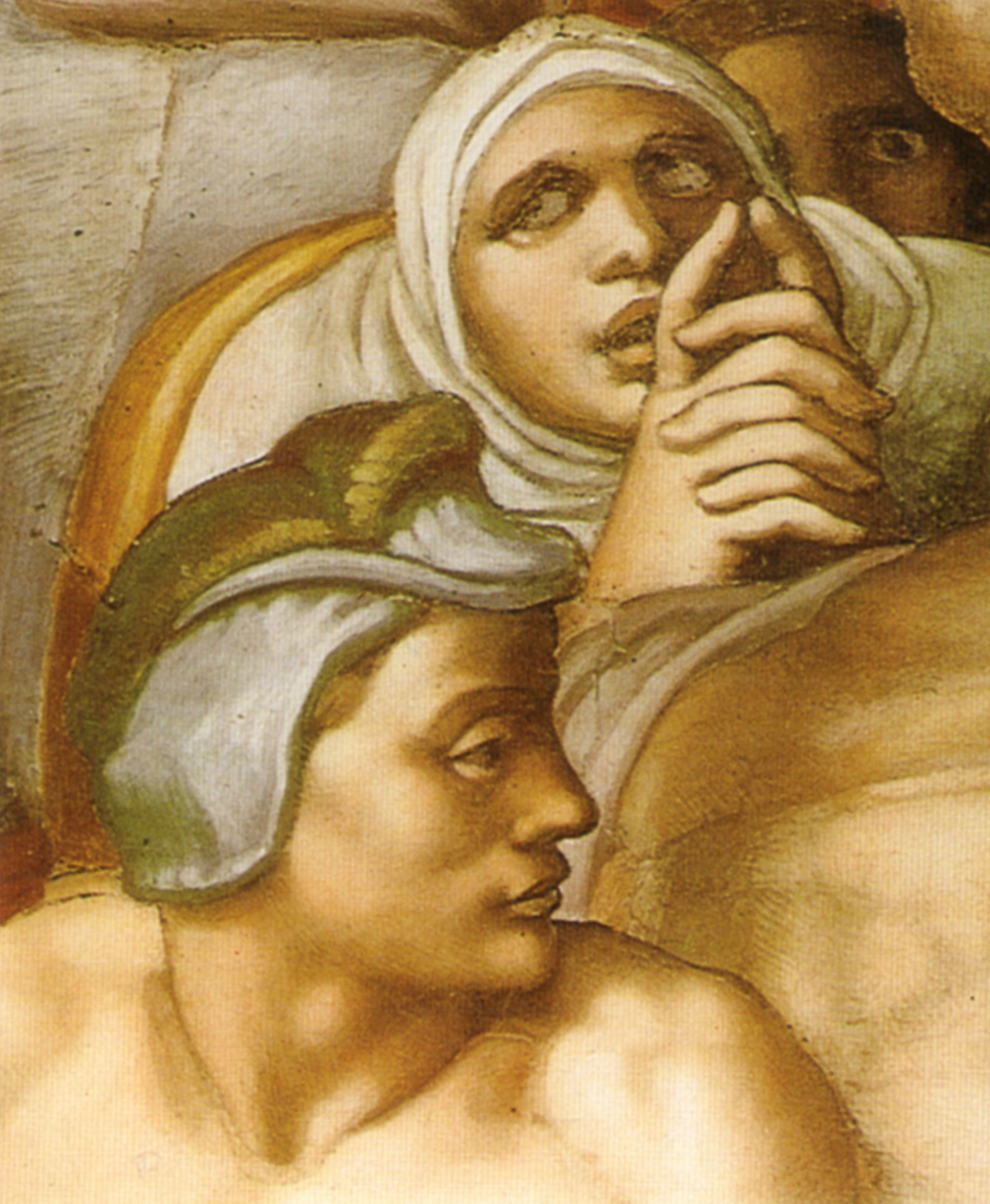
Dettaglio

#### Il secondo anello a destra

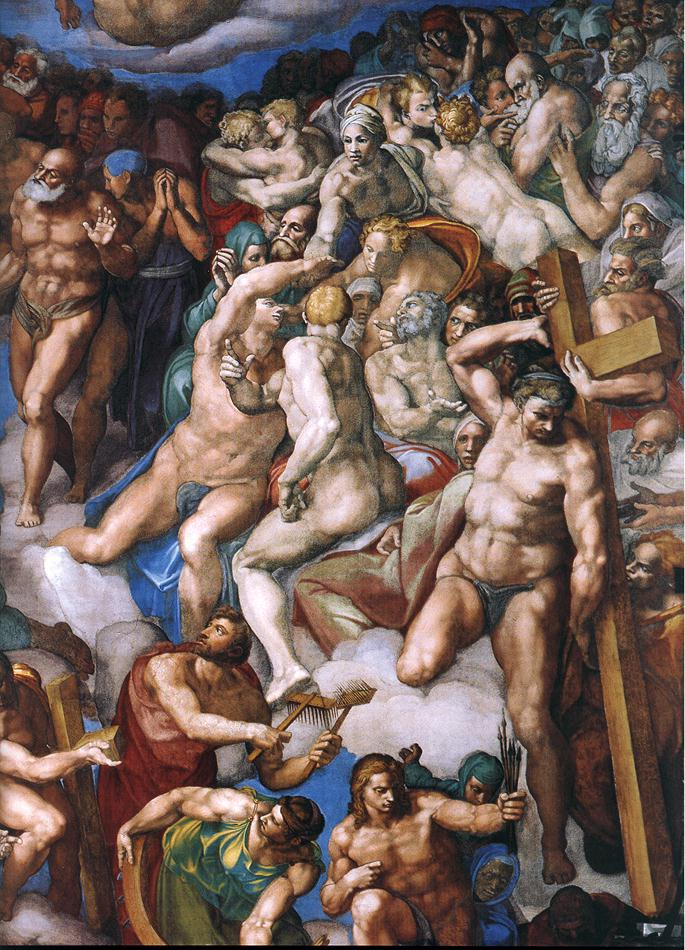
Il gruppo di destra

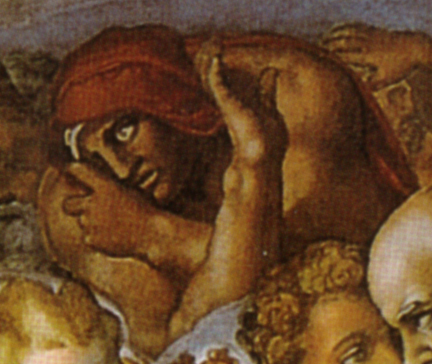
Dettaglio

Il gruppo di destra è composto da martiri, confessori e altri beati, con una preponderanza di figure maschili. Sull'estrema destra fa mostra di sé un uomo possente, che regge una croce aiutato da altri e poggiandola illusionisticamente sulla cornice della parete laterale. Egli è stato identificato come il cireneo che aiutò Cristo sulla via del Calvario, oppure come Disma, il buon ladrone.
Sotto di lui sorge, inginocchiato e con un piede appoggiato su una nuvola, san Sebastiano, che tiene le frecce del suo martirio con il braccio sinistro disteso in avanti, mentre con la mano destra si indica il petto: la sua posizione fiera e monumentale è sicuramente un omaggio dell'artista al nudo eroico classico.
Poco più a sinistra sono presenti due delle figure più controverse dell'intero ciclo: san Biagio, con i pettini chiodati con cui fu martirizzato, e santa Caterina d'Alessandria, con la ruota dentata spezzata. Inizialmente i due erano stati dipinti nudi, e la posizione prona della santa davanti all'uomo, che originariamente la guardava con uno sguardo cupo, venne letta come un'imbarazzante rappresentazione di "atto poco onesto", richiedendo un massiccio intervento di Daniele da Volterra che scalpellò via l'originale per ridipingere completamente a fresco l'intera figura di san Biagio (col viso questa volta rivolto al Redentore) e tutta la veste di Caterina, ricoperta da un peplo verde in modo da celare qualsiasi ricordo di nudità.
A questa stessa altezza si allineano, procedendo verso sinistra, san Filippo, con la croce, Simone Zelota, con la sega, e Longino, di spalle. Più in alto si scorge un vecchio barbuto a tutta figura, che incede con accanto una donna: forse si tratta di Adamo ed Eva, oppure di Abramo o di Giobbe con la moglie. L'uomo barbuto del quale si vede solo il busto, all'estrema destra, è poi forse Mosè. Più in lontananza, tra le figure scure che si perdono nello sfondo, una coppia di giovani con curiosi cappelli verdi sono forse i santi Cosma e Damiano. Nella varietà di atteggiamenti, due santi sono rappresentati in un bacio, altri due mentre si abbracciano.
In questo gruppo si contano almeno ottanta personaggi.

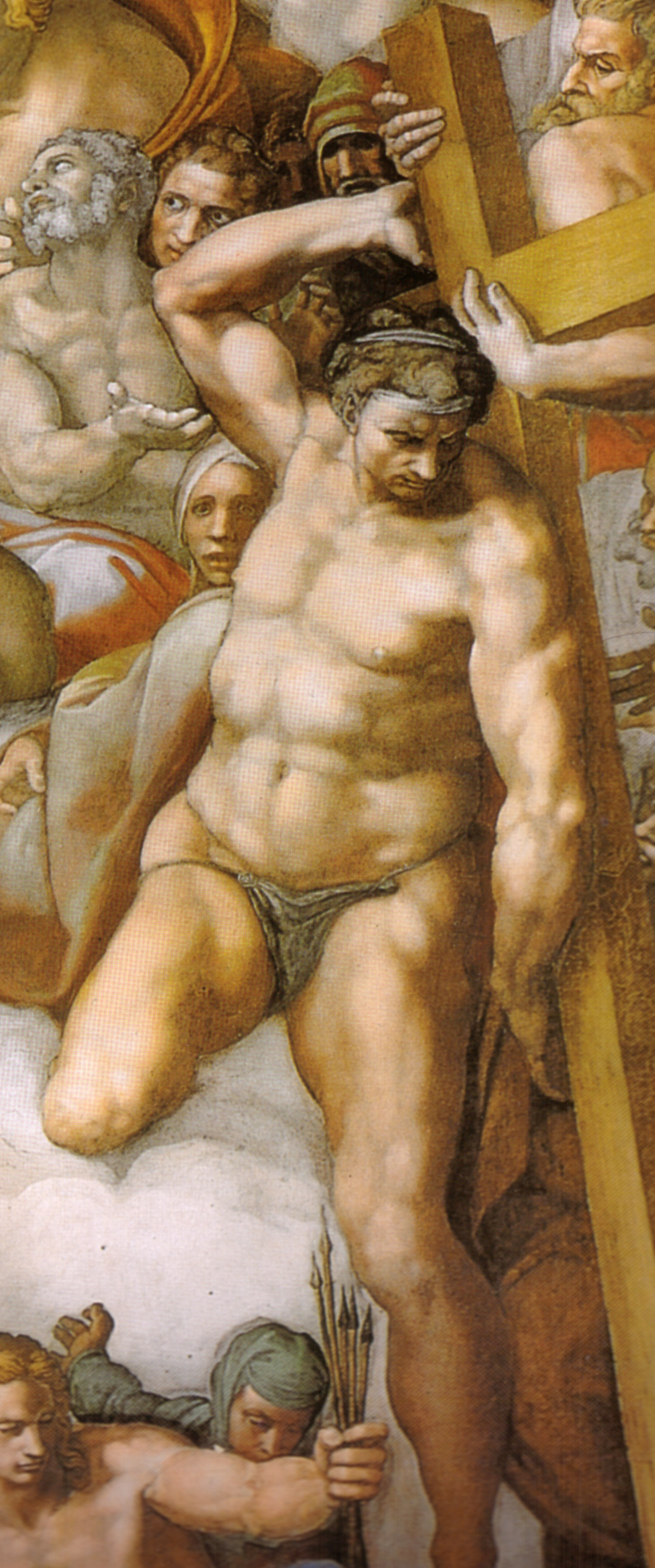
Disma
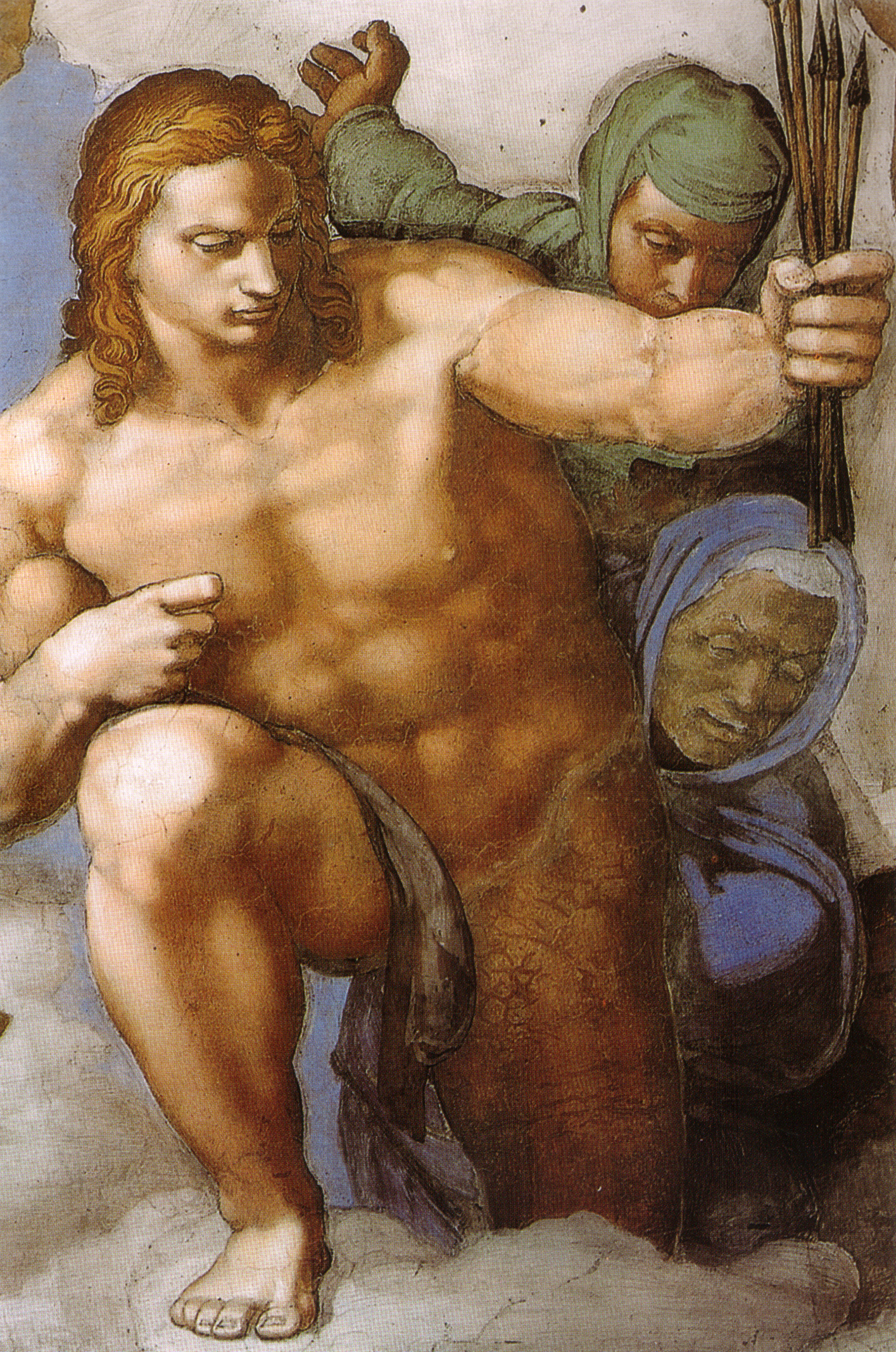
San Sebastiano
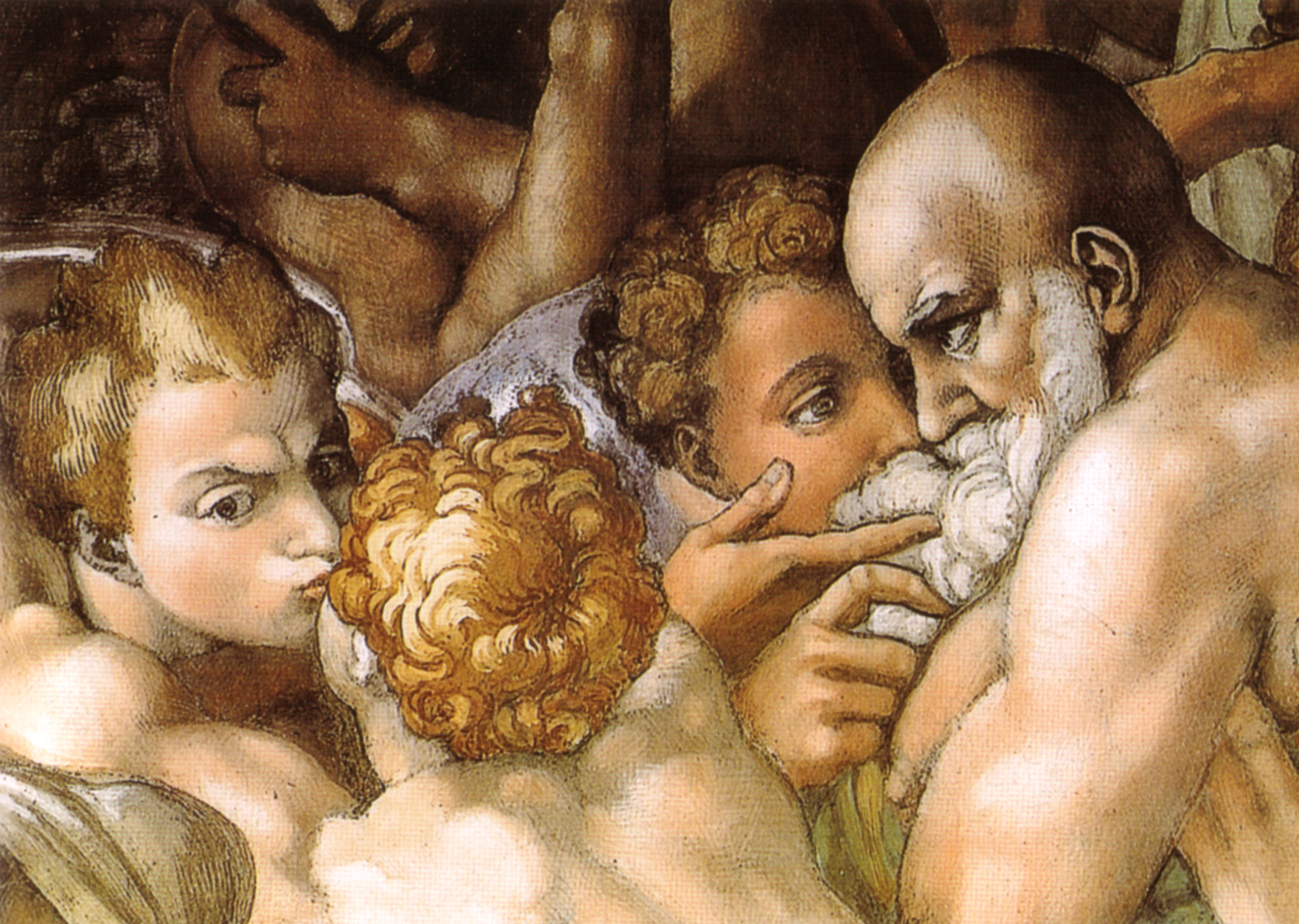
Dettaglio
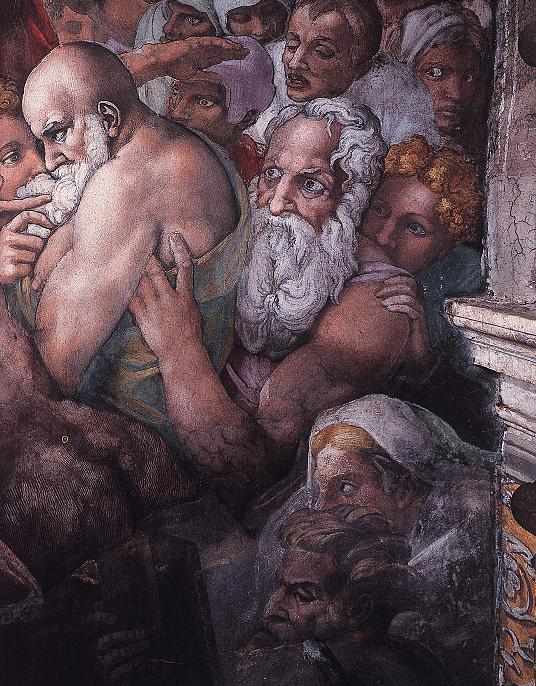
Mosè
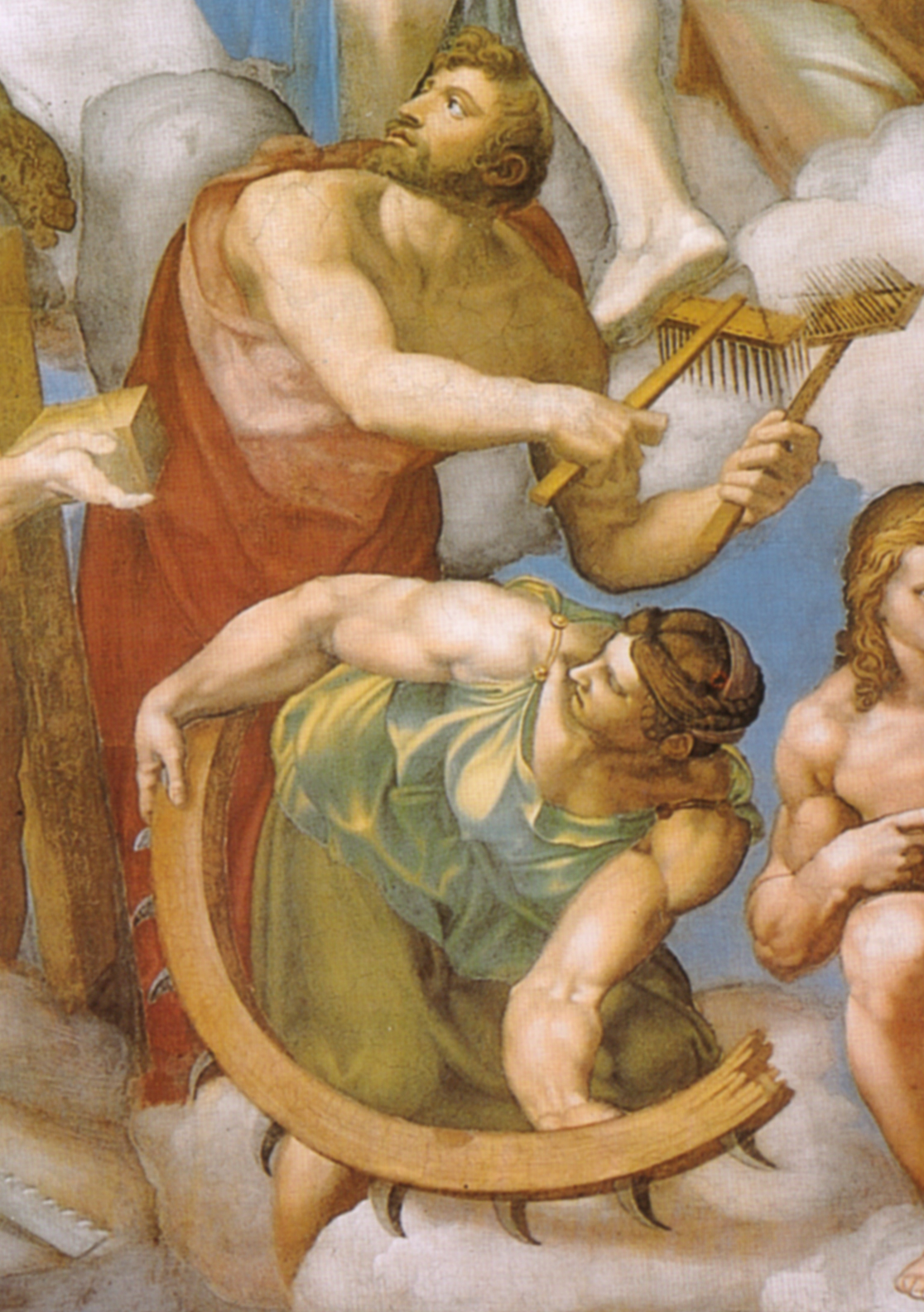
San Biagio e santa Caterina
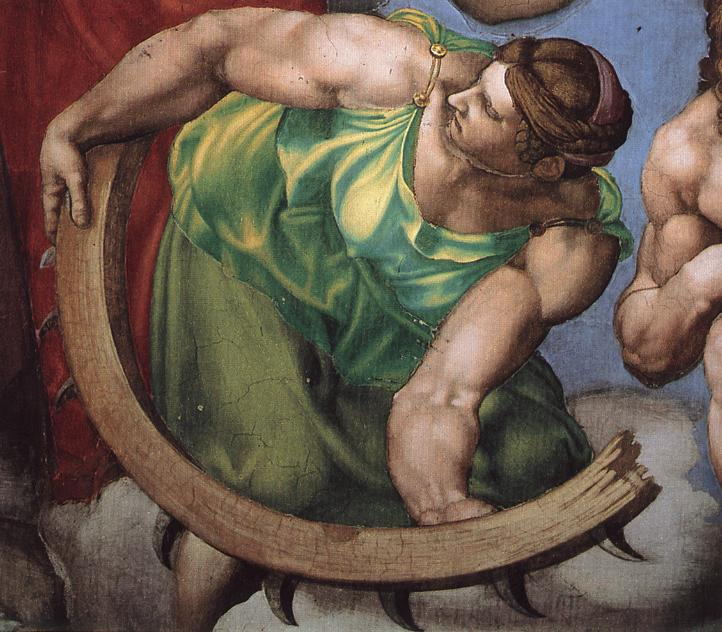
Caterina d'Alessandria
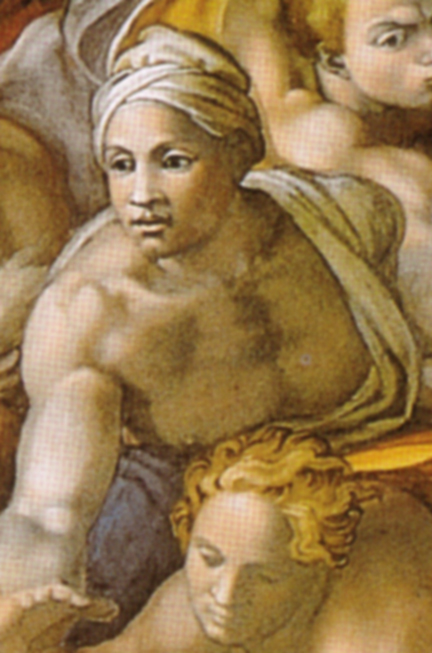
Dettaglio
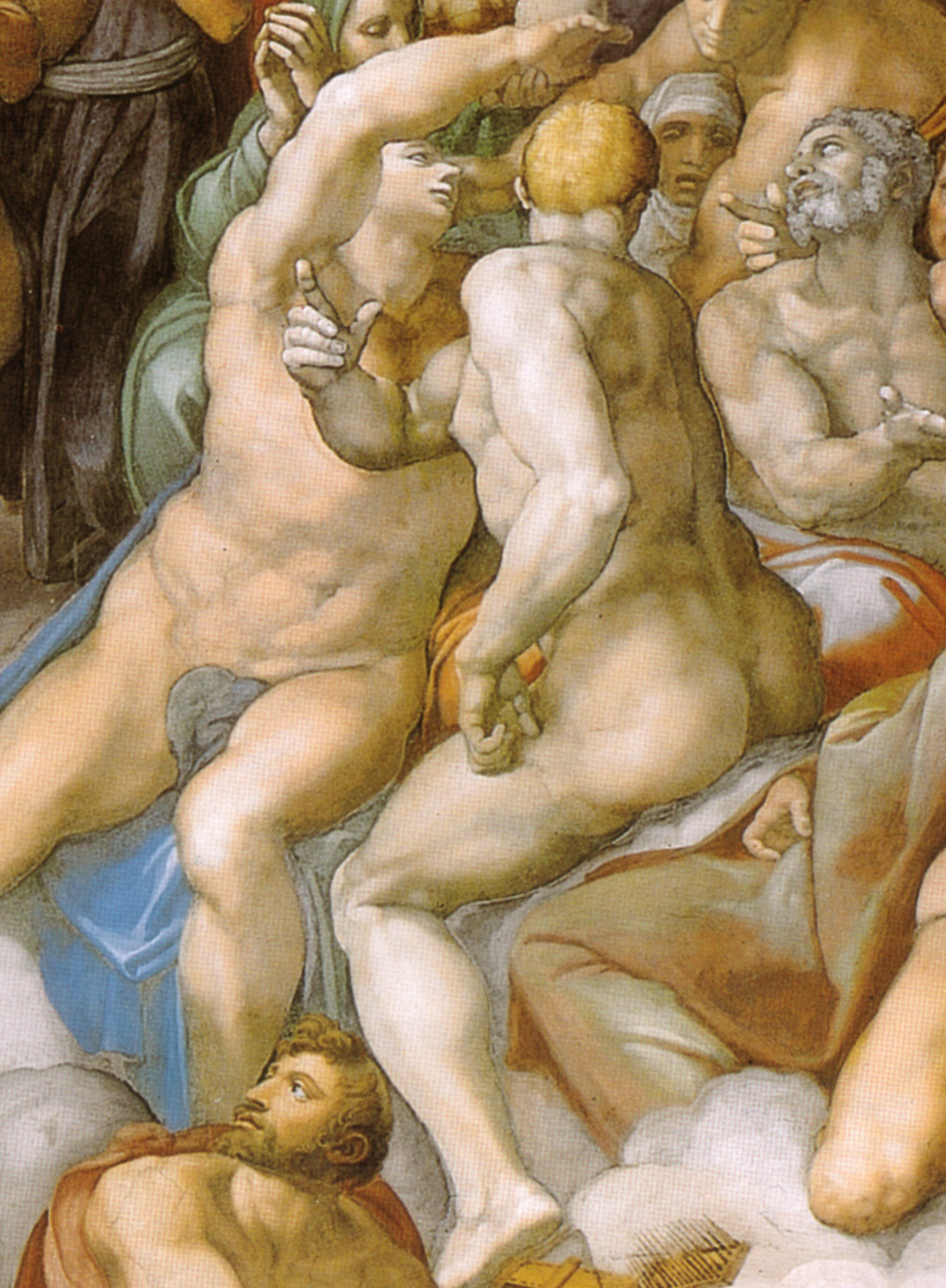
Dettaglio

### Fine dei tempi

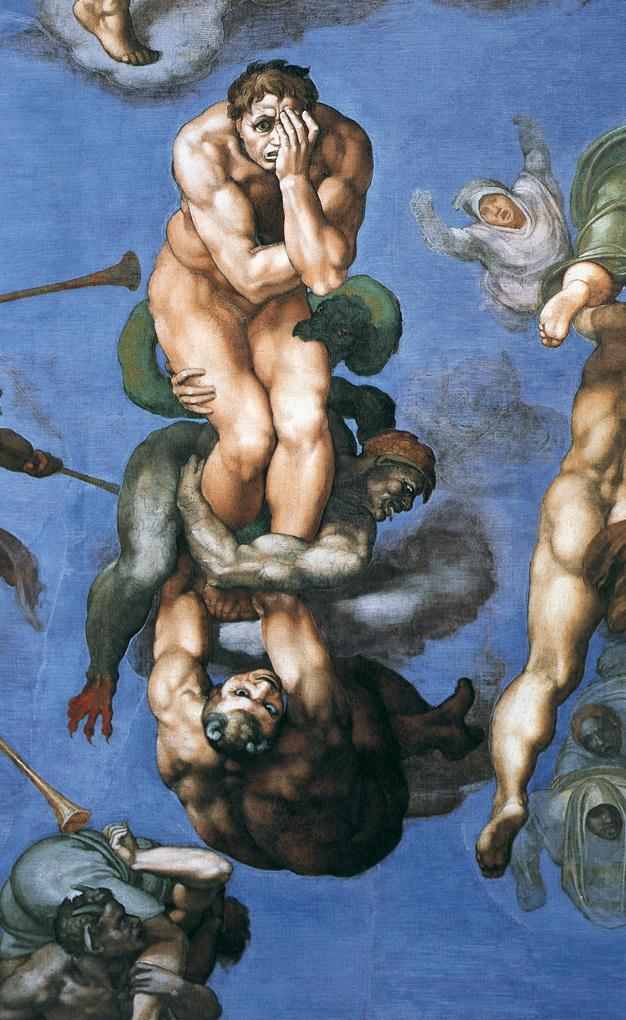
Dettaglio della Fine dei tempi

La fascia sottostante è a sua volta suddivisibile in cinque parti: al centro gli angeli con le trombe e i libri che annunciano la fine dei tempi, il risveglio dei morti, in basso a sinistra, la salita degli eletti, in alto a sinistra, la cacciata dei dannati, in alto a destra e l'inferno in basso a destra.
L'insieme è quindi governato da un doppio vortice verticale, ascendente e discendente, che continua anche nei gruppi soprastanti delle schiere paradisiache. Il rarefarsi della folla di corpi, rispetto alla zona soprastante, fa sì che i vari gruppi si staglino più drammaticamente sullo sfondo azzurro, generando la sensazione di uno spazio immenso.
La parte inferiore dell'affresco venne dipinta dopo che il ponteggio fu appositamente abbassato nel dicembre 1540, con un'interruzione nel marzo 1541 a causa di un incidente che coinvolse l'artista, del quale dà notizia Vasari: «Venne in questo tempo che egli cascò di non poco alto dal tavolato di questa opera e fattosi male a una gamba, per lo dolore e per la còllora da nessuno non volle essere medicato. Per il che trovandosi allora vivo maestro Baccio Rontini fiorentino, amico suo e medico […], venendogli compassione di lui gli andò un giorno a picchiare a casa, e non gli essendo risposto dai vicini né da lui, per alcune vie segrete cercò tanto di salire, che a Michelagnolo di stanza in stanza pervenne, il quale era disperato. Laonde maestro Baccio fin che egli guarito non fu, non lo volle abandonare già mai, né spicarsegli d'intorno».
La prima descrizione di questa zona degli affreschi venne pubblicata nella biografia del Buonarroti di Ascanio Condivi: «[Si vedono] i sette Angioli scritti da San Giovanni nel Apocalipse, che colle trombe à bocca, chiamano i morti al giuditio dalle quattro parti del mondo, tra i quali ne son due altri con libro aperto in mano, nel quale ciascheduno leggendo, et riconoscendo la passata vita, habbia quasi da se stesso a giudicarsi. Al suono di queste trombe, si vedeno in terra aprire i monumenti […]. Qui è dilettevol cosa, à vedere alcuni con fatica et sforzo, uscir fuor della terra, et chi colle braccia tese, al cielo pigliare il volo, chi di già haverlo preso, elevati in aria, chi più chi meno, in vari gesti et modi».
Tra le fonti usate da Michelangelo per rappresentare demoni e dannati ci furono le stampe tedesche e fiamminghe e, sicuramente, la Divina Commedia di cui fu appassionato lettore. La sua rappresentazione dell'inferno non è comunque una pedissequa illustrazione di Dante, dal quale si distacca con numerose licenze.

#### Annuncio della fine dei tempi

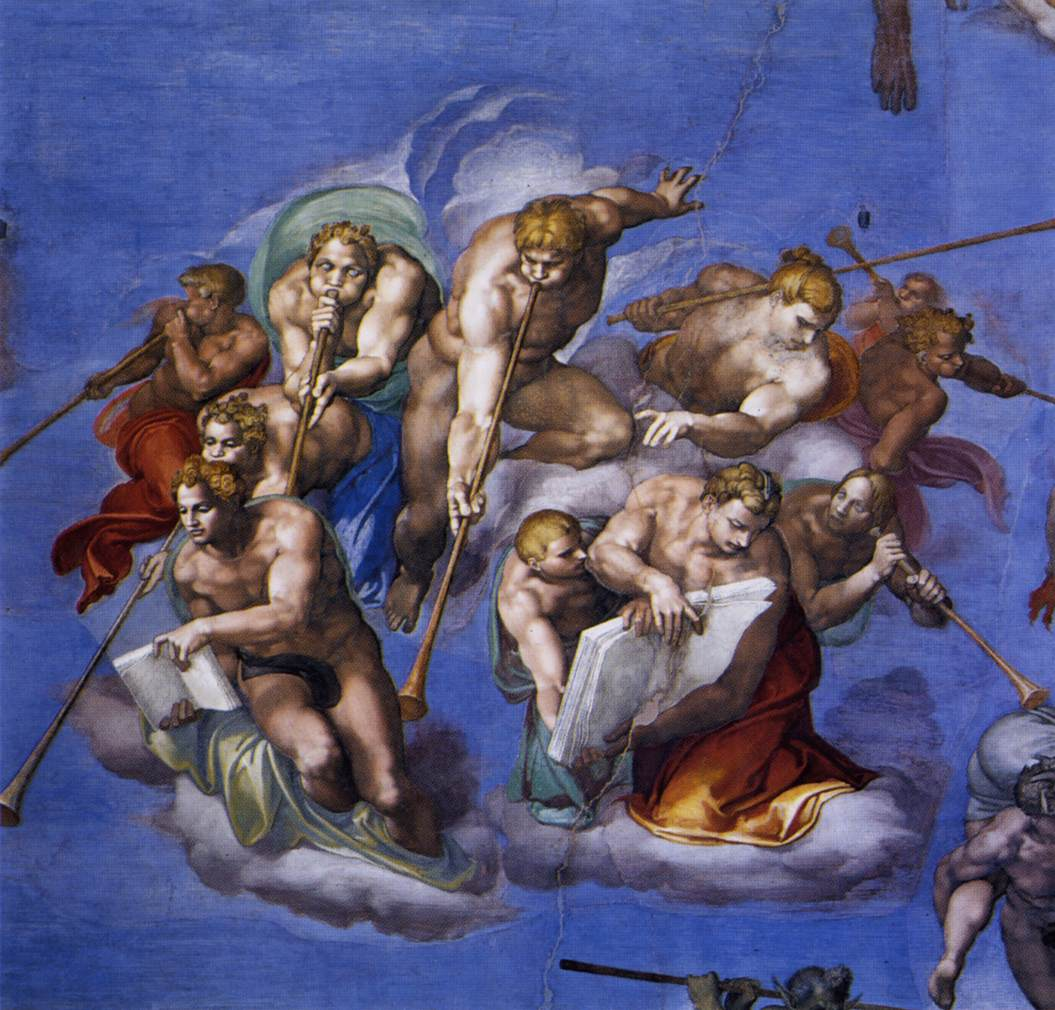
Angeli che annunciano la fine dei tempi

Sotto la figura di Cristo giudice si vedono undici angeli, ancora privi di ali, che, composti in uno spazio per lo più ovale, annunciano la fine dei tempi, risvegliando i morti con le trombe dell'Apocalisse e mostrando all'umanità che si risveglia i libri profetici delle Sacre Scritture che si avverano oppure i libri in cui sta scritta la vita passata di ognuno. Molto note sono queste figure di idealizzata bellezza, rese con estrema espressività soprattutto quelli che suonano: hanno infatti le guance gonfie di fiato e strabuzzano gli occhi per la fatica.

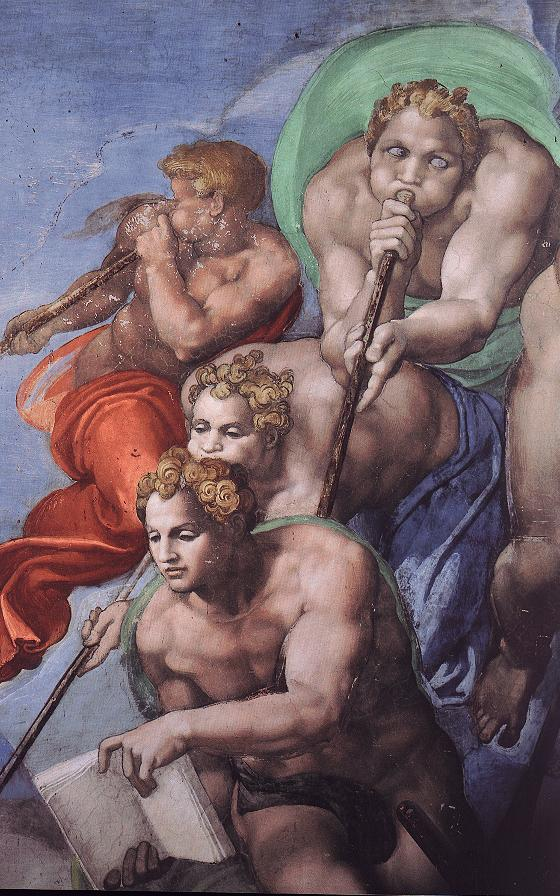
Dettaglio
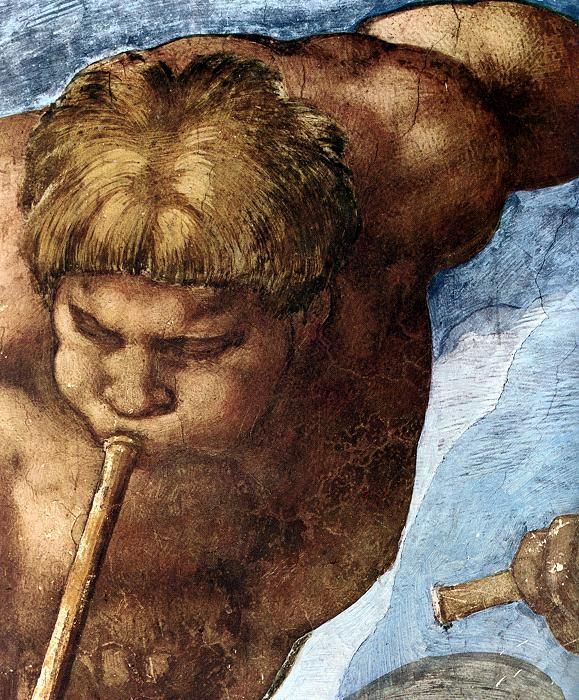
Dettaglio
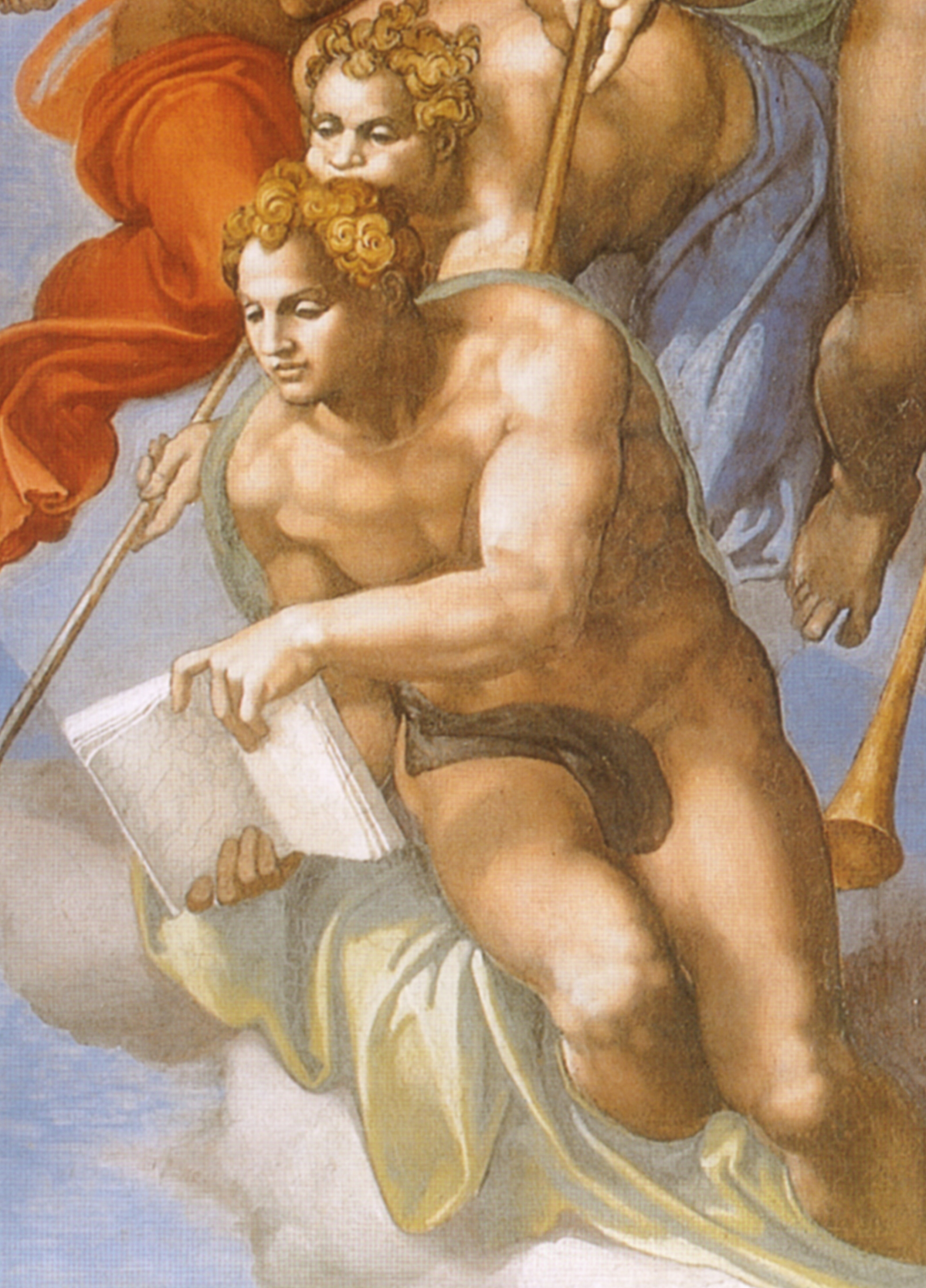
Dettaglio
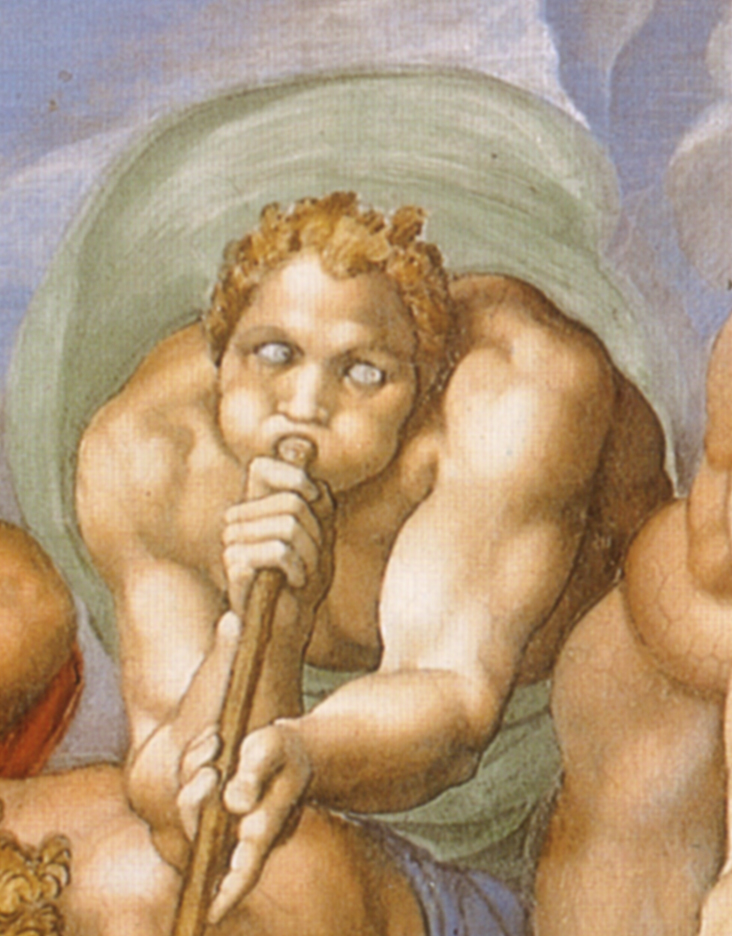
Dettaglio

#### Resurrezione dei corpi

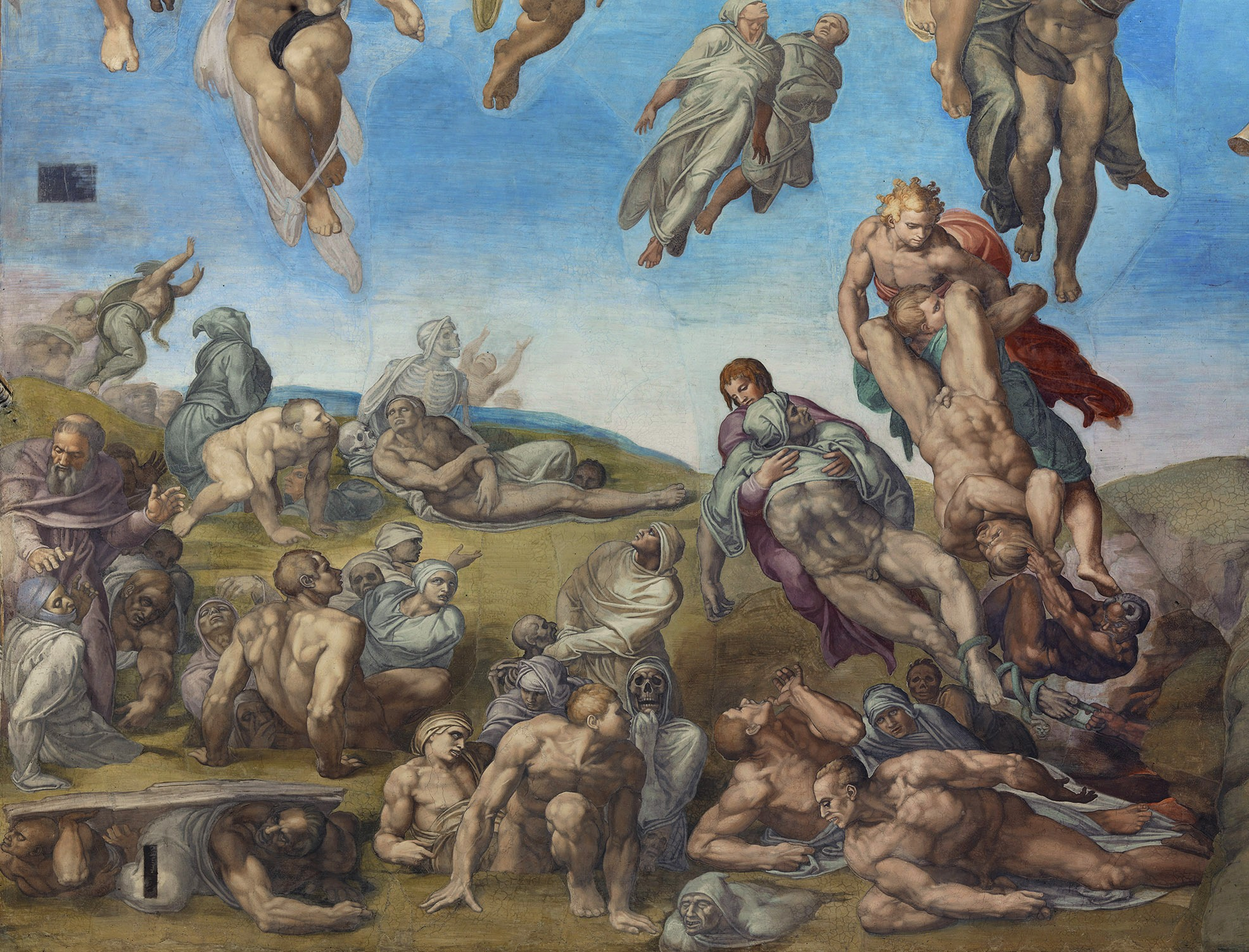
Resurrezione dei corpi

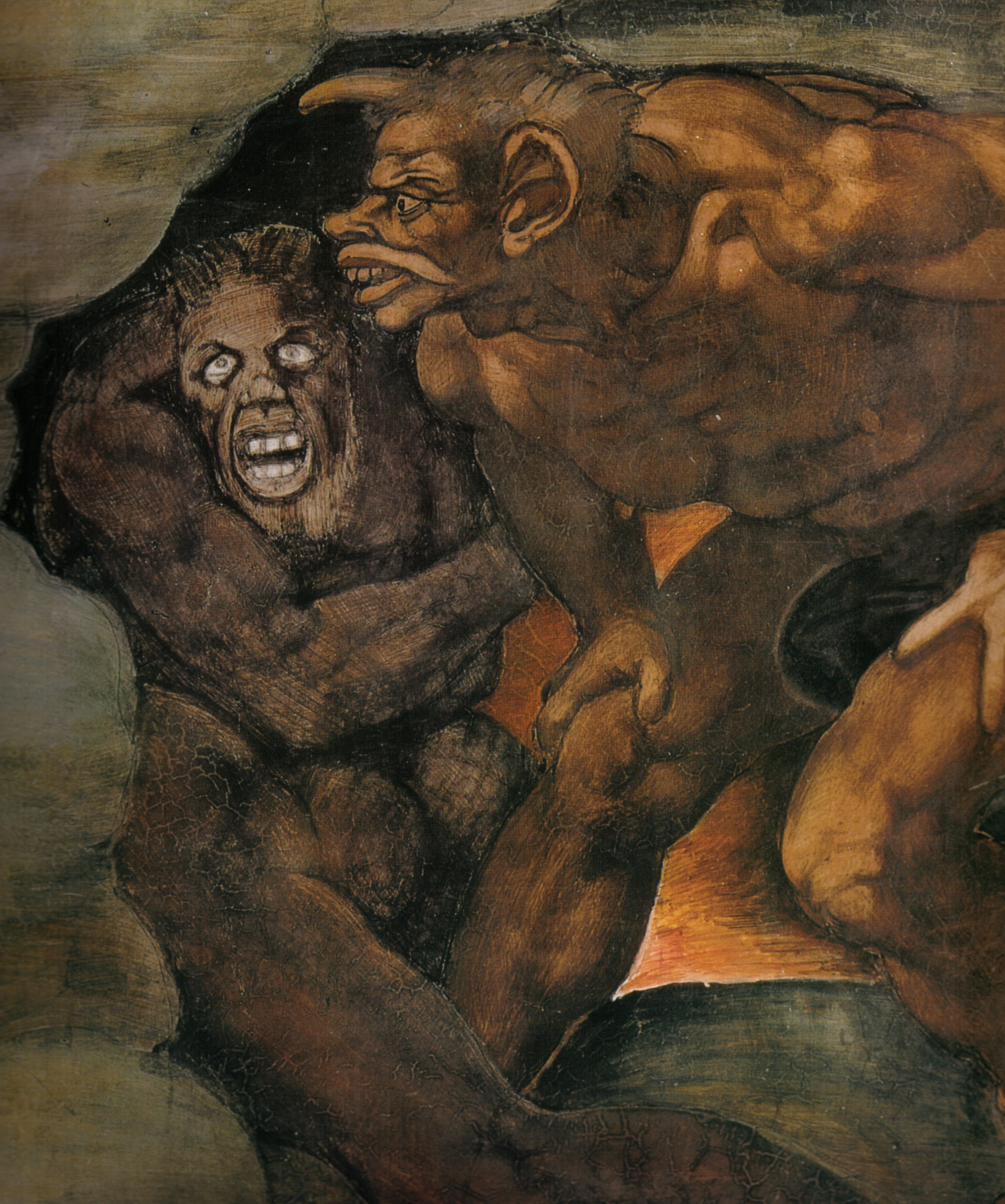
L'antro diabolico

Più sotto si vede un antro popolato di figure diaboliche. A sinistra di esso avviene la resurrezione dei corpi in una landa desolata; essi escono dai sepolcri e recuperano la propria corporeità, in atteggiamenti che ben esprimono un faticoso risveglio dal torpore degli abissi e ritorno alla coscienza. Si vedono uomini che affiorano dalla terra, altri che spingono su i lastroni di roccia che coprono il sepolcro, altri ancora che escono da crepacci, talvolta vestiti, talvolta nudi, talvolta a metà della trasformazione composti ancora dal solo scheletro.
Sulla destra alcune figure in volo fanno da raccordo con la zona superiore. Si vedono in particolare due corpi disputati tra angeli e diavoli usciti dall'antro: uno è raccolto all'incontro e tenuto per le gambe da un angelo, mentre un diavolo cornuto cerca di strapparlo giù tirandogli i capelli; un altro è sollevato mentre la mano di un diavolo gli ha legato un serpente alle caviglie che lo trattiene.
Straordinaria è la ricchezza inventiva nelle singole composizioni: alcuni risorti diventano subito soccorritori per gli altri, sollevando al cielo chi non ha ancora riacquistato piena coscienza, con una serie di atteggiamenti che richiamano temi iconografici come le Deposizioni o i Compianti su Cristo morto.
Sono state fatte varie proposte di identificazioni di ritratti nel gruppo dei risorti, non accettate da tutta la critica. A sinistra ad esempio nel gruppo dell'uomo barbuto davanti a un uomo col capo coperto è stato indicato come un autoritratto di Michelangelo e un profilo di Dante. L'uomo col cappuccio che al centro sorge da un crepaccio è stato visto come Girolamo Savonarola.
La posizione dell'inquietante caverna abitata da presenze demoniache si situa proprio al centro, dietro l'altare. Tale scelta è stata talvolta spiegata come una polemica anticuriale, ma forse è da leggere come la manifestazione del demonio e dell'Anticristo prima della fine dei tempi.
In questa zona, compreso l'antro infernale e i due gruppi disputati tra angeli e demoni, si contano almeno cinquanta figure visibili.

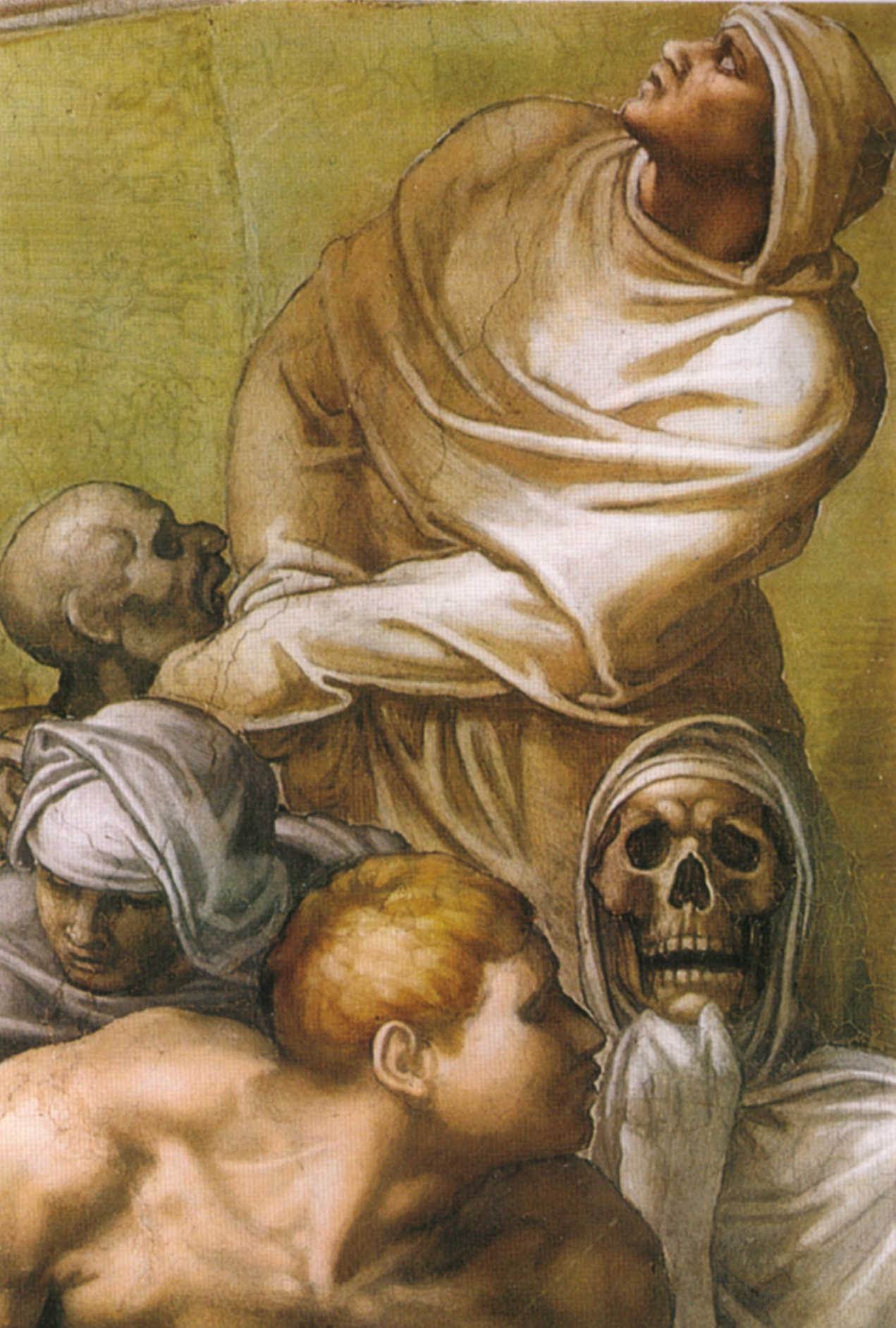
Dettaglio
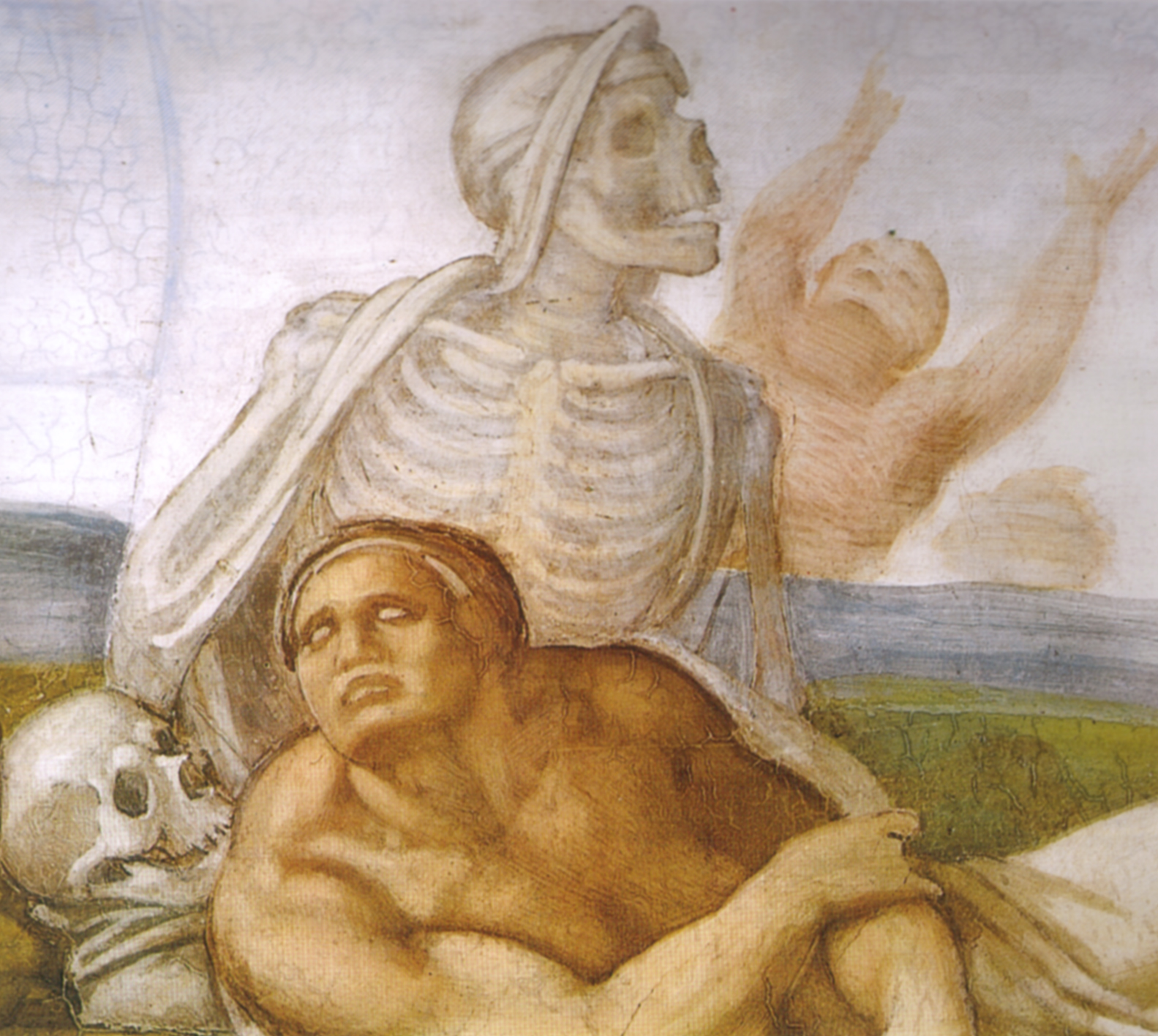
Dettaglio
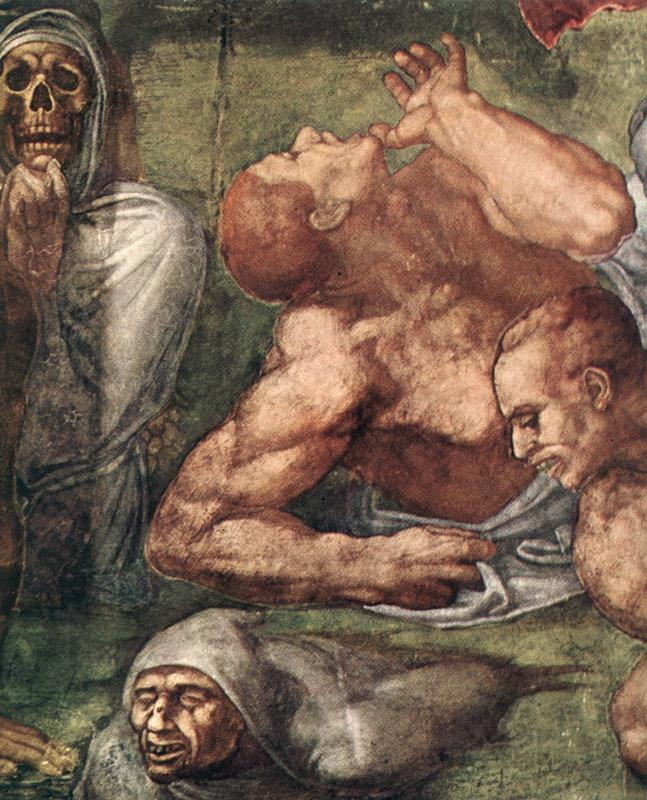
Dettaglio
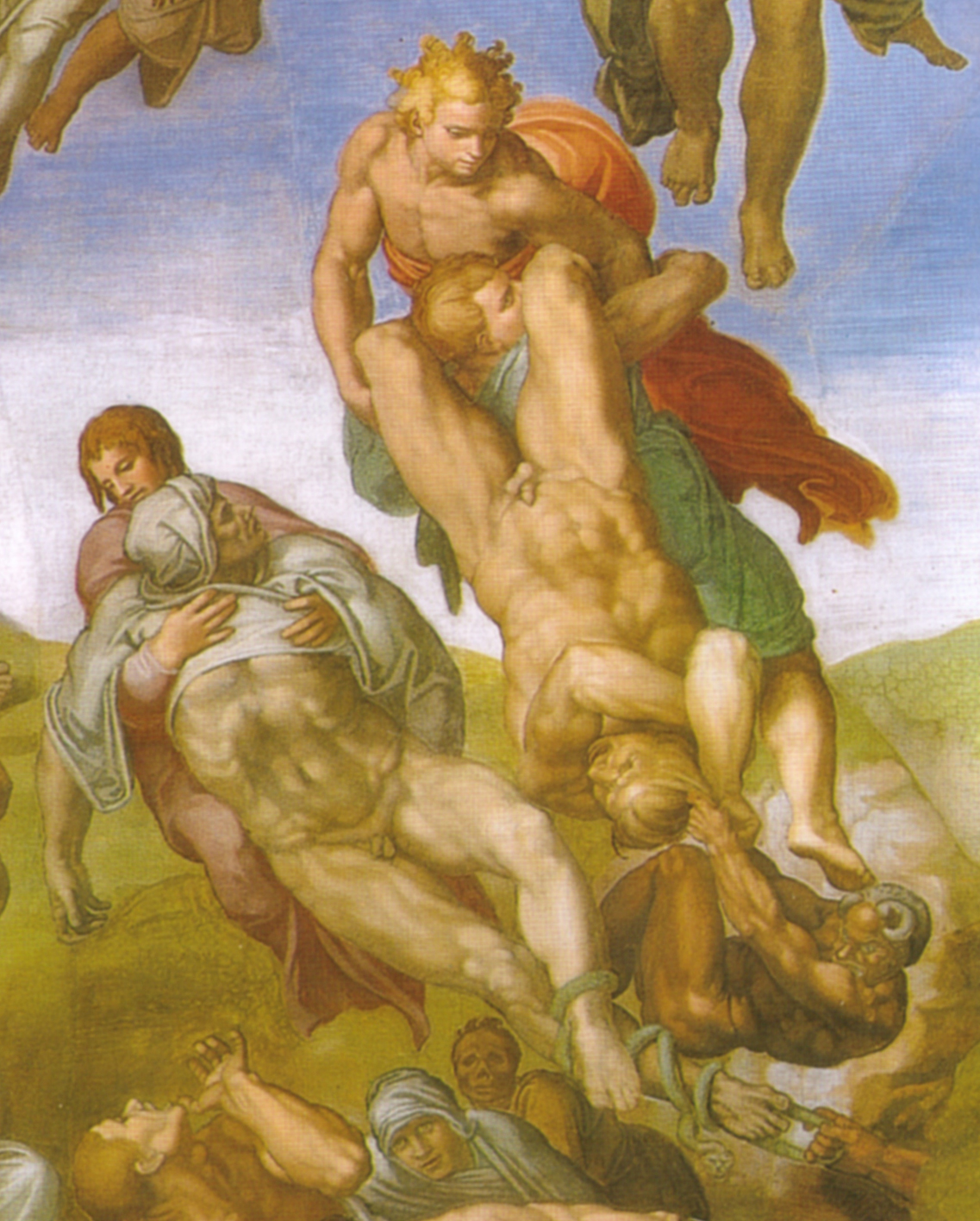
La disputa dei corpi

#### Salita degli eletti

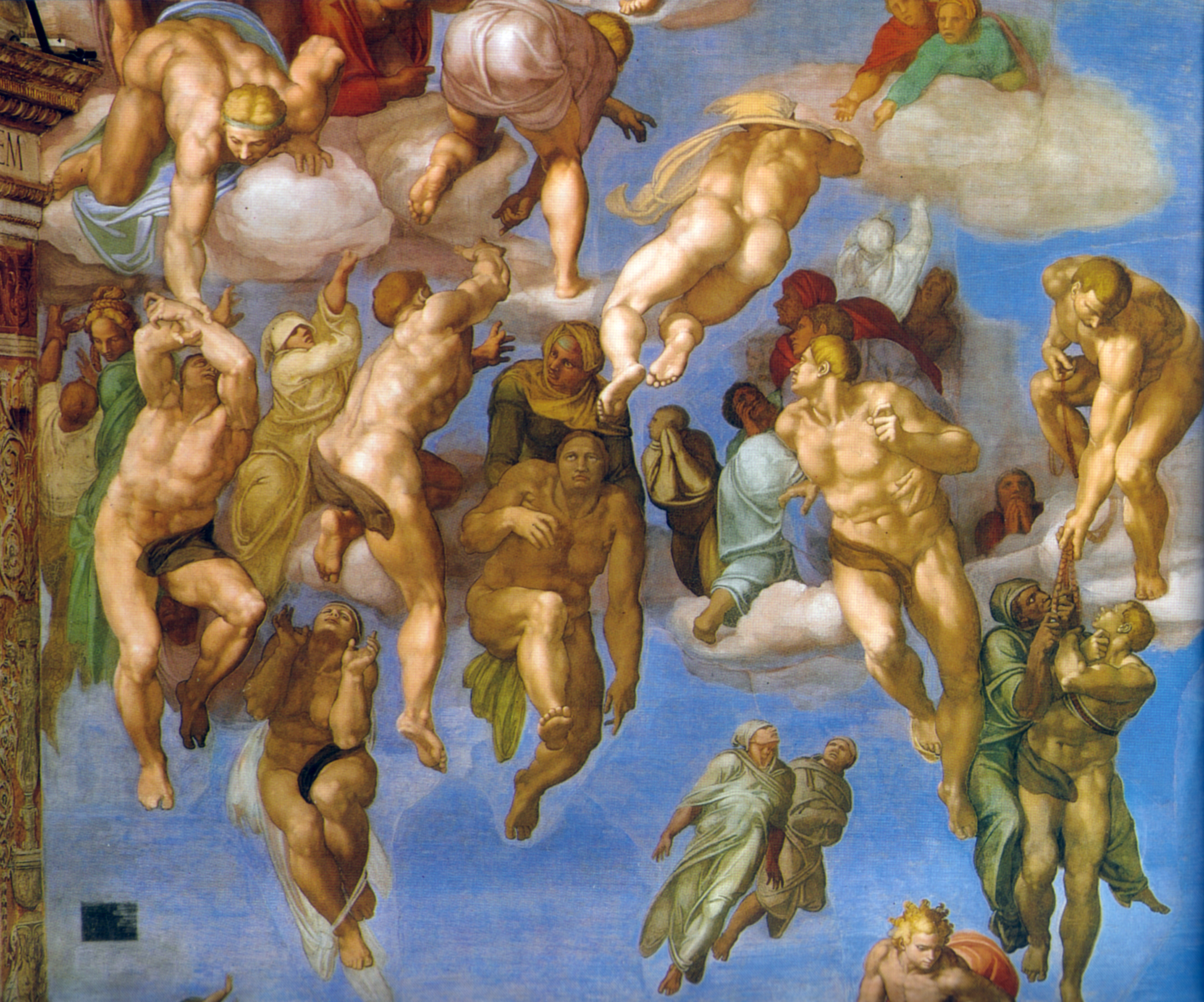
Ascesa dei beati

La parte soprastante è occupata da un gruppo di eletti che ascendono verso le schiere dei santi. Alcuni volano, altri sembrano sospinti o rapiti da una forza incontrollabile, altri ancora sono aiutati da angeli e altri beati in vari modi: trascinati in volo, spinti, caricati, tirati per le braccia, issati con corde, che qualcuno ha letto come un rosario, simbolo antiluterano di preghiera. Uno dei due personaggi tirato con le corde è di colore.
Nella rappresentazione dei corpi in movimento Michelangelo attinse a tutta la sua inarrivabile fantasia, scegliendo attitudini dinamiche sempre diverse, con scorci che mostrano tutte le "difficoltà dell'arte". Le critiche dei detrattori si appigliarono però anche a questo, come scrisse Ludovico Dolce: «[Michelangelo è] stupendo e veramente miracoloso e sopra umano […] ma in una maniera sola, ch'è fare un corpo nudo muscoloso e ricercato, con iscorti e movimenti in fieri [per cui…] chi vede una sola figura di Michelangelo le vede tutte».
In questa zona si contano trenta figure.

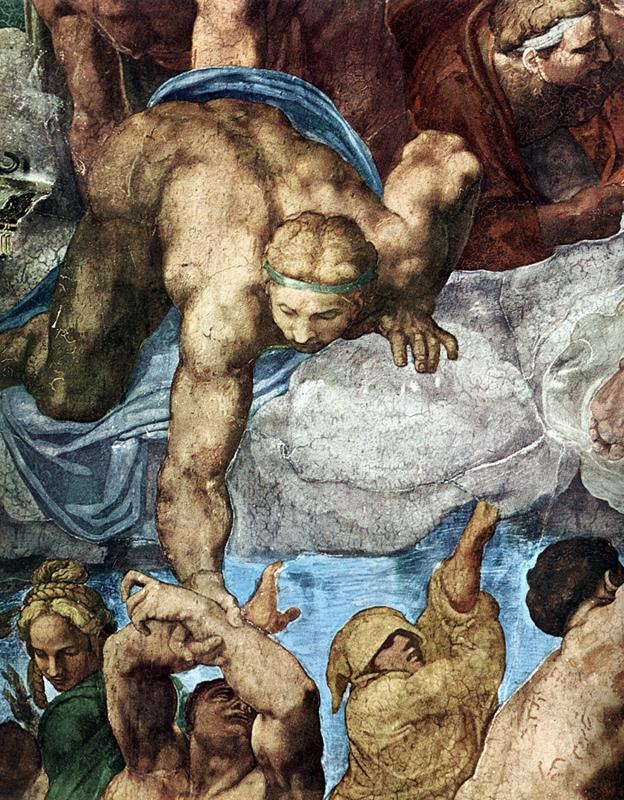
Dettaglio
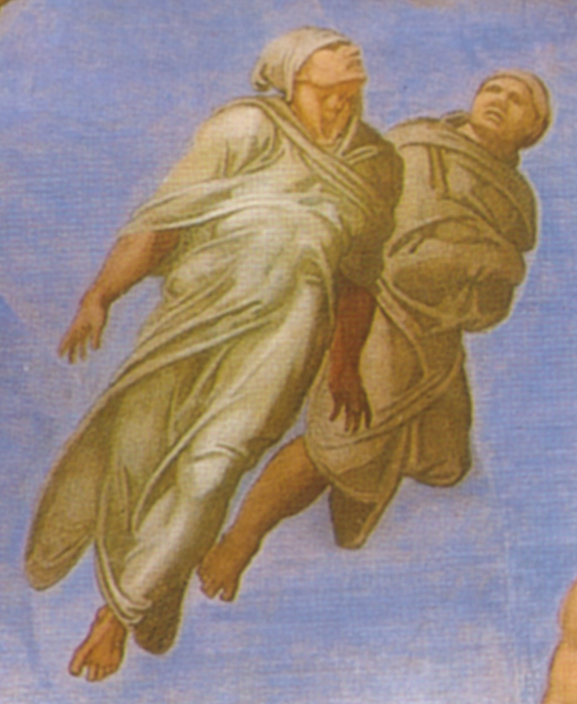
Dettaglio
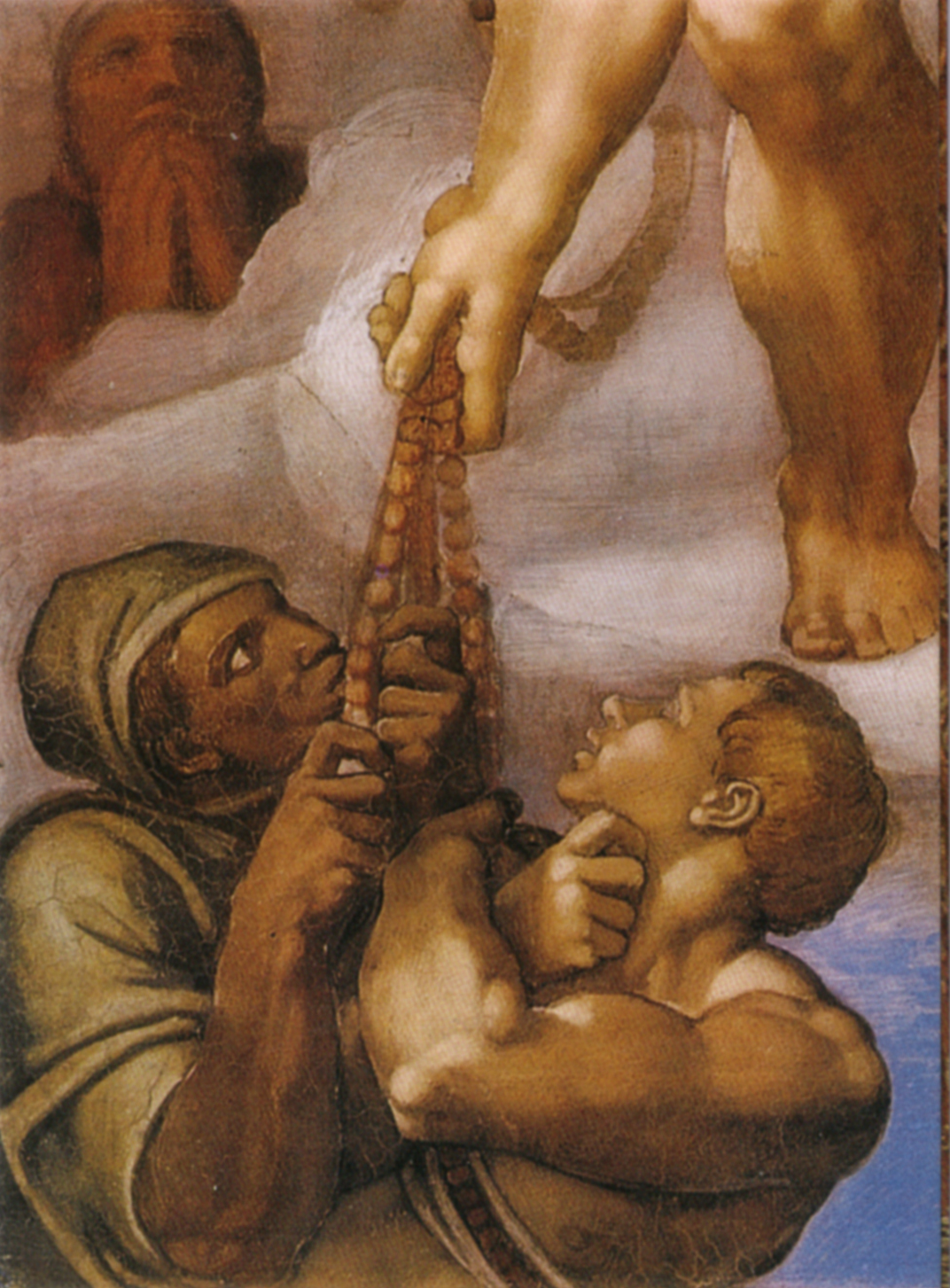
Dettaglio, un uomo di colore issato con le corde

#### Discesa dei dannati

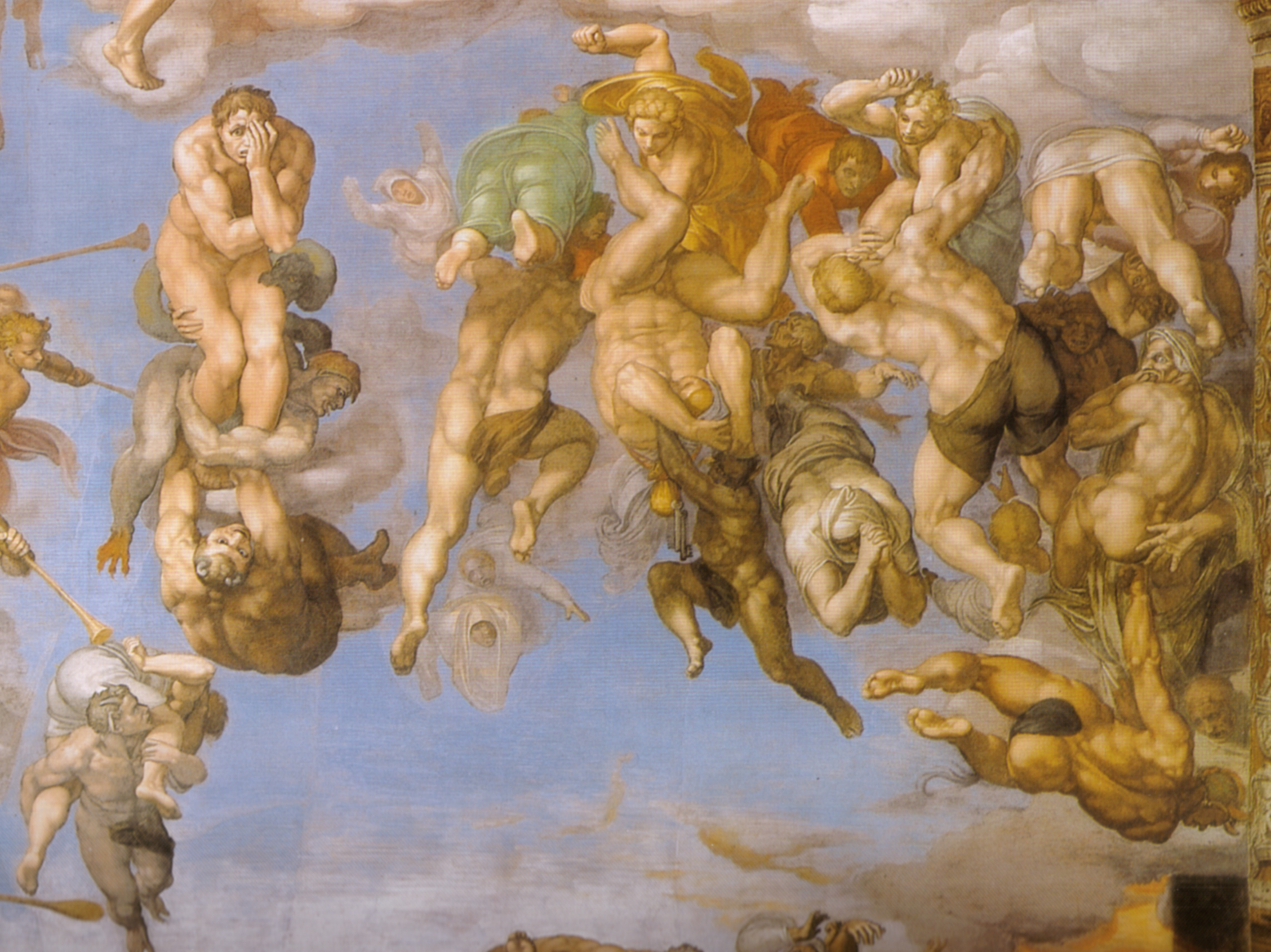
Discesa dei dannati

Sul lato opposto la scena è bilanciata dalla parte dei dannati che, lottando contro la loro condanna, sono respinti inesorabilmente verso l'inferno. Si tratta di uno dei punti più dinamici e violenti dell'intera rappresentazione, con grappoli di figure che sono in lotta ora affiorando nel primo piano, investiti da una luce incidente, ora scompaiono nello sfondo in penombra. Gli angeli picchiano coi pugni i reprobi, mentre i demoni li trascinano verso l'abisso con ogni modo.
In alcuni casi alcuni attributi manifestano la colpa: così ad esempio l'uomo al centro del gruppo a testa in giù mostra appesi al mantello una borsa con denari e due chiavi, simbolo dell'attaccamento ai beni terreni fino all'ultimo, mentre quello a destra, un dannato col capo coperto che è preso per i testicoli, è un simbolo del peccato di lussuria.
Isolato a sinistra si trova il gruppo con un dannato seduto che si copre il volto, mentre i diavoli lo trascinano in basso. Egli è probabilmente un emblema della disperazione. Un serpente mostruoso lo morde, simbolo del rimorso, e un perfido demone gli stringe le gambe, col corpo colorato di blu e rosso: un omaggio probabile ai diavoli di Luca Signorelli nella Cappella di San Brizio a Orvieto. Accanto ad esso, un demonio appena visibile è fatto in forma di vapore.
In questa zona si arrivano a contare ventisei figure.

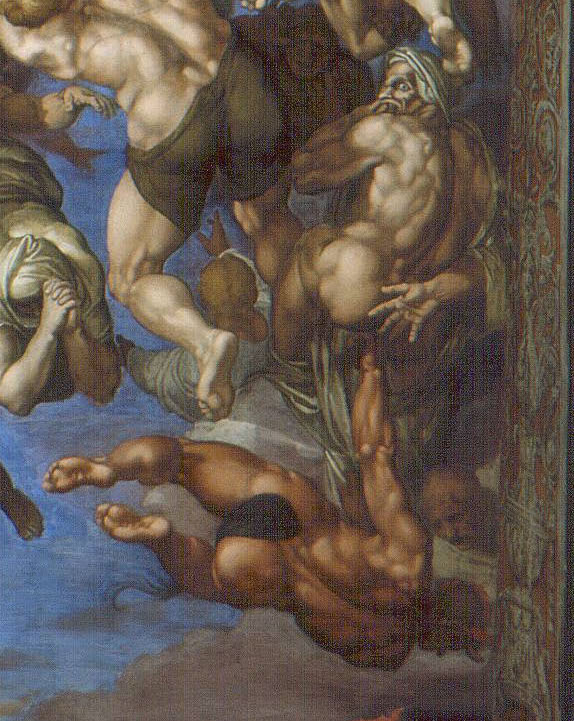
Dettaglio, l'uomo trascinato per i testicoli
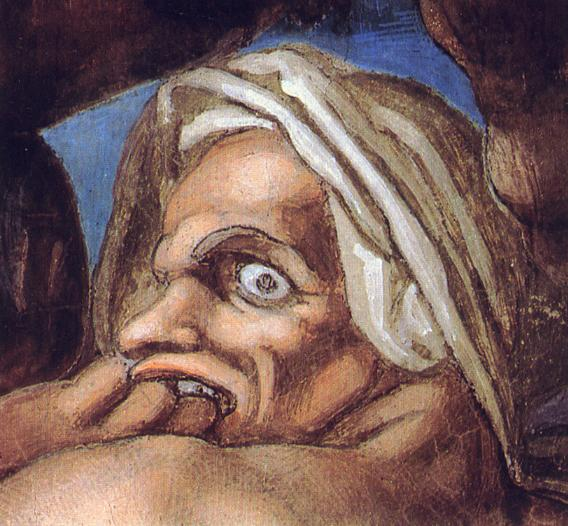
Dettaglio
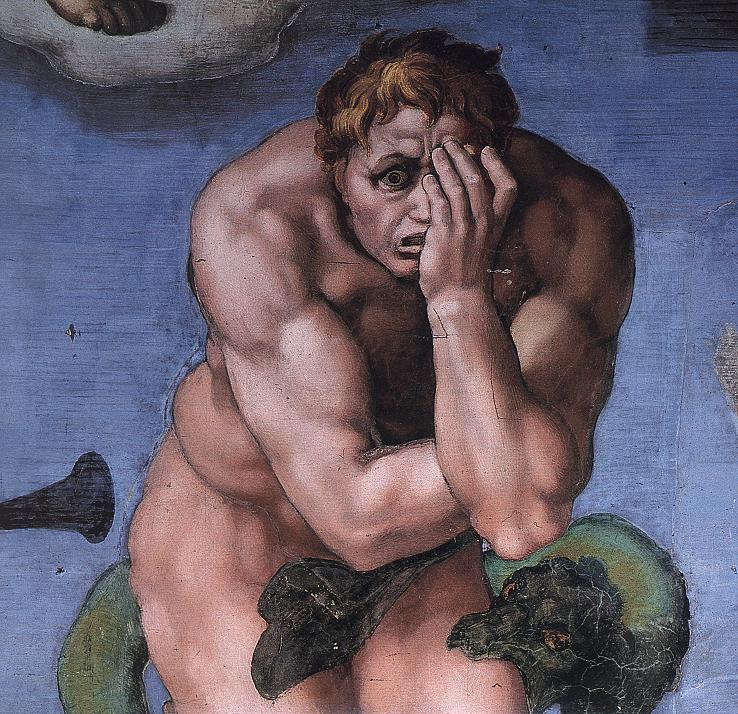
Dettaglio
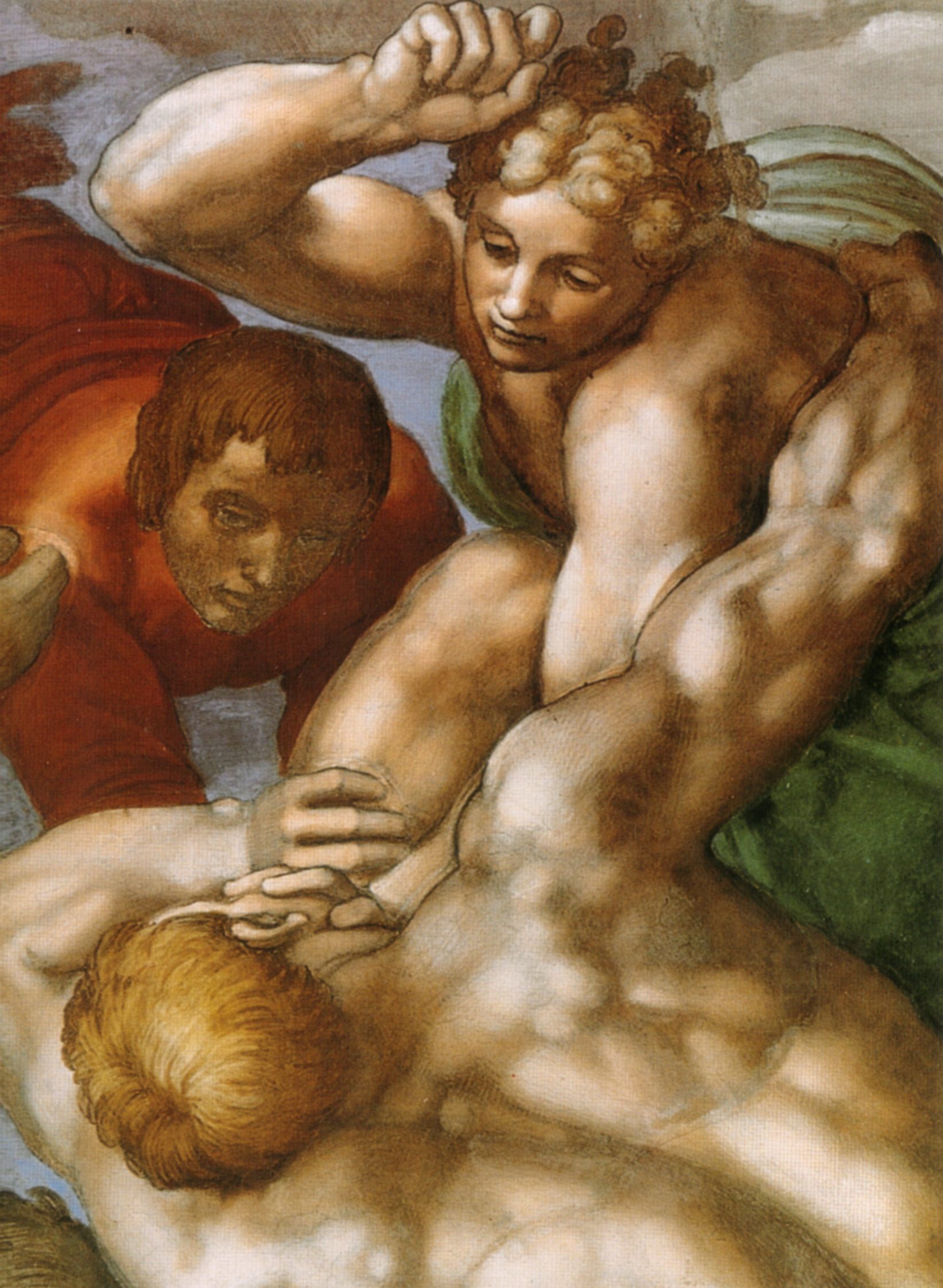
Dettaglio

#### Inferno

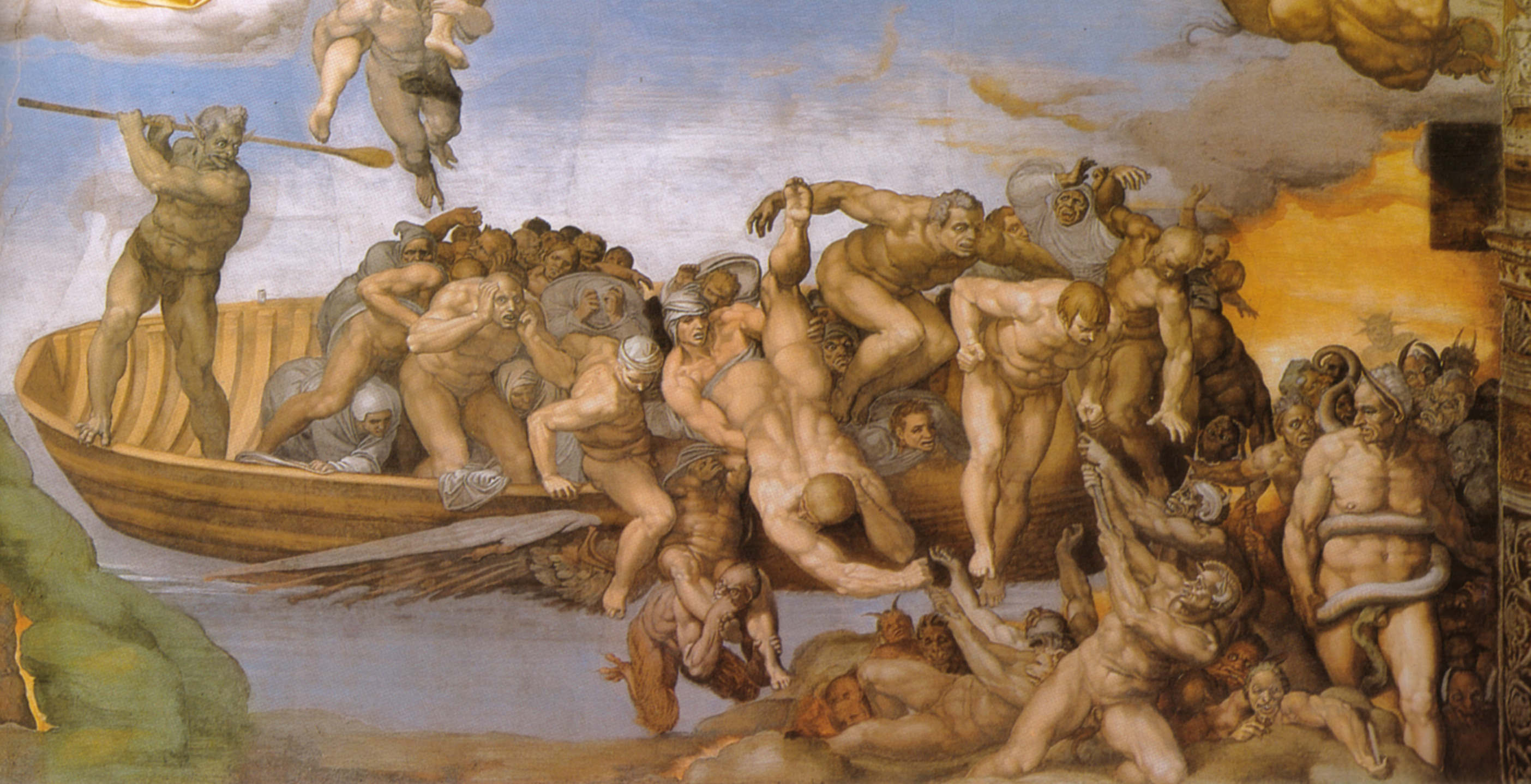
Inferno

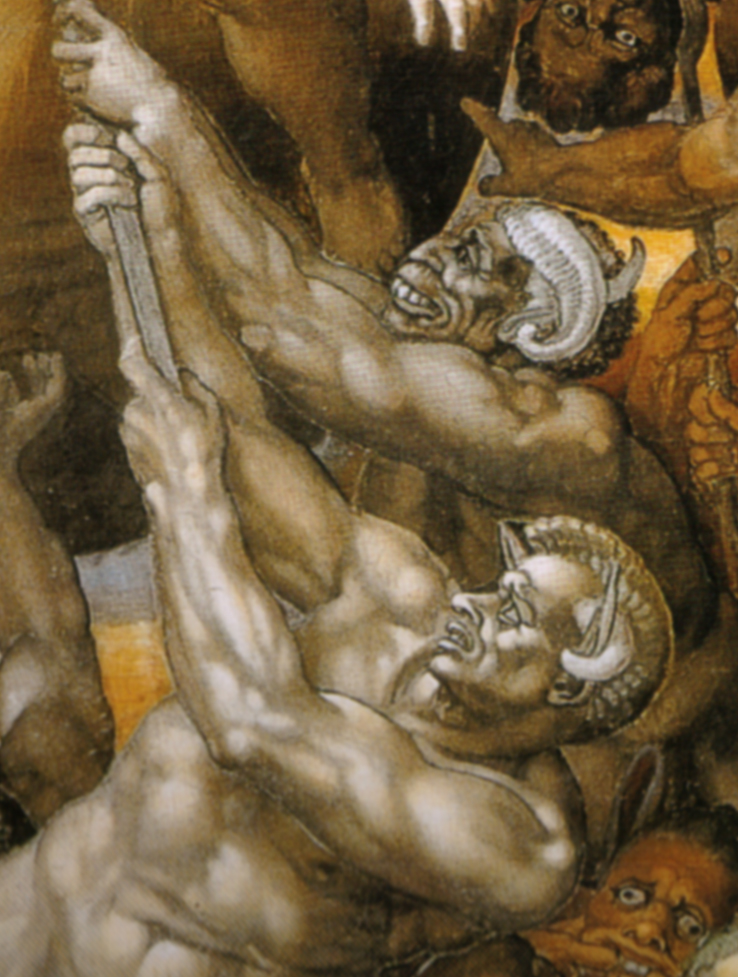
Dettaglio

In basso a destra, infine, si trova la rappresentazione dell'Inferno, sullo sfondo di un cielo rosso di fiamme. A sinistra Caronte a colpi di remo insieme ai demoni percuote e obbliga a scendere i dannati dalla sua imbarcazione per condurli davanti al giudice infernale Minosse, con il corpo avvolto dalle spire del serpente. È evidente in questa parte il riferimento all'Inferno della Divina Commedia di Dante.
La brutalità dei demoni, la tragedia dei peccatori, innescano un culmine di intensità e violenza. I demoni sono rappresentati con varie sfumature, dall'orrido al grottesco, dal caricaturale al beffardo: in essi si possono cogliere le sfumature comiche dei Malebranche danteschi, spesso come nelle figure che fanno le smorfie. Tali figure vennero elogiate nel Trattato dell'arte della pittura di Giovanni Paolo Lomazzo (1584): «[Michelangelo fece] in loro secondo i suoi atti il corpo con facce sdegnose e fiere […] facendole di colore ebano e con le ali di tignola, et altri con le corna e denti fuora della bocca e con le ugne sorte in fuori a' piedi et alle mani, fatti in diverse forme d'animali».
Dalla barca di Caronte i dannati, ora terrorizzati ora inebetiti come bestie, vengono trascinati giù dai demoni con gli arpioni e scaraventati tra i diavoli grotteschi. Sul remo di Caronte si trova la firma di Domenico Carnevali e la data 1566, apposta in seguito a un restauro che tamponò alcune lesioni.
Ancora una volta l'artista concentra la propria attenzione sul corpo umano, sulla sua perfezione celeste e sulla sua deformazione tragica. Indescrivibile è il tumulto, il groviglio di corpi, la disperata gestualità e i volti esterrefatti, come maschere bestiali e raccapriccianti.
Allontanandosi dalla tradizione iconografica tuttavia, nel rappresentare l'inferno Michelangelo evitò la rappresentazione diretta delle pene materiali, soffermandosi piuttosto sul tormento, il rimorso, la disperazione, la paura e l'angoscia interiore di ciascun dannato, spaventato da un annientamento più psichico che fisico.
Secondo Vasari, nella figura di Minosse Michelangelo ritrasse il Maestro di Cerimonie del Papa, Biagio da Cesena, che, da "persona scrupolosa", dopo aver osservato l'opera in corso di completamento, rimase sconvolto dal turbinio di corpi nudi e contorti che "sì disonestamente mostran le loro vergogne" e li definì adatti "da stufe (bagni termali) e d'osterie" piuttosto che la cappella pontificia. Michelangelo, che come si sa non praticava volentieri il ritratto, fece allora un'eccezione effigiandolo nel giudice infernale, per di più con orecchie da asino e con una serpe che, invece di aiutarlo nel giudizio dei dannati, lo punisce mordendogli l’organo sessuale. Biagio, umiliato, se ne lamentò col papa che replicò di non avere alcuna autorità sull'Inferno, disinteressandosi alla questione.
In questa zona si arrivano a contare sessanta figure.

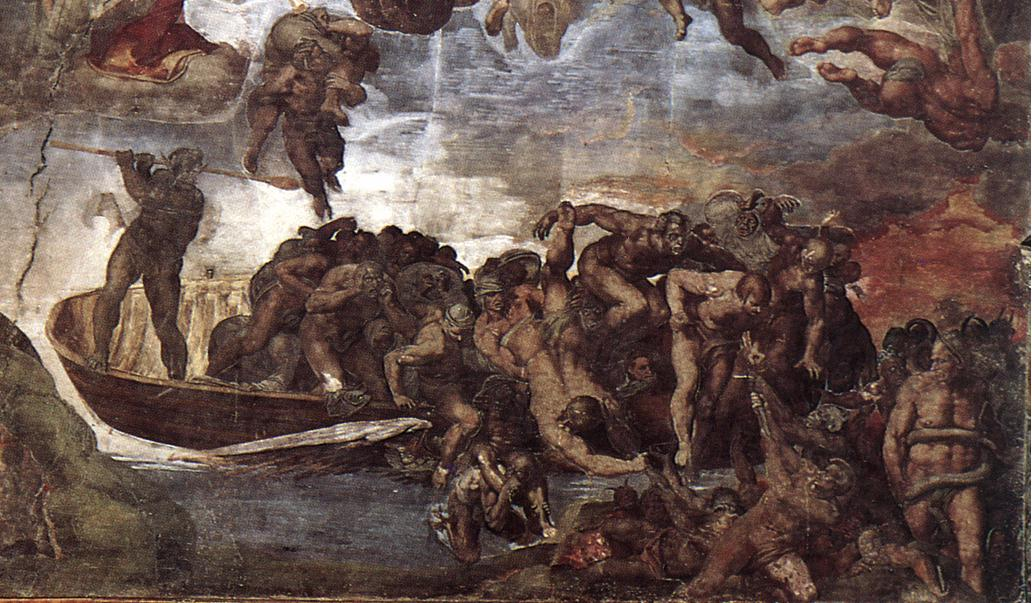
L'Inferno prima del restauro
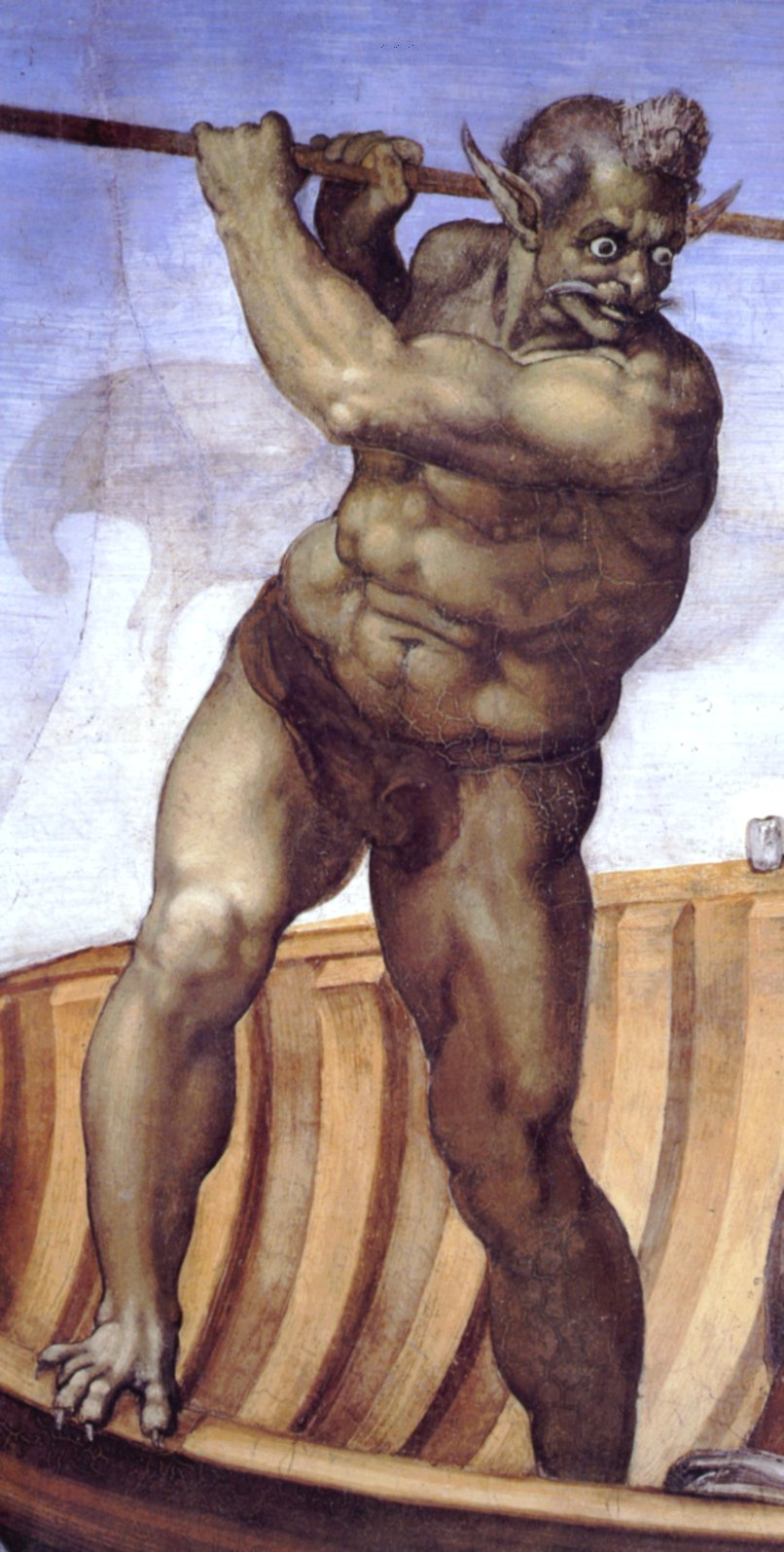
Caronte
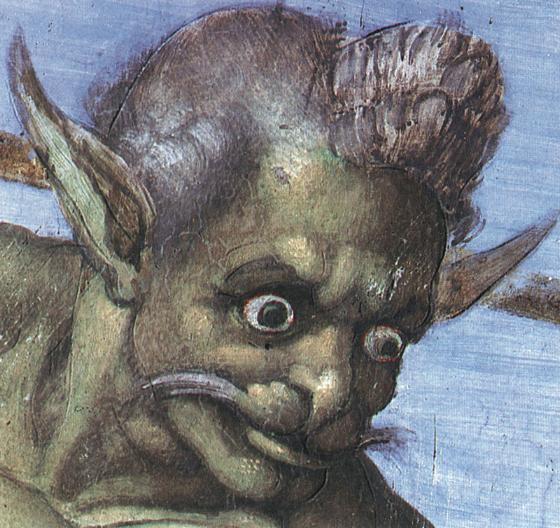
Caronte
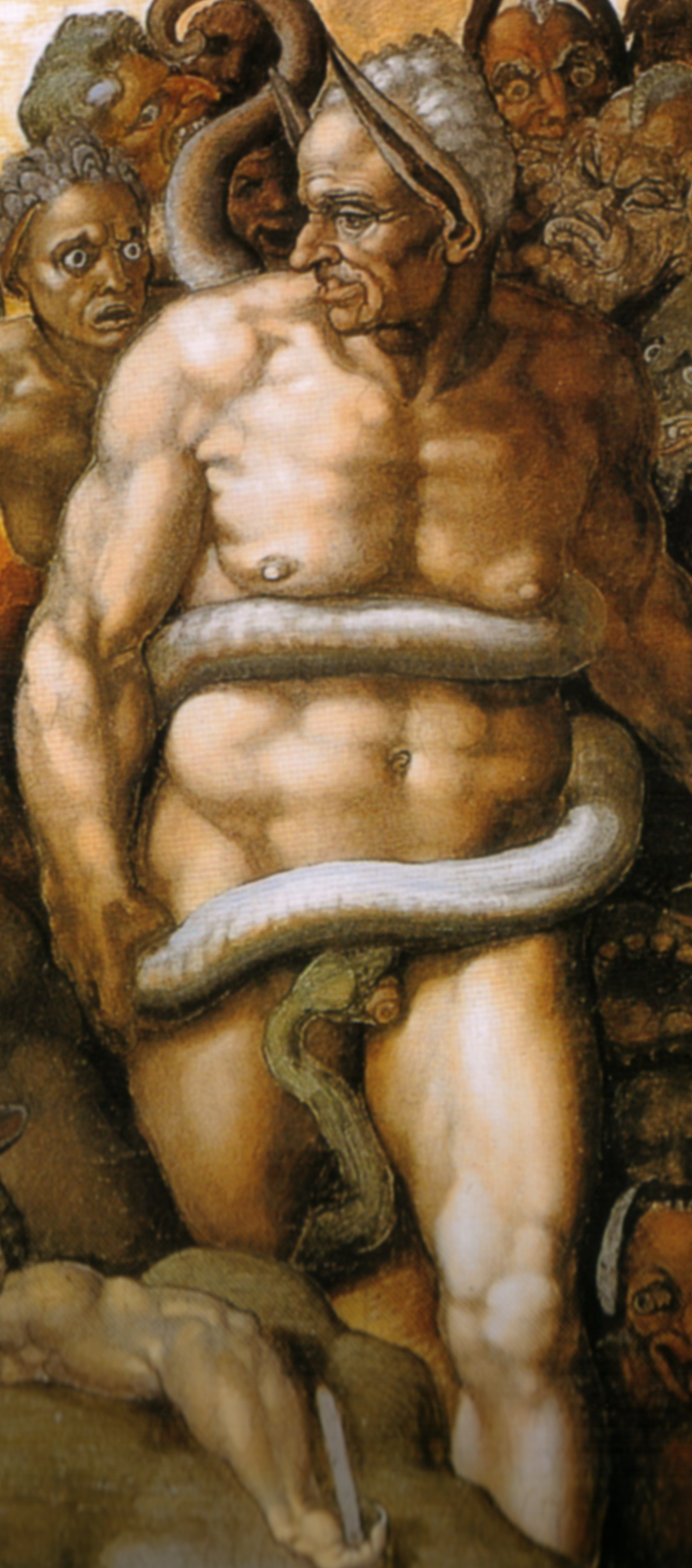
Minosse
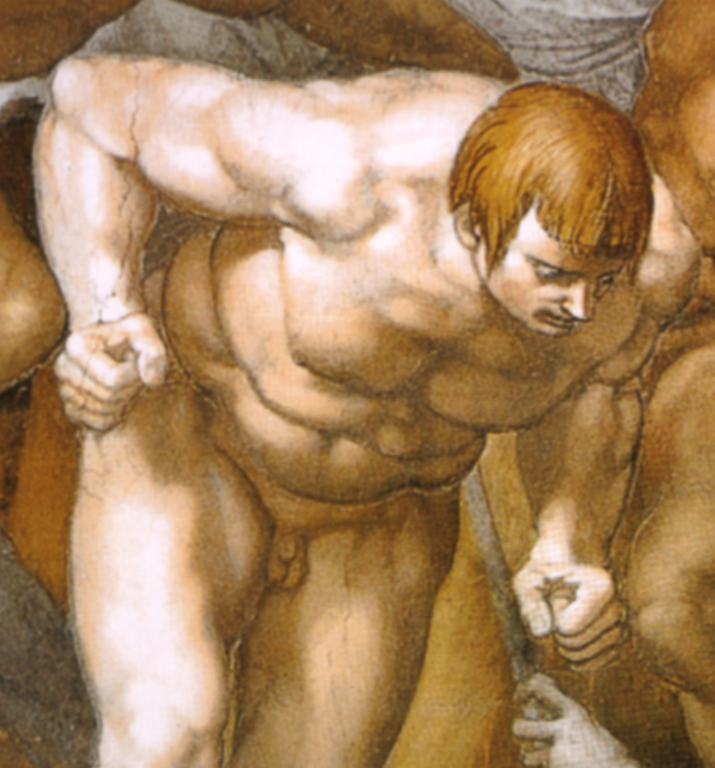
Dettaglio
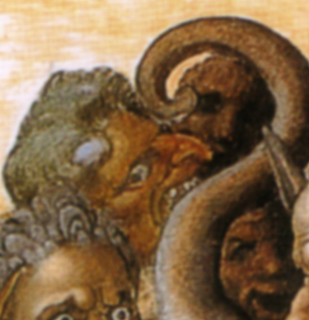
Dettaglio
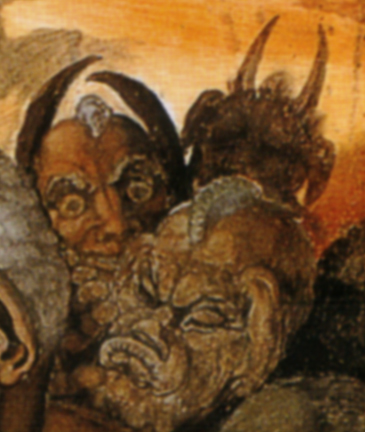
Dettaglio
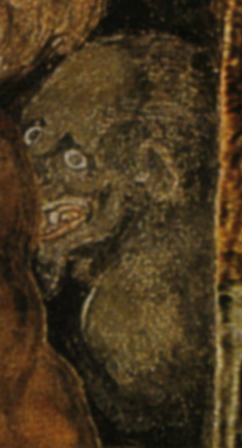
Dettaglio

### Interpretazione

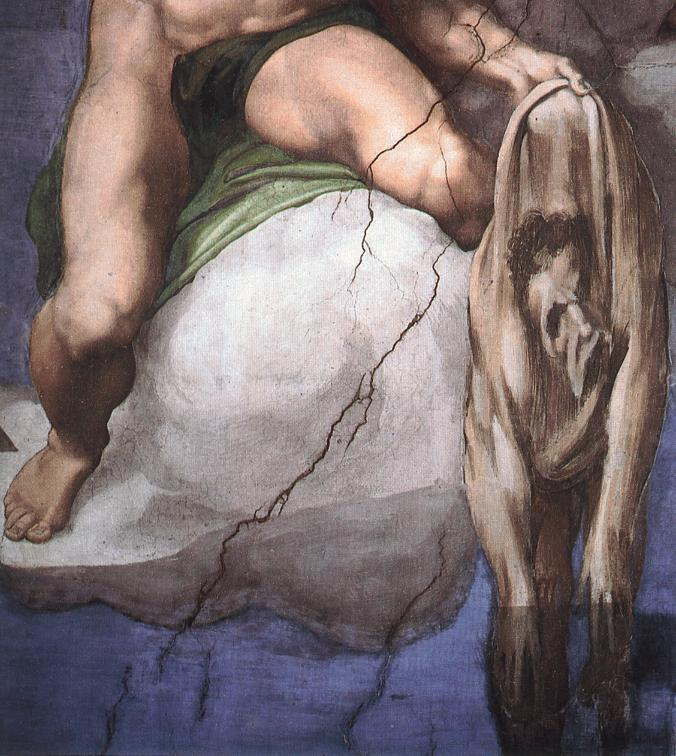
Dettaglio col presunto ritratto di Michelangelo

La critica, soprattutto quella moderna, ha proposto numerose letture del significato del Giudizio, spesso contrastanti e mai del tutto convincenti. C'è chi ha parlato di un'immagine allineata alle dottrine ufficiali della Chiesa, un memento alla fragilità della natura umana e della sua inclinazione al peccato, oppure, in maniera opposta, un manifesto anticlericale che adombra motivi savonaroliani, o di Juan de Valdés o addirittura luterani. Un'analisi stringente e globalmente coerente, a partire da precisi presupposti dottrinari, si è rivelata impossibile, poiché affiorano continuamente ambiguità e contraddizioni.
L'opera è piuttosto una trasposizione su un piano universale dei dubbi e dei tormenti personali dell'artista di fronte alla terribile crisi della Cristianità che stava minando le radici e i presupposti dell'arte rinascimentale, analogamente a quanto si può leggere anche nelle Rime. Sicuramente i rapporti di Michelangelo con personaggi dei circoli romani in cui circolavano dottrine riformate, come Vittoria Colonna o il cardinale Reginald Pole, ebbero un peso nell'elaborazione dell'immagine complessiva, indirizzandolo verso particolari scelte iconografiche e formali: essi auspicavano una riconciliazione fra cristiani dopo una riforma interna della Chiesa stessa.
Dal tradizionale schema iconografico, impostato a un ordinato svolgersi del Giudizio, senza esitazioni e dubbi, Michelangelo passò a un sistema basato sul caos, l'instabilità e l'angosciosa incertezza di una catastrofe immane e soverchiante, che provoca disagio ancora oggi e tanto più dovette provocarlo agli occhi dei contemporanei scioccati. L'impatto violento dell'opera in un certo senso giustifica e rende più comprensibili gli esasperati attacchi che essa subì, ma anche i numerosi tentativi di darle interpretazioni e letture unilaterali, che la riportassero a uno schema ordinato e razionale, che non le appartiene.
Per De Vecchi il significato più profondo dell'immagine è «la visione del naufragio di un'umanità dolente cui, dopo il crollo degli ultimi rifugi intellettuali e morali, non resta che attendere con trepidazione il compiersi della promessa della "resurrezione dei giusti"». La tempesta umana e il caos del dipinto si prestano infatti bene a rappresentare la tormentata religiosità di quegli anni, caratterizzati da contrasti, sia di natura teologica che politica, fra Cattolici e Protestanti e la soluzione di Michelangelo non nasconde il senso di profonda angoscia nei confronti dell'ultima sentenza.